# Abtei Saint-Martin du Canigou

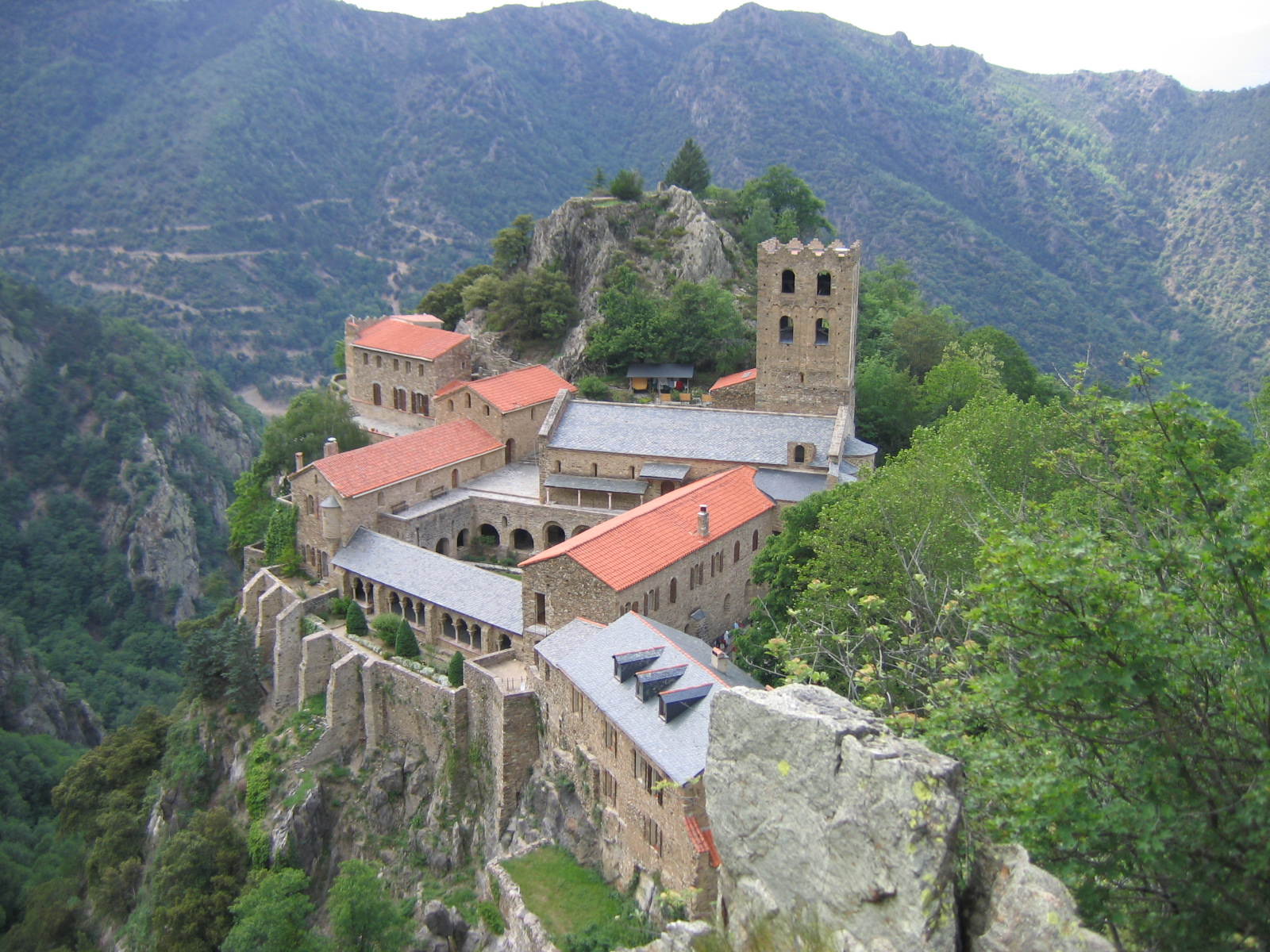
Abbaye Saint-Martin du Canigou, Übersicht von SO

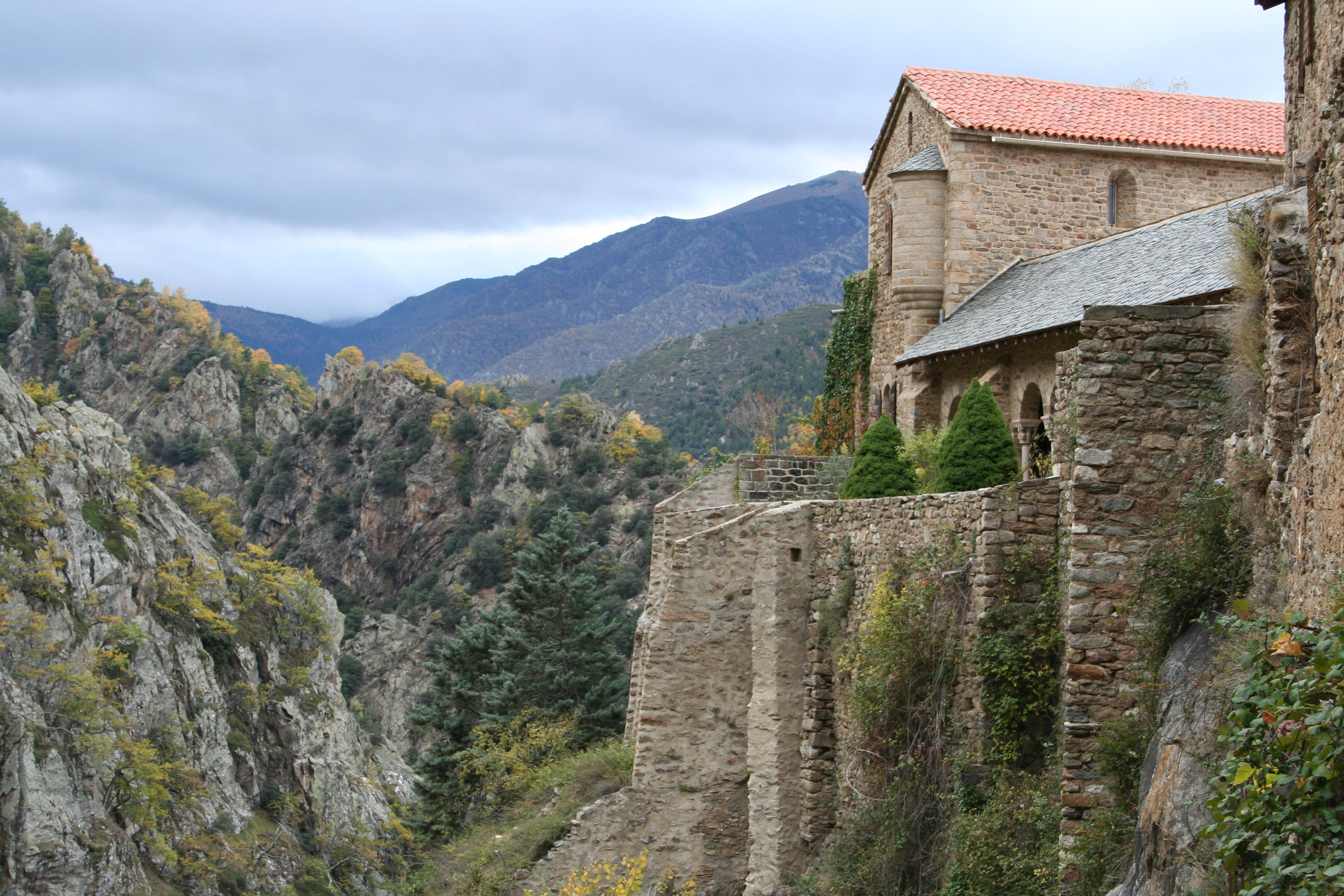
Abbaye Saint-Martin du Canigou, Südseite

Die Abtei Saint-Martin-du-Canigou (katalanisch Sant Martí del Canigó) liegt 1094 Meter hoch am Westhang des 2785 Meter hohen Pic du Canigou in den französischen Pyrenäen im Roussillon, etwa 55 Kilometer westlich von Perpignan. Die Anlage liegt auf einem von steilen Felsabstürzen umgebenen Plateau. Sie ist nur über einen recht steilen Fußweg von der kleinen Ortschaft Casteil (Arrondissement Prades) aus zu erreichen.
Die frühe romanische Kunst des Mittelmeerraumes tritt im Roussillon nicht in den Bauten des Abts Oliba in Cuxa zum ersten Mal in Erscheinung, sondern in Saint-Martin du Canigou, einer Gründung der Herren der Grafschaft Cerdanya. Da man es hier mit den frühesten Anfängen eines Stils zu tun hat, zeigt dieser Bau noch alle typischen Merkmale des Suchens und Experimentierens.
Das Kloster beherbergt heute einen Konvent der Gemeinschaft der Seligpreisungen.

## Geschichte
Am 14. Juli 1007 schenkten Guifred Cabreta, Graf des Conflent und der Cerdanya, und seine Gemahlin Guisla eines an den Hängen des Mont Canigou gelegenen Oratoriums Saint-Martin (seit 996 spätestens belegt) verschiedene Allode, Freigüter aus dem Conflent und dem Roussillon, damit „dieser Ort zu Ehren unseres Herren Jesus Christus erbaut werde, dass ihm streitbare Mönche zugeteilt werden, die unter der Ordensregel des heiligen Benedikt stehen, und dass man nach dem Willen und den Privilegien des römischen Pontifex und des Bischofs von Elne und gemäß der Einsetzung des Königs der Franken hier dem allmächtigen Gott in alle Ewigkeit diene“. Graf Guifred war ein Enkel Wilfried des Haarigen, dem Gründer der Grafschaft Barcelona.
Es scheint heute festzustehen, dass man mit dem Bau dieser Kirche um 997 begonnen hat. Zu dieser Zeit wird sie jedenfalls zum ersten Mal urkundlich erwähnt. Dank einer Reihe von Schenkungen in den Jahren 998 und 1005 konnte regelmäßig weitergebaut werden. Am 10. November 1009 kam Oliba, der Bischof von Elne und jüngerer Bruder des Grafen Cabreta, an den Ort namens Canigou, „um zu Ehren des heiligen Martin die Kirche zu weihen, die sich an dem Ort befindet, den man Kloster des Canigou nennt und auf diesem Berg von einem Priester und Mönch mit Namen Sclua erbaut worden war.“
In der Urkunde wird bestätigt, dass das Kloster im Auftrag des Grafen Guifred und seiner Gemahlin Guisla entstand, die hier selbst bestattet werden wollten. Das gräfliche Paar bereicherte den Klosterschatz um Weihegefäße und Priesterornate und stattete es mit verschiedenen Landgütern aus. Zahlreiche Grundbesitzer, die an der feierlichen Weihe teilnahmen, stifteten ebenso Teile ihres Besitzes und vergrößerten so das Vermögen des Klosters. Das von dem Weihepriester geschriebene Protokoll bestimmte, dass die Mönche dem Bischof von Elne unterstellt wurden.
Dieses Abhängigkeitsverhältnis wird in einer Bulle des Papstes Sergius IV. vom November 1011 eingeschränkt. Das Original aus Papyrus verwahrt die Stadtbibliothek von Perpignan. Darin werden die Güter des Klosters bestätigt, gleichzeitig wird jedoch eine Ausnahme von den üblichen Gepflogenheiten dahingehend gewährt, dass die Äbte frei von der Mönchsgemeinschaft gewählt werden konnten.
Die weltliche Macht übte ihre Vormundschaft weiterhin wie gewohnt aus. Im Jahr 1014 erklärten Abt Oliba von Cuxa und mehrere andere Geistliche, dazu auch Graf Guifred und sein Bruder Bernard, der Graf von Besalu, dem Bischof Oliba von Elne, dass sie beschlossen hätten, an die Spitze des Klosters einen Abt zu stellen, der aus den eigenen Reihen stammte. Die Kirche sei jetzt geweiht, reichlich mit Einkünften versorgt und verfüge über eine ausreichende Anzahl von Mönchen. Sie verlangten deshalb vom Bischof, den Mönch Sclua, der das Kloster erbaut hatte, zum Abt zu ernennen, der diese Aufgabe von 1014 bis 1044 innehatte.
Um 1012/13 gab es im Kloster auch Reliquien. Von der Diözese Toulouse waren die sterblichen Überreste des heiligen Gauderique (Gauderich) gekauft worden. Sie sollten in der Geschichte des Klosters und des gesamten Roussillon noch eine bedeutende Rolle spielen.
Weitere Schenkungen erlaubten es, einen neuen Bauabschnitt der Kirche zu beginnen, der mit einer zweiten feierlichen Weihe, die verschiedene Quellen auf 1014 oder 1026 datieren, gekrönt wurde.
Graf Guifred, der sich sehr mit dem Mysterium des Todes beschäftigte, entschloss sich, dem Beispiel seines Bruders Graf Oliba-Cabreta folgend, der als Benediktiner im Kloster von Monte Cassino gestorben war, das weltliche Leben aufzugeben. Er trennte sich von seiner Frau, um auf dem Canigou Mönch zu werden. Am 8. November 1035 setzte er sein Testament auf und verteilte sein Erbe unter seinen sieben Kindern und seiner zweiten Frau Elisabeth. An seinem Todestag, dem 31. Juli 1049, machte sich ein Bote auf den Weg, um den Abteien, die Saint-Martin angeschlossen waren, die Nachricht zu überbringen. Er gelangte auf seinem Weg bis nach Fleury-sur-Loire. Der Rückzug des Grafen in die Abgeschiedenheit des Klosterlebens gab den Menschen Anlass zur Bildung von mancher Legende.
Der Einfluss von Saint-Martin du Canigou ging in der Folge stark zurück. Diese Abtei war zu einer Zeit gegründet worden, als die Christen hier in den Bergen Zuflucht von dem Islam fanden und infolgedessen die Gegend dicht besiedelt war. Gegen Ende des 11. Jahrhunderts und besonders dann im 12. Jahrhundert änderte sich die Situation grundlegend. Von den katalanischen Pyrenäen ging eine Völkerwanderung in die Länder aus, die aus der Hand der Araber wieder zurückerobert waren. Parallel dazu verlor das Kloster am Canigou immer mehr an Bedeutung. Im Jahr 1114 wurde es sogar der Abtei Sainte-Marie de Lagrasse unterstellt. Entschiedener Protest gegen diese Unterwerfung führte jedoch schließlich dazu, dass die Unabhängigkeit wiedererlangt werden konnte.
Im Jahr 1428 wurde das Kloster bei einem Erdbeben stark in Mitleidenschaft gezogen. Der obere Teil des Glockenturms stürzte ein, die Kirche wurde beschädigt und ein Teil der Klostergebäude zerstört. Der Bischof von Elne versprach am 14. Juli 1433 denjenigen Gläubigen Ablass, die bei den Reparaturarbeiten mithalfen. Die Wiederherstellung zog sich aber noch lange hin und war 1438, zehn Jahre nach der Naturkatastrophe, noch immer nicht abgeschlossen.
Saint-Martin du Canigou trat den Weg des unwiderruflichen Niedergangs an. Die Einführung der Kommende und die Schaffung von hohen Klosterämtern, die mit verschiedenen Einkünften versehen waren, bedeuteten das Ende des gemeinschaftlichen Klosterlebens. Eine Beschlagnahme vonseiten des Königs, die mit der Bindung des Klosters an die spanische Kongregation von Tarragona gerechtfertigt wurde, hatte zur Folge, dass es zwischen 1649 und 1698 überhaupt nicht mehr existierte. Die materielle Wiederherstellung mit dem Wiederaufbau der Klostergebäude und des Abtshauses, die von den Äbten Dom Pierre Pouderoux (1698–1714) und Dom Augustin Llaby (1714–1728) vorgenommen wurde, ging nicht mit einer geistlichen Reform einher.
König und Papst versuchten, die Rückkehr zu den Ordensregeln zu erzwingen, der eine durch ein Edikt von 1768, der andere durch eine Bulle vom 13. Juli 1772. Der Bischof von Elne seinerseits hielt dieses Vorhaben für undurchführbar. Die wenigen übrig gebliebenen Mönche fühlten sich in ihrer Einsamkeit verloren, die Nahrungsmittelversorgung war schlecht und sie waren den Übergriffen von Schmugglern, Deserteuren und Räubern ausgeliefert. So ersehnten sie nichts anderes als die Säkularisation. Politische und kirchliche Autoritäten einigten sich schließlich auf diese Lösung: Im Jahr 1781 hob eine päpstliche Bulle die Abtei auf, und ein königliches Brevet bestätigte diese Entscheidung am 6. Juni desselben Jahres. Gleichzeitig wurde den Ordensbrüdern eine Rente von 1400 Livres zugestanden. Schließlich ordnete der Erzbischof von Narbonne im August 1782 an, dass die Mönche von ihren Gelübden zu befreien und zu säkularisieren seien und sich die Gemeinschaft aufzulösen habe. Jean-François Galinier berichtete, dass fünf Mönche und der Abt das Kloster am 3. September 1783 verließen. Es wird ein Verzeichnis der Ausstattung und der Ornate aufgestellt, die Krypta wird zugemauert, die Tür der Oberkirche abgeschlossen, das Archiv der Abtei wird nach Perpignan verlagert, die Reliquien des heiligen Gauderuique werden nach Villefranche und von dort nach Perpignan gebracht. Das Kultgerät gelangte an verschiedene Orte der Diözese. Am 7. August 1786 wurden die Glocken vom Turm geholt, am 11. November das Mausoleum des Grafen Guifred nach Casteil verlegt. Die verlassene Abtei diente den umliegenden Ortschaften bald als Steinbruch.

Abbaye Saint-Martin du Canigou, Ruinen, Grafik aus dem 19. Jahrhundert

Die malerische Ruine, in die sich das Kloster nun verwandelte, musste natürlich im darauf folgenden Jahrhundert die Aufmerksamkeit der Romantiker auf sich ziehen, insbesondere wurde sie durch Kupferstiche berühmt. Mit sechs Abbildungen nimmt sie einen hervorragenden Platz in den Voyages pittoresques et romantiques dans l’ancienne France des Barons Taylor ein. Schließlich findet sie sogar Eingang in das katalanische Nationalepos Canigó von Jacint Verdaguer (1886):
- Was ist aus Euch geworden, herrliche Abteien
- Marcevol, Serrabone und Saint-Michel
- und aus Dir, Saint-Martin, das du fülltest
- die Erde mit Engeln und mit Heiligen des Himmels Reihen.
- Von den romanischen Altären blieb keine Spur.
- von den byzantinischen Kreuzgängen blieb uns nichts,
- Auf der Erde liegen die Statuen aus Marmor,
- und sein Licht ist verschlossen wie ein Stern,
- der über dem Canigou nie mehr aufgehen wird.

Von dem herzzerreißenden Gesang aufgerüttelt, beschloss nun der Bischof von Perpignan, Monseigneur de Carsalade du Pont, die Herausforderung dieses magischen Schicksals anzunehmen und den heiligen Berg wieder zum Leben zu erwecken.
Am 16. März 1902 kaufte er die Ruinen. In Begleitung von zweitausend Pilgern aus Katalonien und dem Roussillon nahm er am 11. November desselben Jahres wieder feierlich Besitz von den Örtlichkeiten. Diese Zeremonie markierte den Beginn der Restaurierungsarbeiten an der Kirche, die als „frommes Werk, voll Gefühl und mit praktischem Sinn“ verstanden wurden, wie es Jean-François Galinier treffend beschrieb. Obwohl das Bauwerk als historisches Monument klassifiziert wurde, handelte der Prälat zunächst völlig frei und eigenmächtig. Er baute einige Wohnhäuser wieder auf, stellte die über einen Teil des Hauptschiffs und des südlichen Seitenschiffs eingestürzten Gewölbe wieder her und erneuerte das Dach des Glockenturms. Erst seit 1916 beteiligte sich die Denkmalpflege an der Finanzierung der Arbeiten, die sie von nun an auch beaufsichtigte. Bei den nunmehr einsetzenden Restaurierungsarbeiten stellte man zunächst die Bedachung aus Schieferplatten über der Kirche wieder her und wandte sich dann dem Wiederaufbau des Turms zu. Im Jahr 1922 ergab sich das Problem, eine größere Anzahl von Kapitellen und Säulen aus dem ehemaligen Kreuzgang, die Monseigneur de Carsalade in einer Villa von Vernet erworben hatte, angemessen zu präsentieren. Da der ursprüngliche Aufstellungsort unbekannt war, beschloss man, sie in eine ebenerdige Galerie einzugliedern. Diese bildete ursprünglich den Abschluss des südlichen Kreuzgangflügels, in dem sich die Bibliothek und die Wohnung des Krankenwärters befunden hatte. Da dieser Flügel nicht wieder aufgebaut wurde, öffnet sich die Galerie heute direkt auf die Schlucht. Diese Art der Anordnung erlaubt es nun, von dort die herrliche Gebirgslandschaft zu genießen, sie hebt jedoch die alte Ordnung mit ihrer strengen Abgeschlossenheit nach außen auf. Jene schützte sowohl vor dem Trubel der Welt, als auch vor den Naturgewalten. Mit gleicher Freiheit entschied man über die bauliche Einfügung der Wohngebäude und deren Fenster- und Türöffnungen. Zwei dieser Wohngebäude bilden heute den östlichen und westlichen Abschluss des Kreuzgangs, ein drittes befindet sich außerhalb der ursprünglichen Anlage, in nördlicher Richtung am Rand der Schlucht.
Monseigneur de Carsalade hatte schon 1912 von Papst Pius X. die Erlaubnis erhalten, in Saint Martin du Canigou ein Exerzitium zu Ehren von Notre Dame de Cénacle zu gründen. Das Werk erfreute sich großen Zuspruchs. 1952 ließ sich Dom Bernard de Chabannes, ein Benediktinermönch aus der Abtei En-Calcat, hier nieder und übernahm die Leitung. Um mehr Raum für die Teilnehmer an Exerzitien zu schaffen, erbaute er einen neuen dreistöckigen Wohnflügel an der nordöstlichen Ecke des Felstplateaus. Schließlich entstand 1971/72 abseits der übrigen Gebäude ein großer Empfangssaal.
Die aus verschiedenfarbigem Holz gefertigte Marienstatue aus dem 14. Jahrhundert, die in der Krypta verehrt wird, wurde in der Nacht vom 12. auf den 13. Mai 1976 gestohlen. Eine Kopie existiert seit 1981.

## Kunsthistorische Bedeutung der Kirche Saint-Martin du Canigou

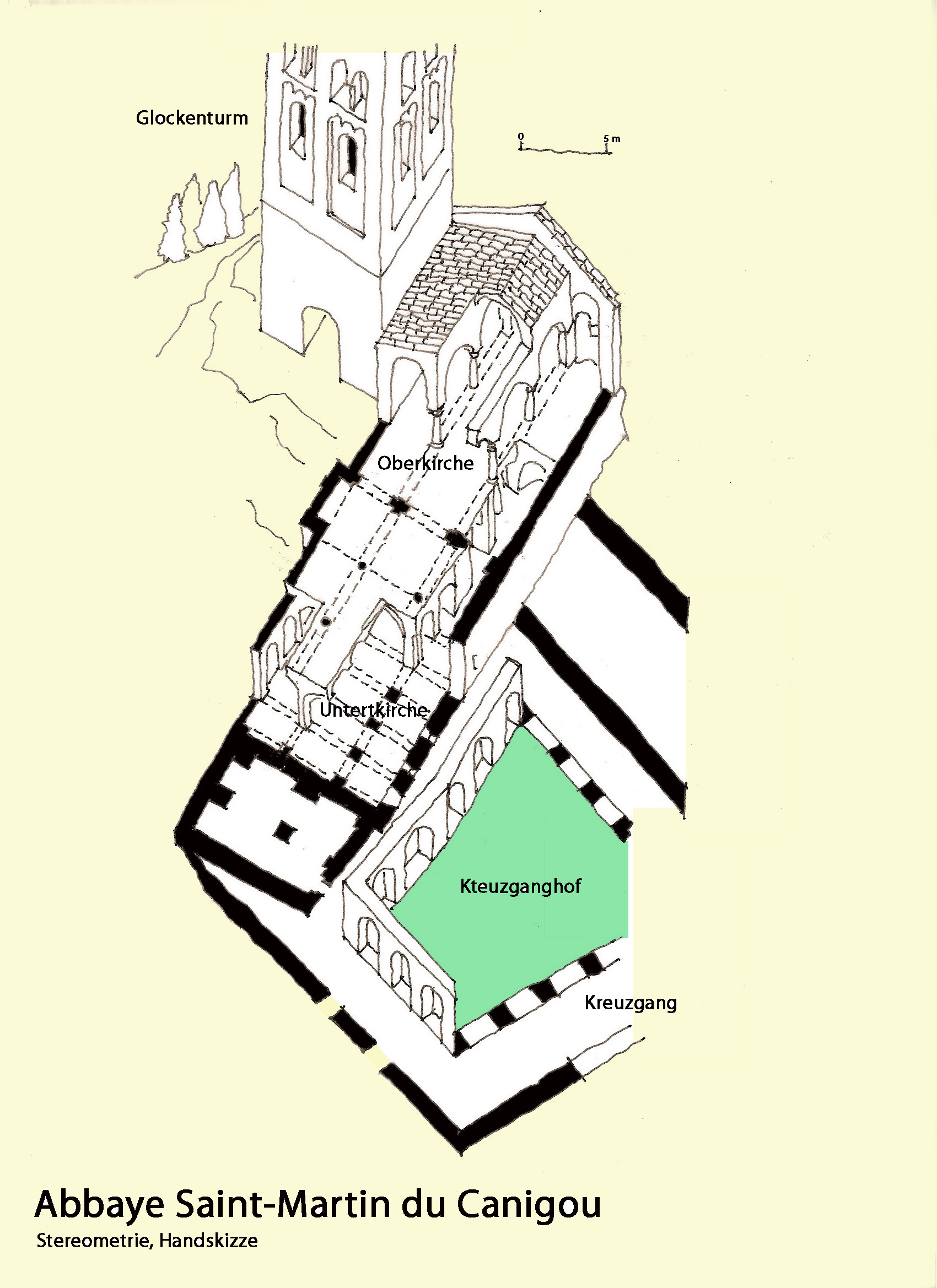
Abbaye Saint-Martin du Canigou, Handskizze

Der bedeutendste Beitrag der frühromanischen Architektur im katalanischen Raum zur abendländischen Romanik bestand in der konsequenten Realisierung der Steinwölbung größerer Räume. Wiederum ging die Initiative von Cuxa aus, wenn auch nur in einer Dependance des Mutterklosters. Der in Cuxa ausgebildete und von den Ideen Olibas beeinflusste Baumeister-Mönch Sclua, der von 1014 bis 1044 Abt von Saint-Martin war, baute eine der ersten romanischen Kirchen des Abendlandes. Sein von der Kirche isoliert aufgestellter Glockenturm dürfte der erste seiner Art in Katalonien gewesen sein. Seine größte kunsthistorische Leistung lag aber in der Errichtung der beiden übereinander liegenden Kirchen. Sclua erweiterte das zunächst vermutlich dreijochige vorromanische Martinsoratorium nach Westen um sieben kurze Joche zu einer dreischiffigen Unterkirche. Das ursprüngliche Martinsheiligtum war in tradierter Kryptenbauweise von einer schweren Steintonne eingewölbt, die auf massiven, gedrungenen Granitsäulen ruhte. Die Konzeption der von Sclua angeschlossenen Unterkirche verrät, dass die Oberkirche von Beginn an geplant war: die drei Schiffe haben gleiche Scheitelhöhen, so dass sich eine höhlenartig dunkle Hallenkirche ergab. Die Arkaden der Gewölbe werden von klobigen Unterzügen begleitet, die ihre Fortsetzung an den eigentlichen Gewölbestützen finden, so dass diese sehr früh die tektonisch wie ästhetisch sinnreiche Form von archaisch kreuzförmigen Pfeilern erhalten. Die Steinwölbung und Kreuzform der Pfeiler bilden aber nur einen Teil der Erfindungskunst von Sclua.
In der Oberkirche, ebenfalls eine dreischiffige Halle, mit leichter Überhöhung des gewichtigeren Mittelschiffs, verband er die schon klassische Säulenordnung der dreischiffigen holzgedeckten Basilika mit einer durchgehenden Steintonne. Lediglich zwischen dem dritten und vierten Joch skandiert ein kräftiger Gurtbogen die Flucht des ansonsten gedrungenen Raums. Die Originalität dieses Baumeisters zeigt sich auch in den weit ausladenden Kapitellen über den basenlos gesetzten Granitsäulen. Der Kapitellkörper für dessen Form weder antike oder karolingische noch byzantinische Vorbilder zitiert werden können, zeigt archaische, stark schematisierte vegetabile und vereinzelt auch zoomorphe Formen. An der Ostseite laufen die drei Schiffe jeweils ohne Übergang in halbrunde Apsiden aus.

## Lage und Aufstieg
Bis heute führt keine für den Autoverkehr ausgebaute Straße hinauf zur Abtei. Dem verdankt der Besucher einen Fußweg von 30 bis 40 Minuten, der über einen gewundenen asphaltierten Weg steil bergan führt, zunächst in der Sonne, begleitet von vielfältigen Düften und vom Tosen des Wildbachs in der tief eingeschnittenen Schlucht. Das ergreifende Panorama der umgebenden Bergwelt begeistert den Wanderer. Nach einer Wegebiegung, die um einen Felsen herum vom Wildbach wegführt, durchquert man einen schattigen Wald von Eichen, Eschen, Esskastanien und Haselnusssträuchern.
Auf der linken Seite taucht das Gebäude einer kleinen romanischen Kirche auf, das in den Jahren 1978/79 Dom Chabannes aus den eingestürzten Mauern wieder errichten ließ. Die alte romanische Kirche war unter dem Namen Saint-Martin le vieux bekannt. Sie besaß ein Längsschiff mit im Grundriss halbkreisförmiger Chorapsis und zwei seitlichen Anbauten, die eine Art unechtes Querschiff bilden. Ähnlich der Abteikirche weist diese einen an das Langhaus seitlich angelehnten quadratischen Glockenturm auf, mit je zwei rundbogigen Schallluken auf zwei gegenüberliegenden Seiten und einen Zinnenkranz aus je einer ganzen und zwei halben spitzen Zinnen auf jeder Turmseite. Vielleicht war diese Kirche ursprünglich als Begräbnisstätte für die Mönche gedacht, da auf dem Felsplateau, auf dem sich die Abtei erhob, kaum Platz war, dort ihre Toten zu begraben.
Etwas abseits davon, auf der rechten Seite des Weges, erinnert die Süßwasserquelle La Font del Comte an den Klostergründer, den Grafen Guifred, der das weltliche Leben zugunsten eines Klosterlebens aufgegeben hatte. Aus den Worten, mit denen die Mönche sein Hinscheiden den anderen Klöstern, mit denen sie brüderliche Beziehungen unterhielten, mitteilten, klingen Dankbarkeit und Mitgefühl:

„Derjenige, der einst als Fürst unserer Heimat strahlte, den Italien, Gallien und Spanien kannten, gab die weltlichen Ehren, seine Gemahlin und seine Kinder auf, um Laienbruder in unserer Mitte zu werden und mit uns arm in Christo zu sein. Er führte unter uns ein so tätiges Leben, dass man es nicht in Wort und Schrift ausdrücken kann, wieviel Gutes er für uns getan hat. Denn er war unser Retter in der Not und stand uns bei, soweit es in seinen Kräften stand. Für die Alten war er wie ein Stab, auf den sie sich stützen konnten, für die Jungen war er wie ein Vater für seine Söhne.“

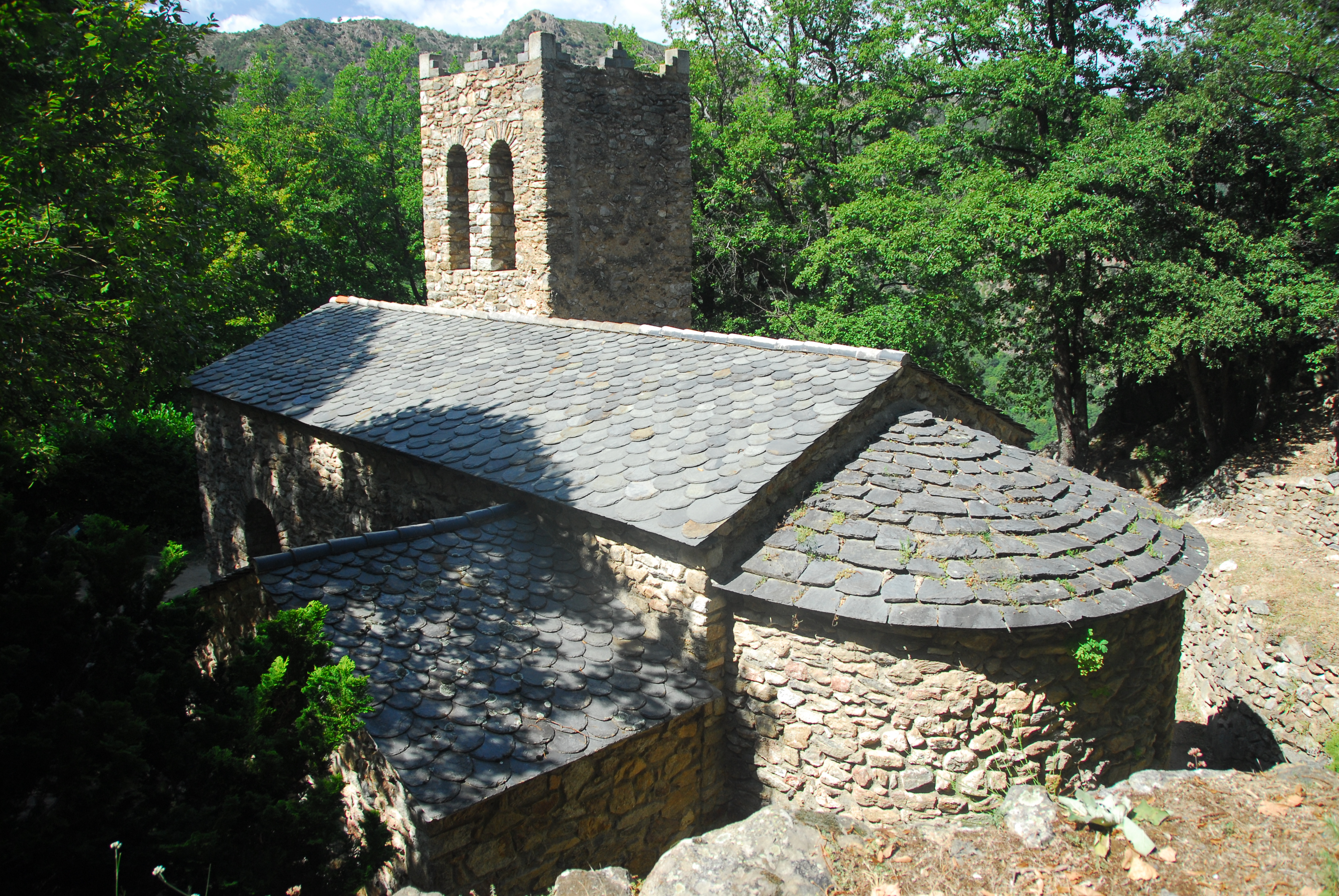
Saint-Martin le vieux, Ansicht von SO
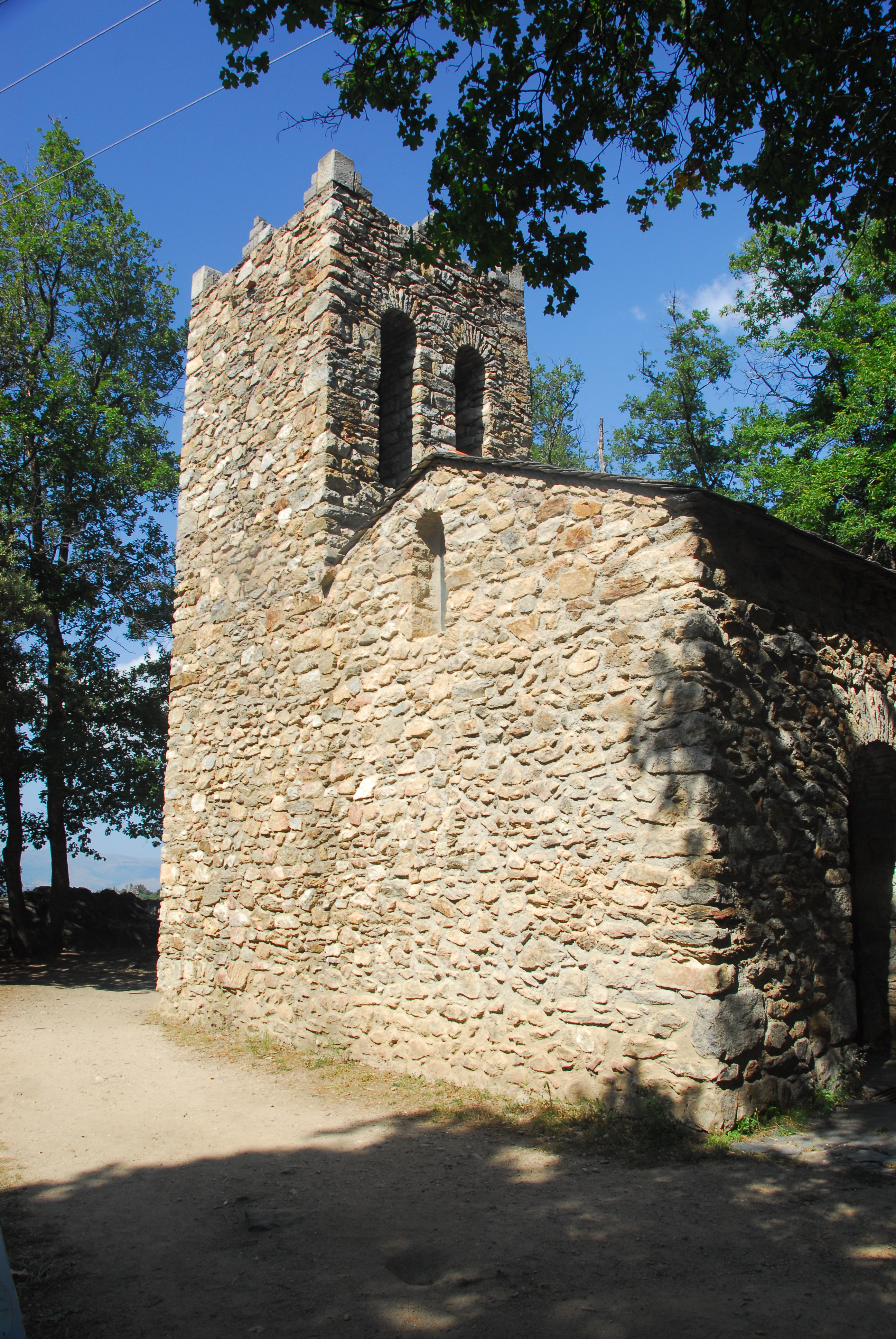
Saint-Martin le vieux, Westseite von SW
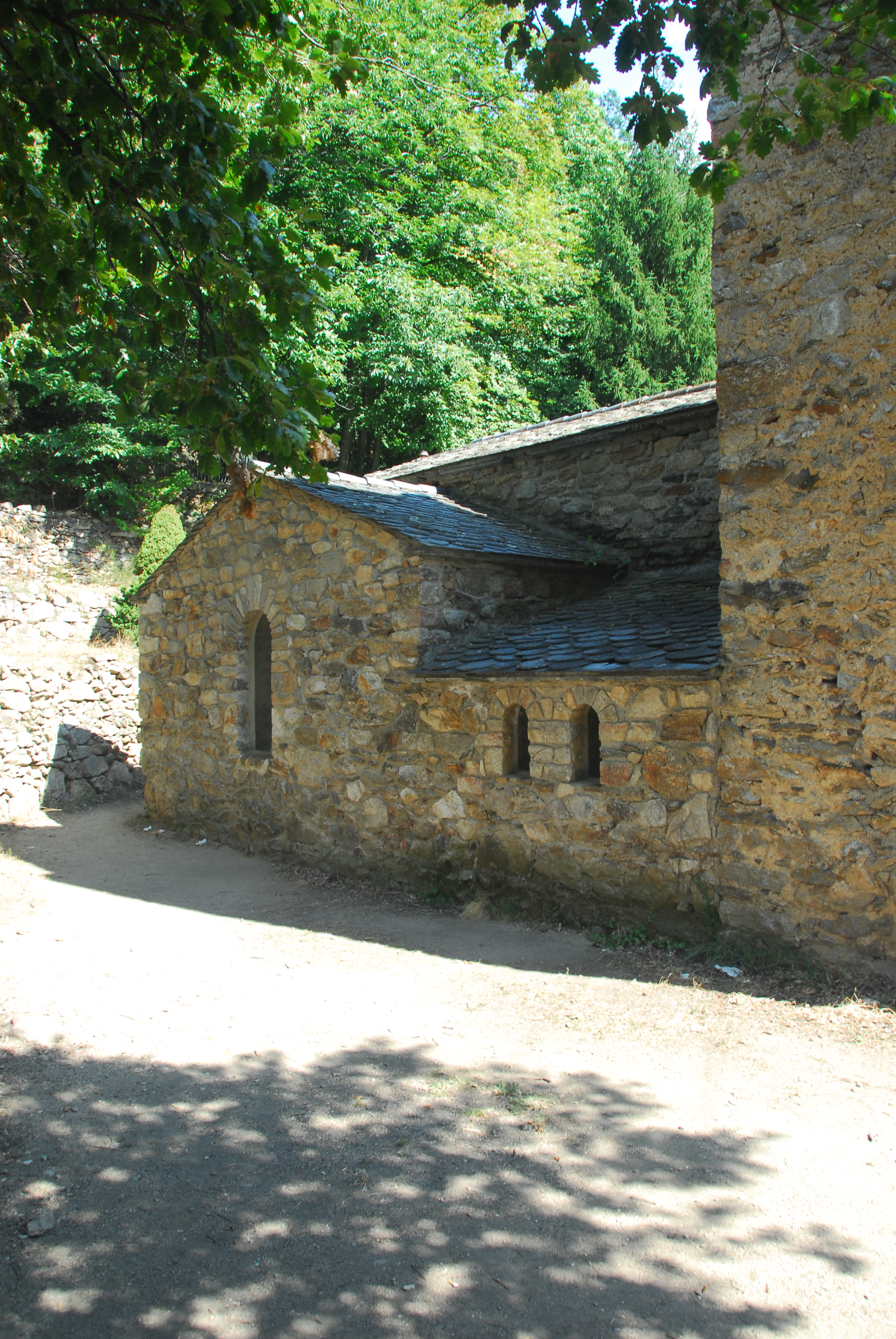
Saint-Martin le vieux, Nordseite mit Anbau
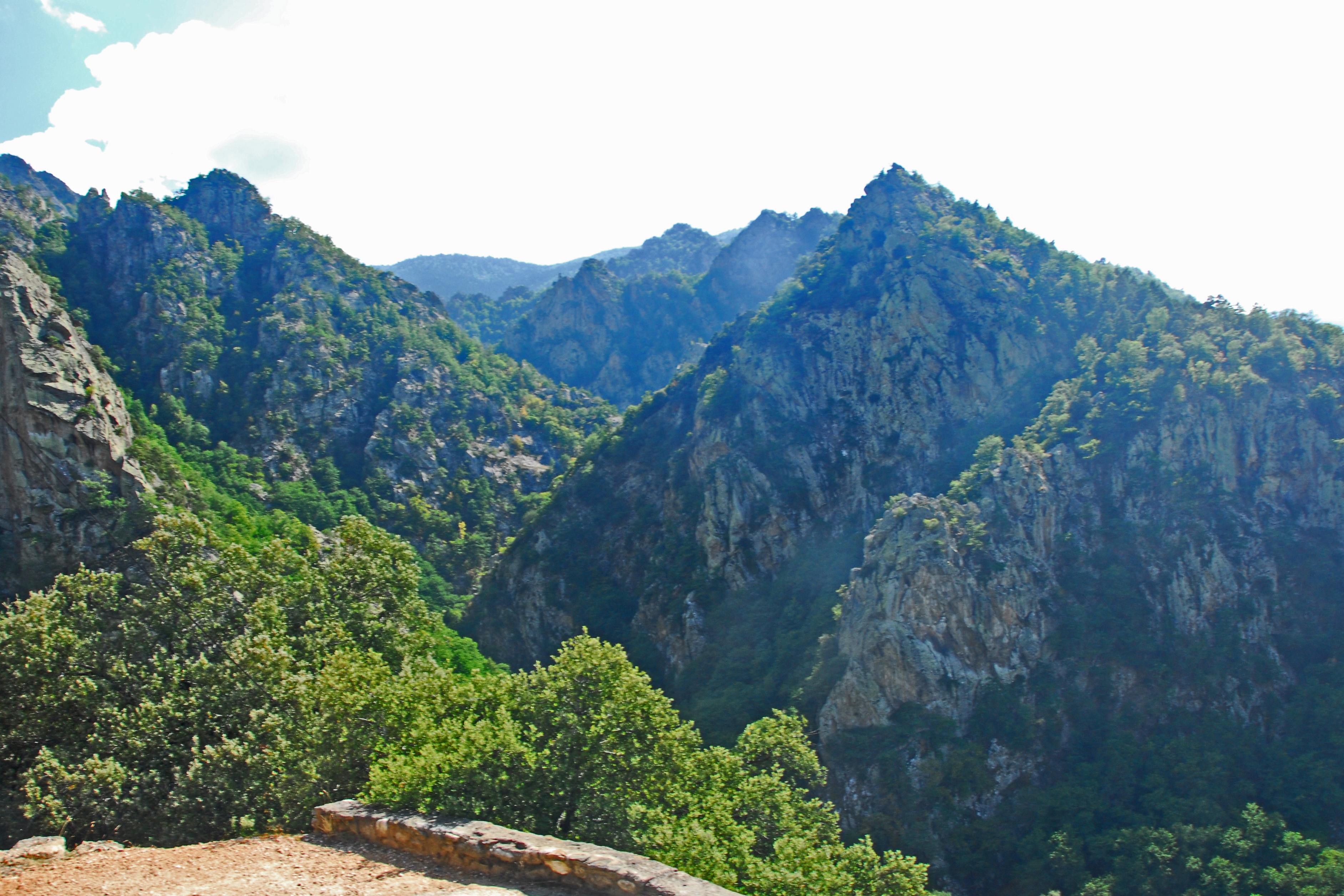
Saint-Martin du Canigou, Panorama beim Auf- und Abstieg
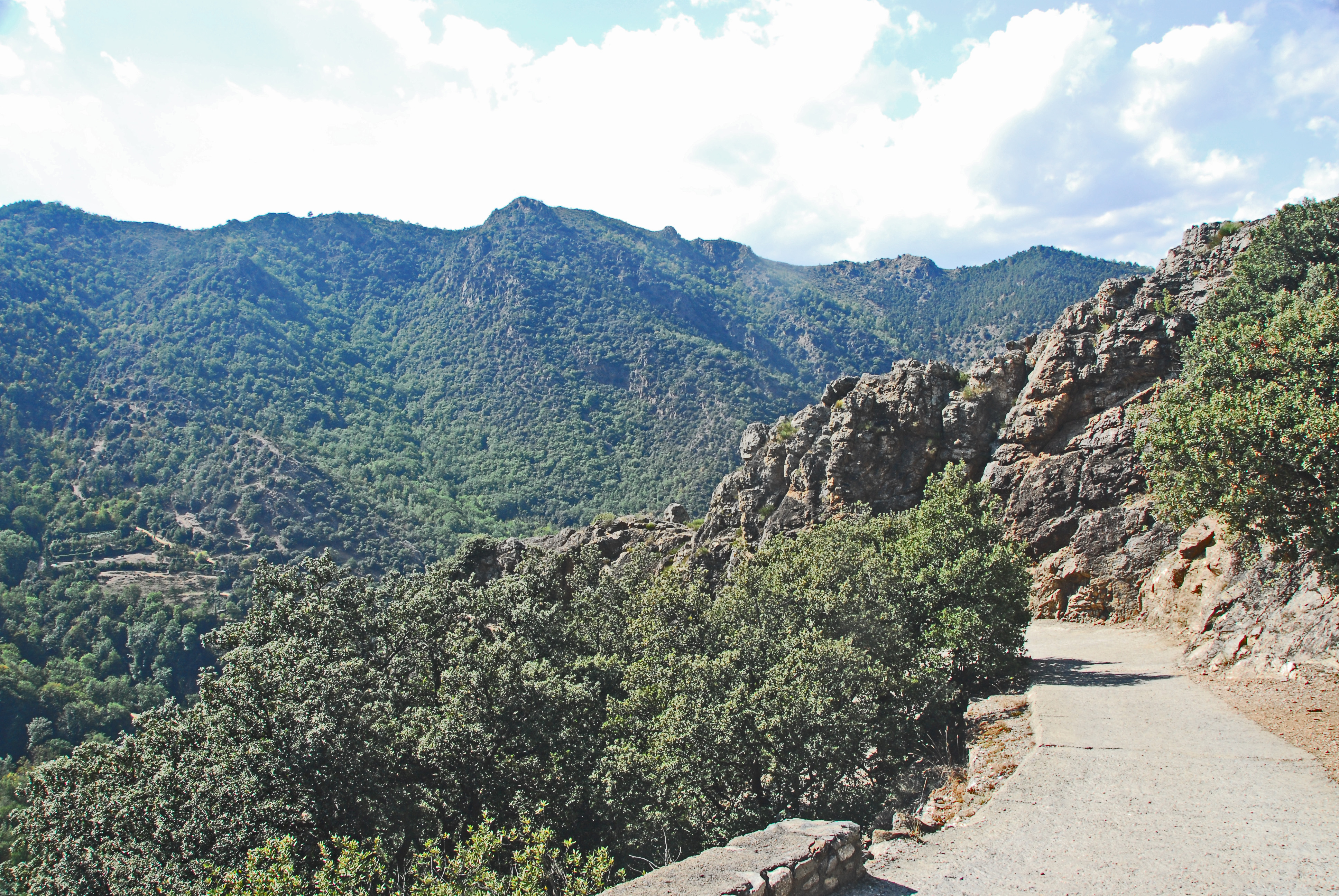
Saint-Martin du Canigou, Panorama beim Auf- und Abstieg
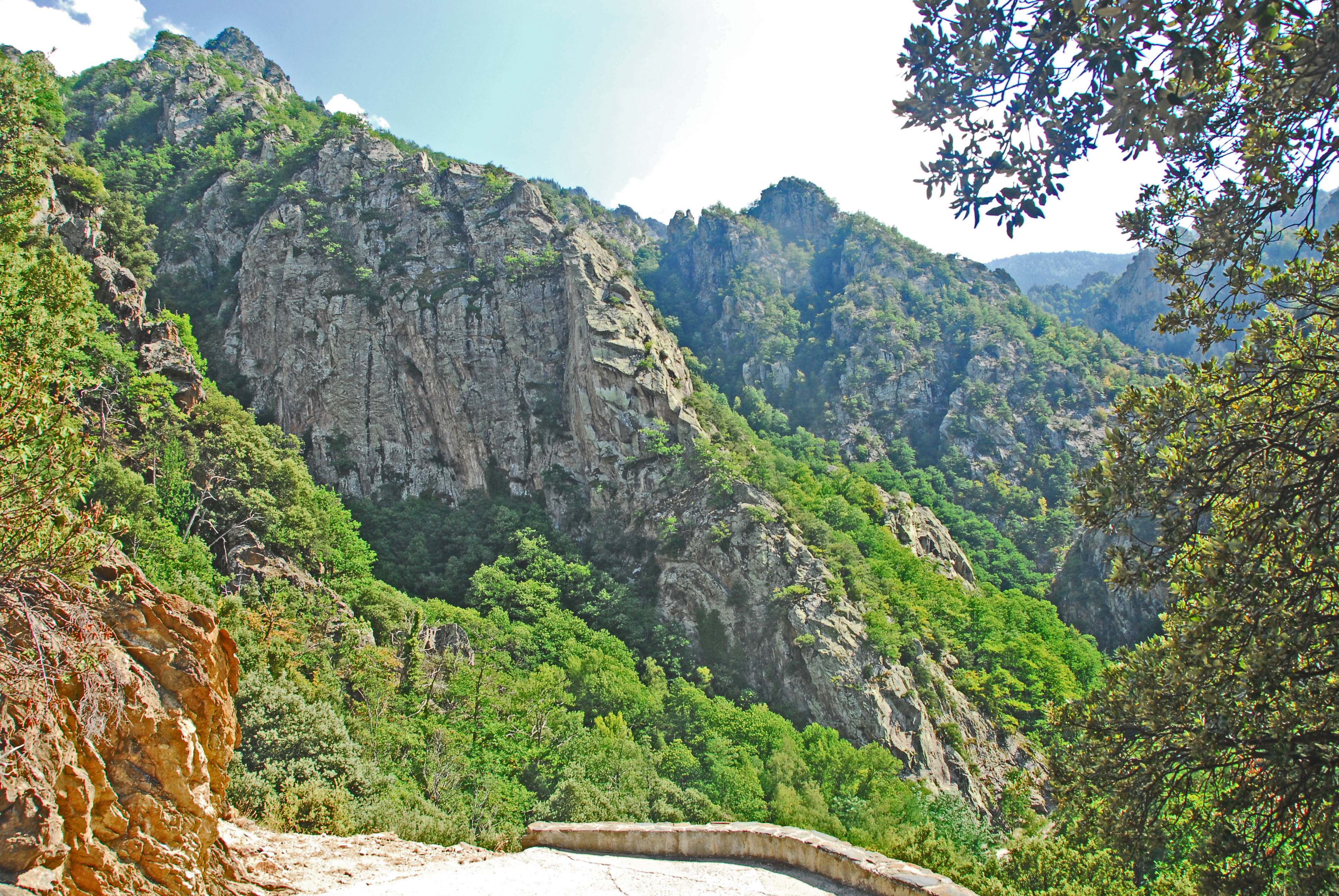
Saint-Martin du Canigou, Panorama beim Auf- und Abstieg

## Bauwerke und Skulpturen heute

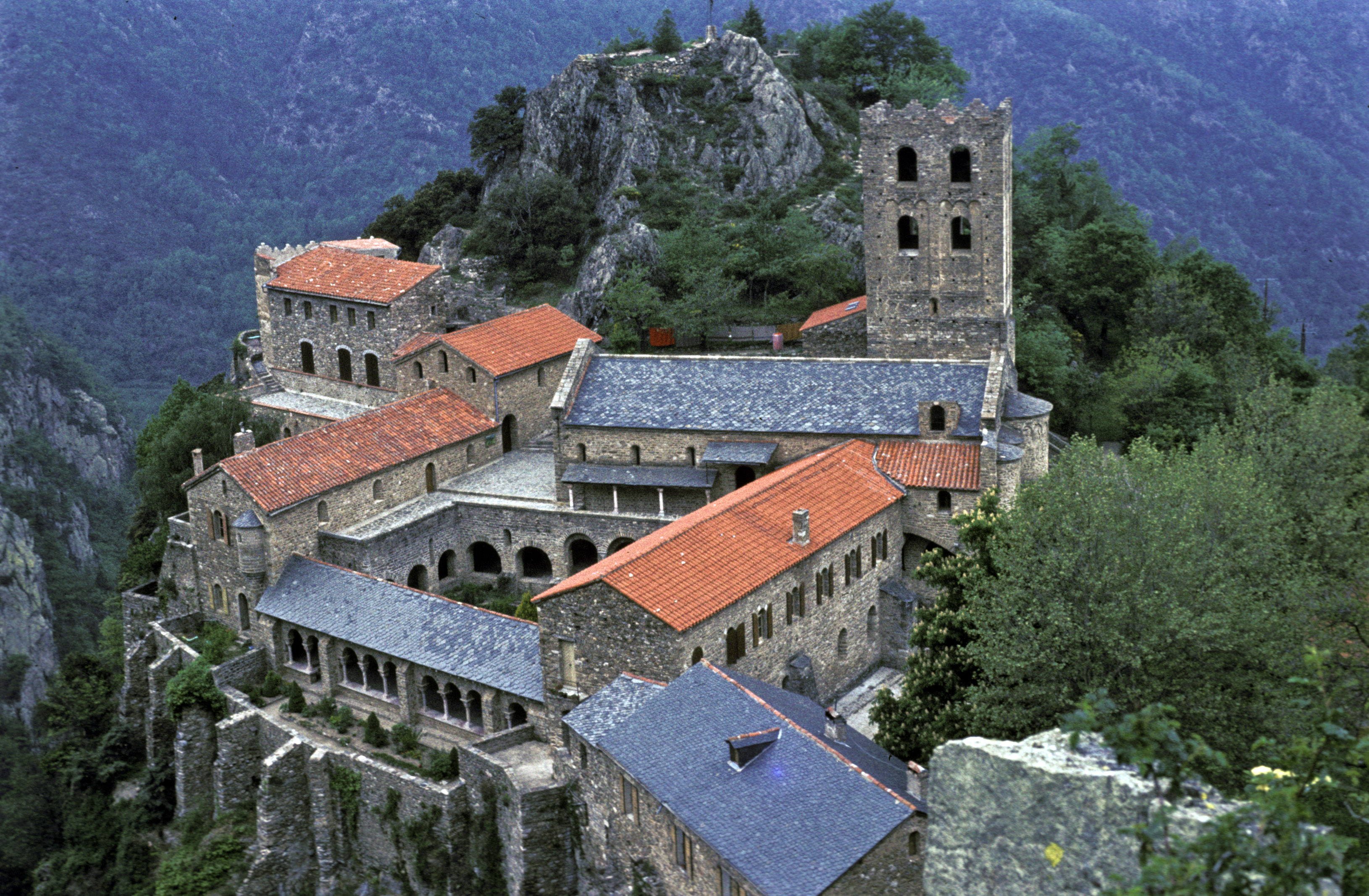
Abbaye Saint-Martin du Canigou, Bauwerke Übersicht von SO; oben rechts: Kirche mit Turm, Mitte: Kreuzgang, unten links: Südgalerie

### Abteikirche
Abmessungen
Oberkirche:
- Gesamtlänge (außen): 26,00 m
- Länge Schiff (innen): 24,00 m

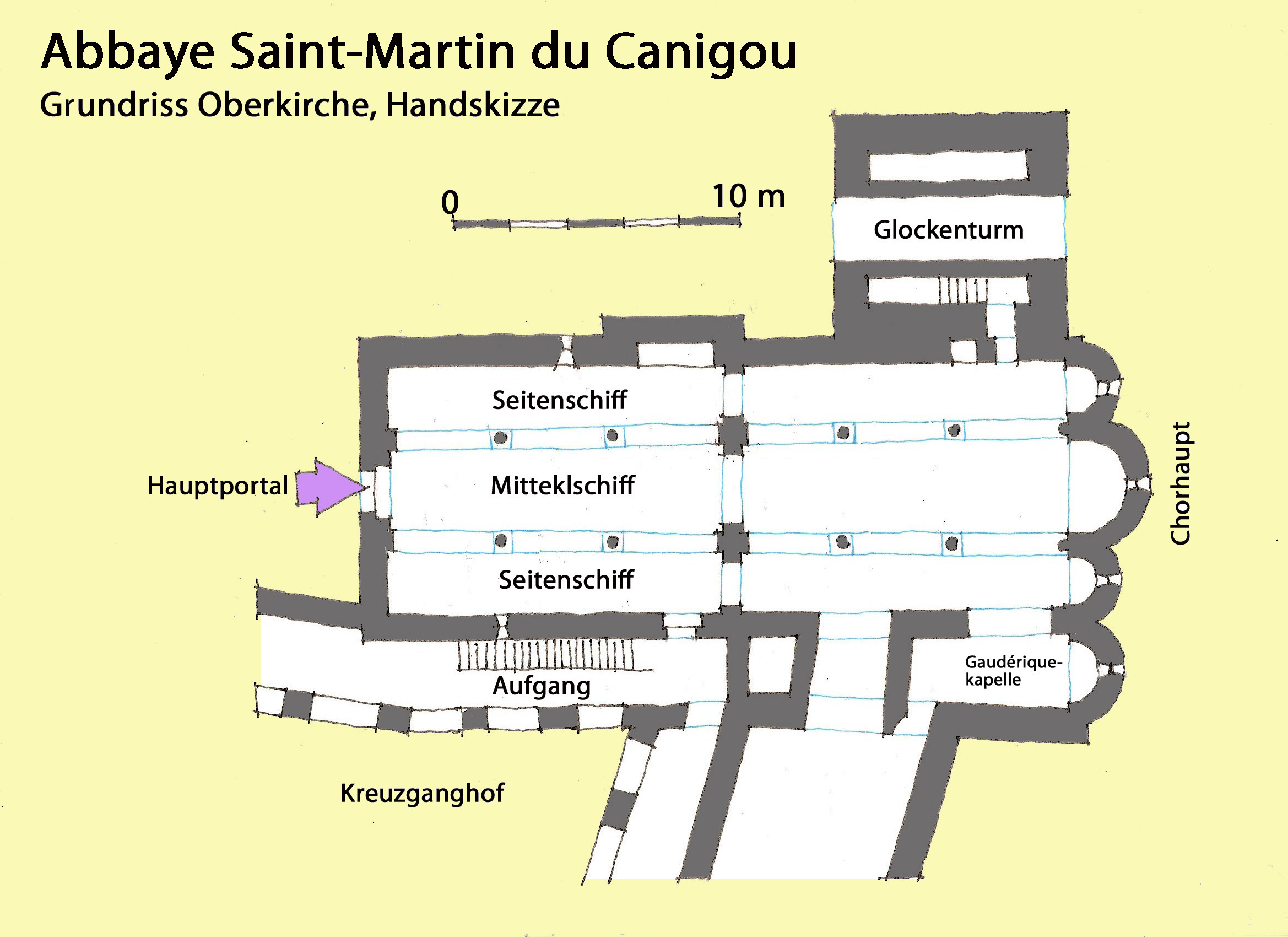
Abbaye Saint-Martin du Canigou, Grundriss Oberkirche, Handskizze

- Breite Mittelschiff: 3,00 bis 3,40 m
- Breite Seitenschiffe: 2,00 bis 3,30 m
- Höhe Mittelschiff: 6,10 m
- Höhe Seitenschiffe: 4,70 m
- Wanddicke: 0,85 m

Unterkirche:
- Gesamtlänge (außen): 21,60 m
- Gesamtbreite (außen): 9,20 bis 9,60 m
- Breite Mittelschiff (westlicher Bereich): 3,10 m
- Breite Seitenschiffe (westlicher Bereich): 2,20 m
- Höhe der Schiffe: 3,00 m
- Tiefe der Apsiden: 1,00 m

In Saint-Martin du Canigou begegnet man der seltenen Anlage zweier übereinander liegenden Kirchen von gleicher Bedeutung. Die Unterkirche, die etwa zur Hälfte unter dem Geländeniveau liegt, war der Jungfrau Maria geweiht, während man in der Oberkirche den Patron des Klosters und Apostel der Gallier, den heiligen Martin verehrte. Es mögen bei dieser Aufteilung der Kirche symbolische Überlegungen eine Rolle gespielt haben, denn die Muttergottes, die man am Canigou „die Unterirdische“ nannte, herrscht häufig im Dämmerlicht der Krypten, wie man es auch in Cuxa sehen kann. Die Weiheurkunde vom 10. November 1009 erwähnt neben der Jungfrau  Maria und dem heiligen Martin noch einen dritten Weihenamen, den des heiligen Michael. Dem Erzengel, dem man oft hoch liegende Orte zuwies ist in der Tat eine eigene Kapelle im Glockenturm gewidmet.
Das Kirchengebäude erstreckt sich über eine Länge von insgesamt 24 Metern von Westen  nach Osten und in einer Breite von im Mittel 7,50 Metern.
Das ganze Kirchengebäude ist aus einfachen Hausteinen der Region in regelmäßigen außen auch unregelmäßigen Schichten unter Verwendung von Mörtel gemauert. Die drei Apsiden des Chorhauptes sind kurz unter den Traufen mit Rundbogenfriesen dekoriert, Dieser Schmuck wird auf den Seiten der Kirche nicht weitergeführt. Es gibt dort auch keine Lisenen, die üblicherweise an den Bauwerken des premier art roman´méridional auftreten. Die Oberkirche wird in ganzer Länge überdeckt von einem Satteldach mit knapp 30 Grad Dachneigung, Es wird eingedeckt von grauen Schieferplatten. Die Traufen und Ortgänge der Kirche und ihrer Apsiden enden auf   gemauerten Kraggesimsen.

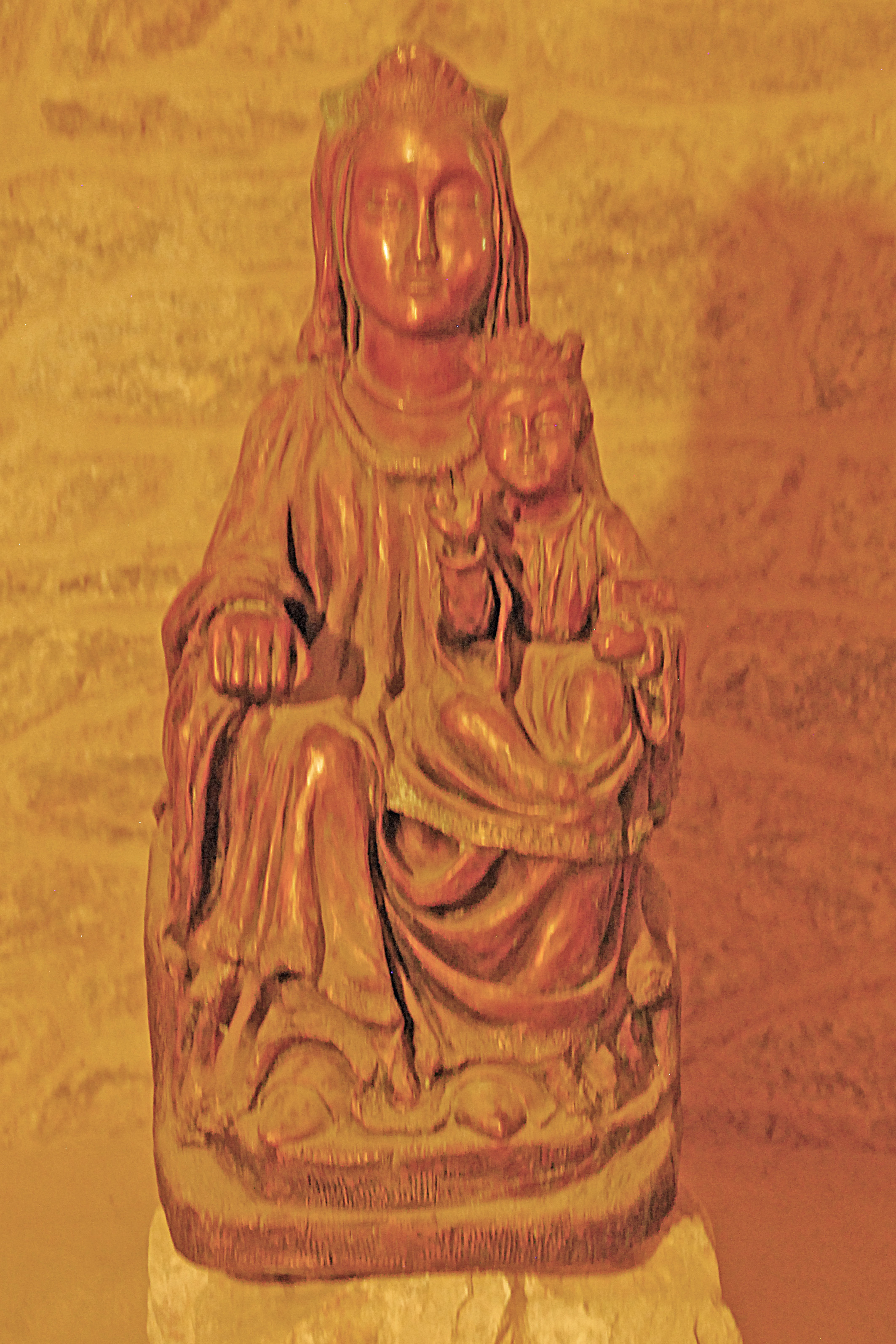
Unterkirche, Madonna (Kopie)

#### Unterkirche
Die Kirche der Jungfrau Maria besteht aus zwei Abschnitten, die durch massive Pfeiler mit Gurtbögen voneinander getrennt sind.
Dies kann als Indiz dafür angesehen werden, dass es hier zwei aufeinander folgende Bauphasen gab. Der ältere Ostabschnitt mit seinen drei kleinen und niedrigen Schiffen gleicher Ausdehnung wird von Kreuzgratgewölben überdeckt, wie es in Krypten häufig der Fall ist. An ihnen befinden sich noch Spuren der Holzschalung, auf der die Gewölbesteine mit einem Mörtelbett aufgeschichtet waren. Gleiches findet sich in der Ringtonne der Kapelle der Vierge de la Crèche von Cuxa. Die Gewölbe werden von kurzen, gedrungenen Granitsäulen mit Entasis getragen, die zum Teil in den Boden eingelassen sind. Darum ist es schwer auszumachen, ob sie Basen aufweisen. Eine einzelne gänzlich sichtbare Säule gelobt Anlass zu dieser Vermutung. Die Tatsache, dass der Astragal, der Halsring, mit der Säule verwachsen ist, gilt als archaisch: Von der romanischen Epoche an ist er sonst üblicherweise den Kapitellen angeschlossen. Diese sind sehr voluminös und verbreitern sich nach oben hin. Dadurch bieten sie Platz für große Skulpturen, die man auch in den älteren Partien der Oberkirche findet. Einige dieser Kapitelle, ebenso wie die zugehörigen Säulen wurden vor der Aufstockung zur Verstärkung mit Mauerwerk ummantelt. Man hat sie in jüngerer Zeit teilweise freigelegt, um sie genauer untersuchen zu können.
Der jüngere westliche Teil der Unterkirche wird von Pfeilerarkaden in drei ungleiche Schiffe von insgesamt sechs Jochen unterteilt. Ihre drei Tonnengewölbe werden von Gurtbögen verstärkt, die auf im Querschnitt kreuzförmigen Pfeilern aufstehen. Dieser Wandel in der Struktur der stützenden Elemente, das heißt, der Übergang von der runden Säule zum eckigen Pfeiler mit Vorlagen zeugt von dem Fortschritt, den die romanische Architektur zu Beginn des 11. Jahrhunderts erfahren hat.

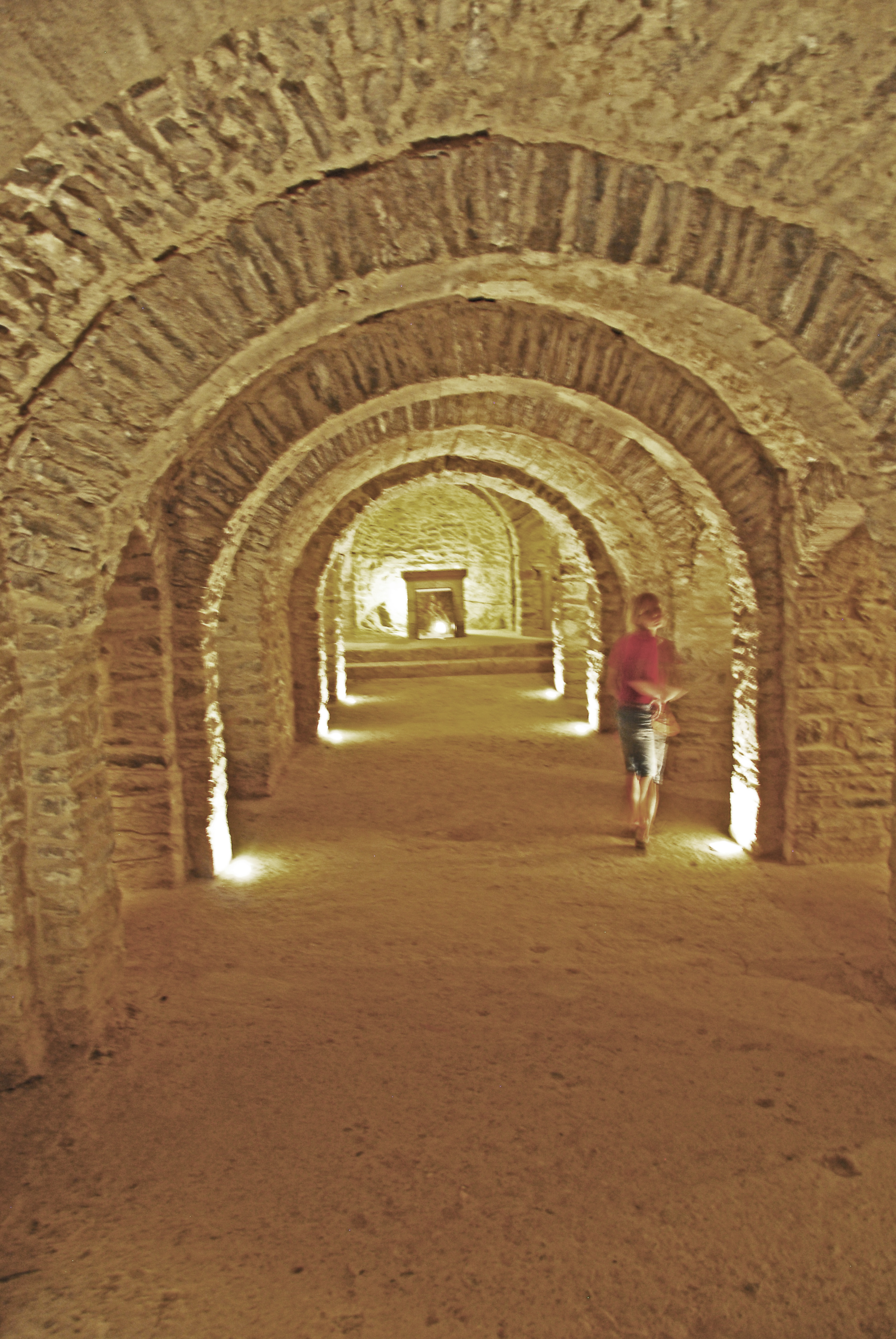
Unterkirche, Mittelschiff zum Chor
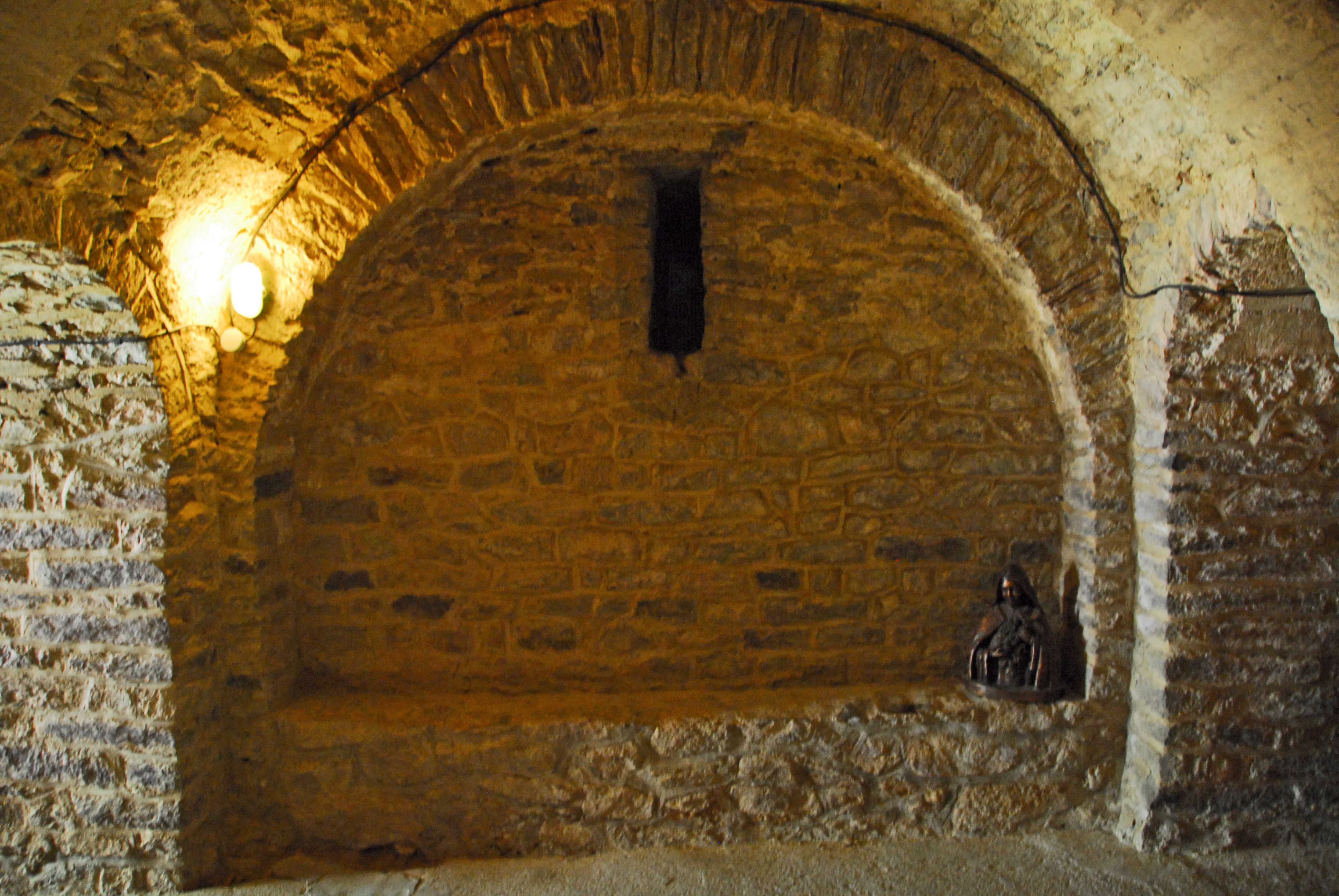
Unterkirche, südliches Seitenschiff Ostende
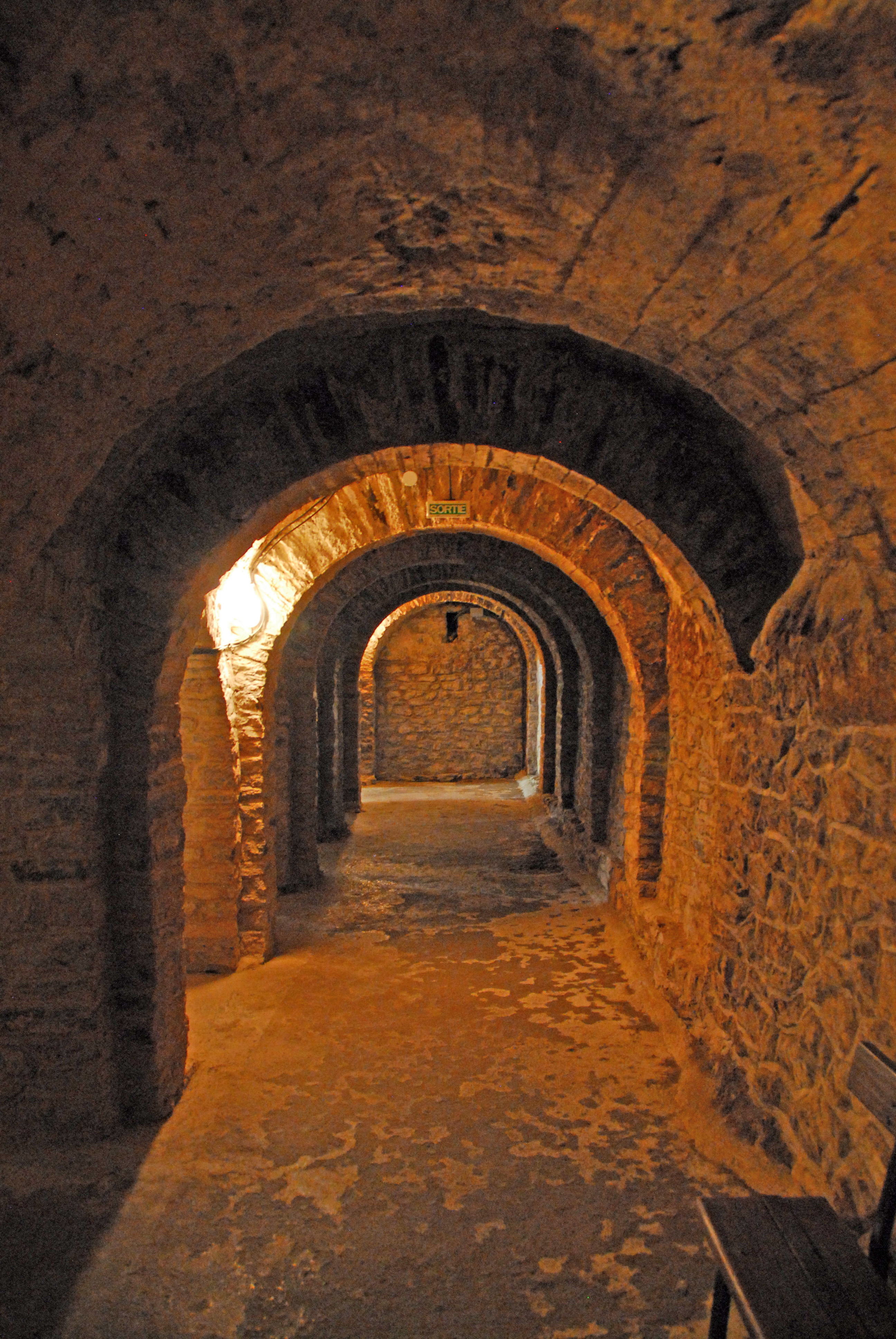
Unterkirche, südliches Seitenschiff
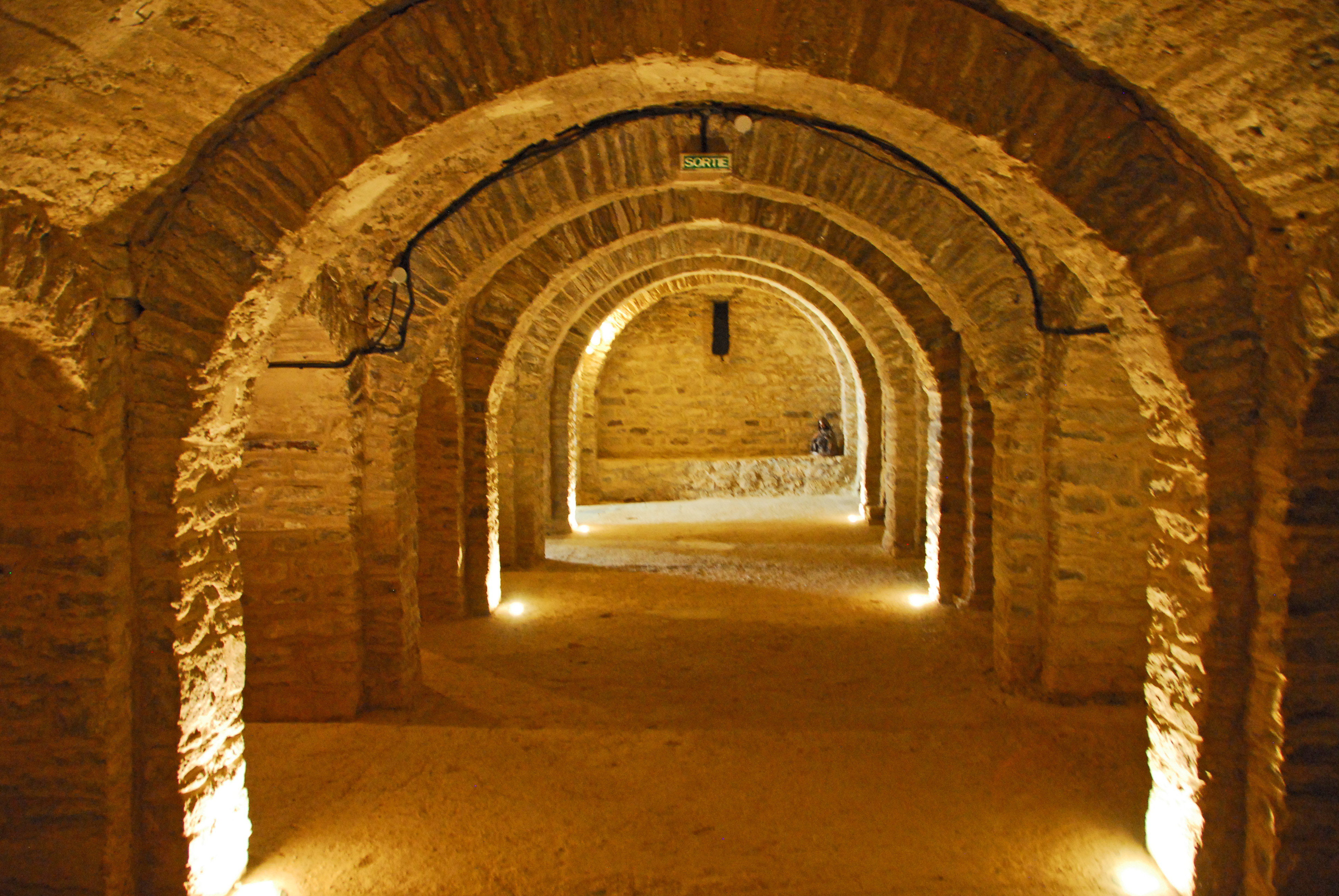
Unterkirche, südliches Seitenschiff
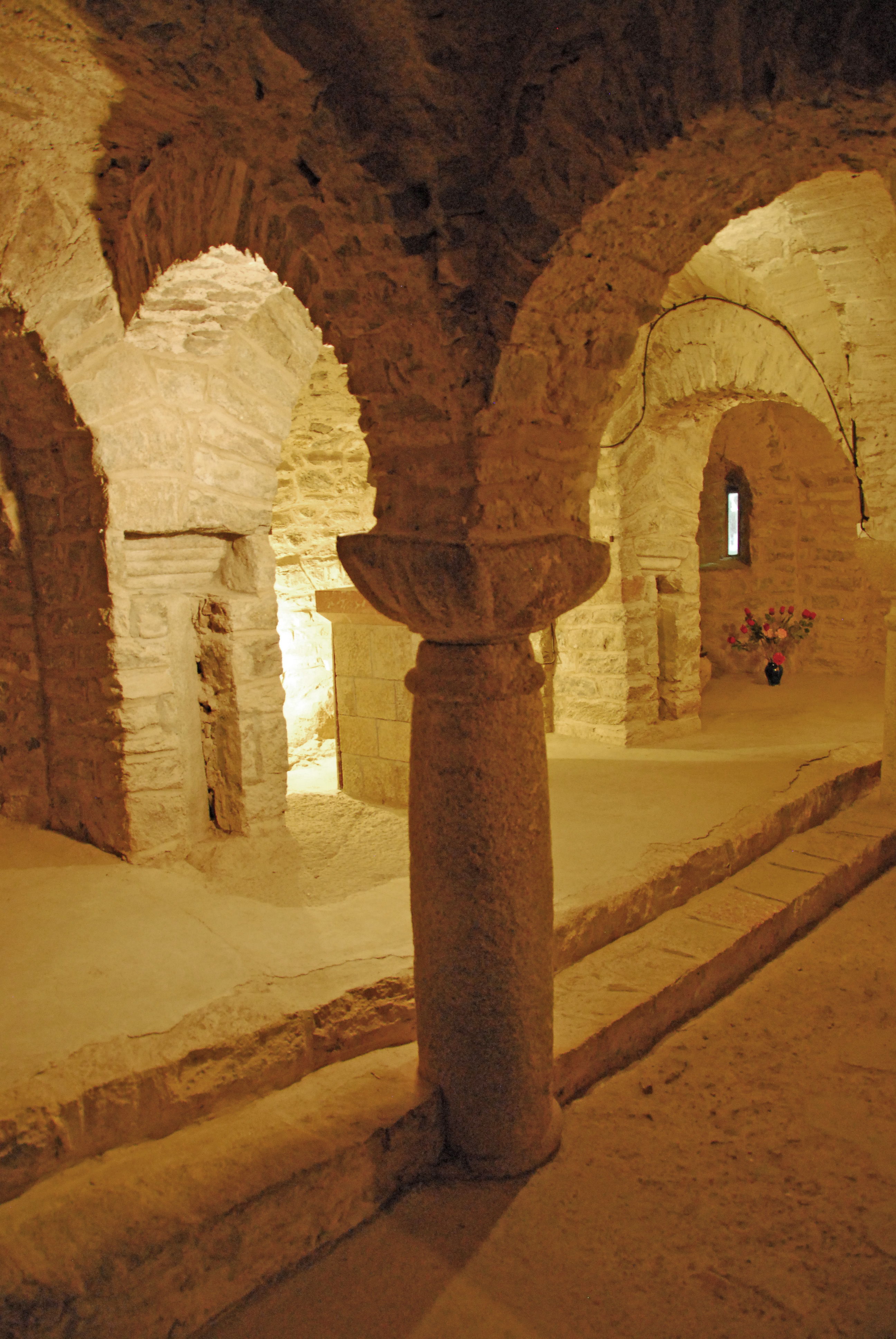
Unterkirche, Chorpartie mit Säule
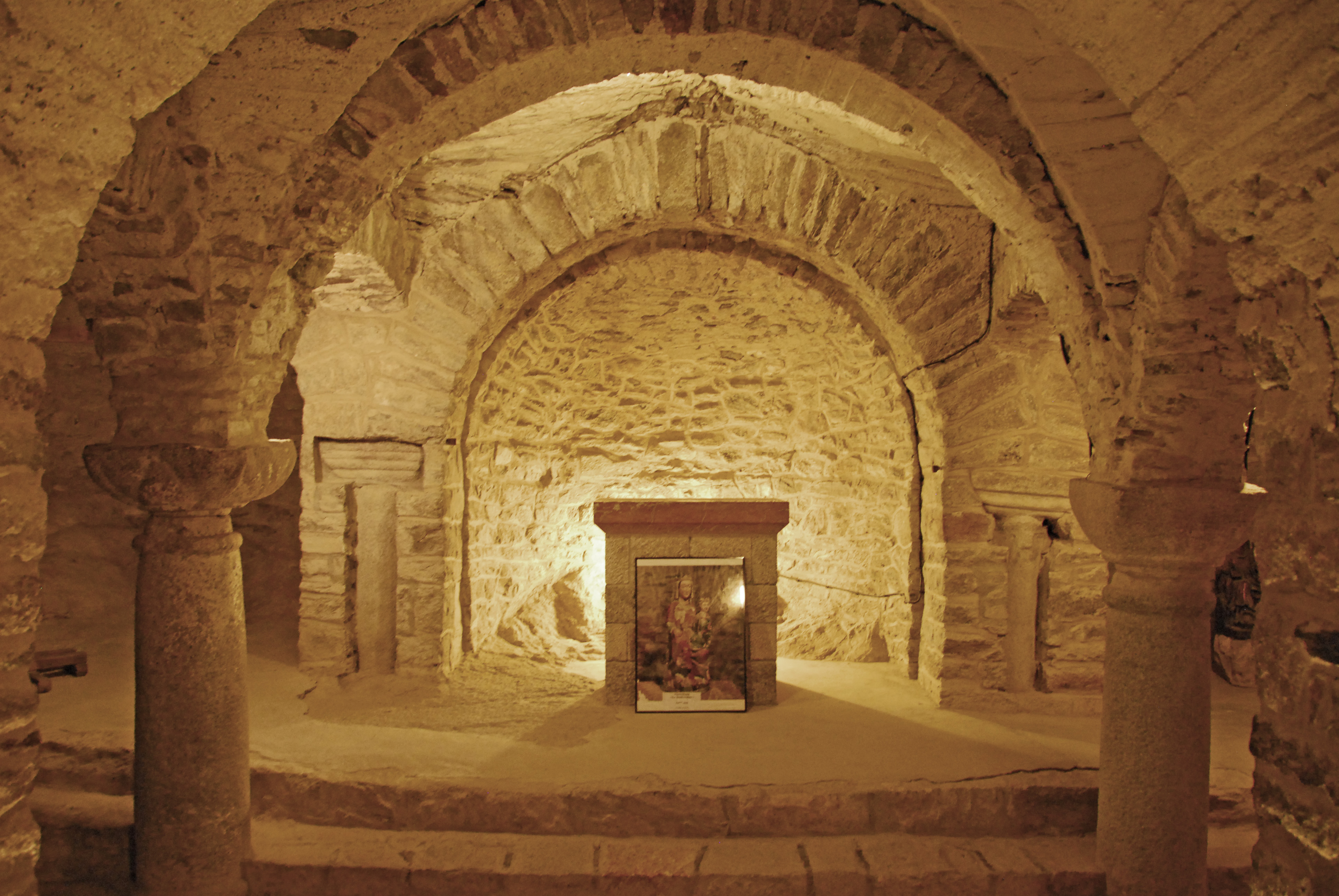
Unterkirche, Mittelschiff und Chor
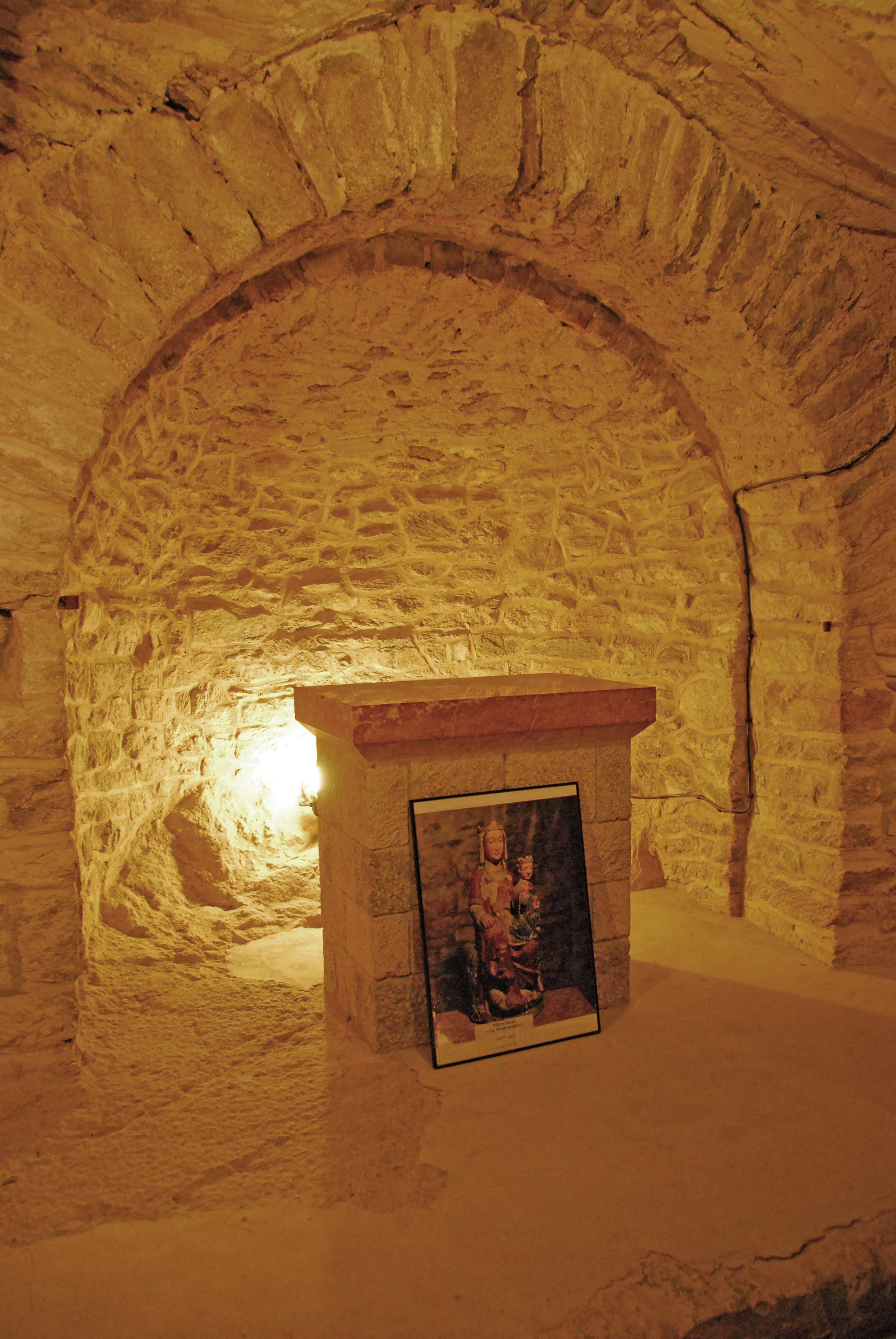
Unterkirche, Chor mit Altar
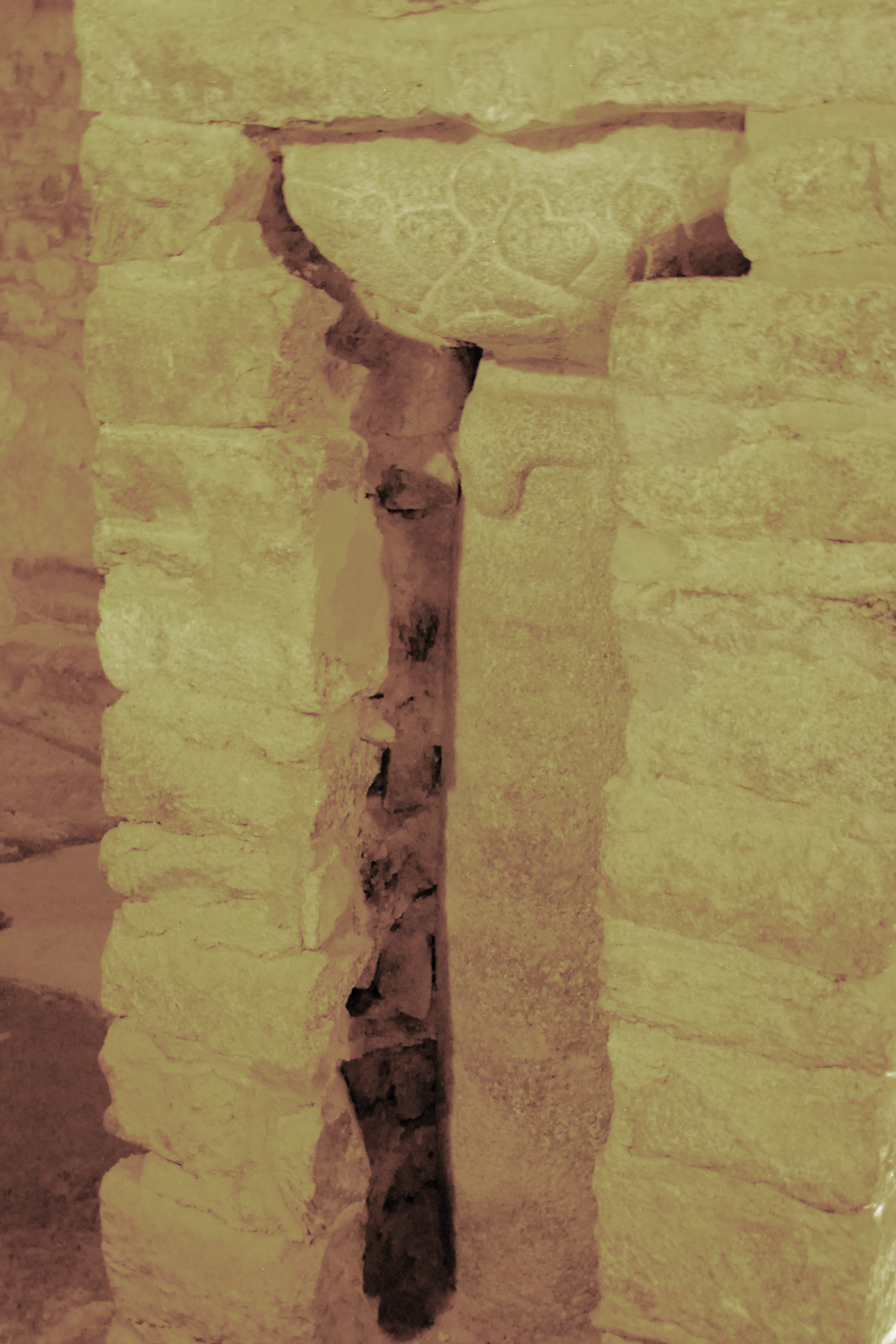
Unterkirche, Säule ummauert
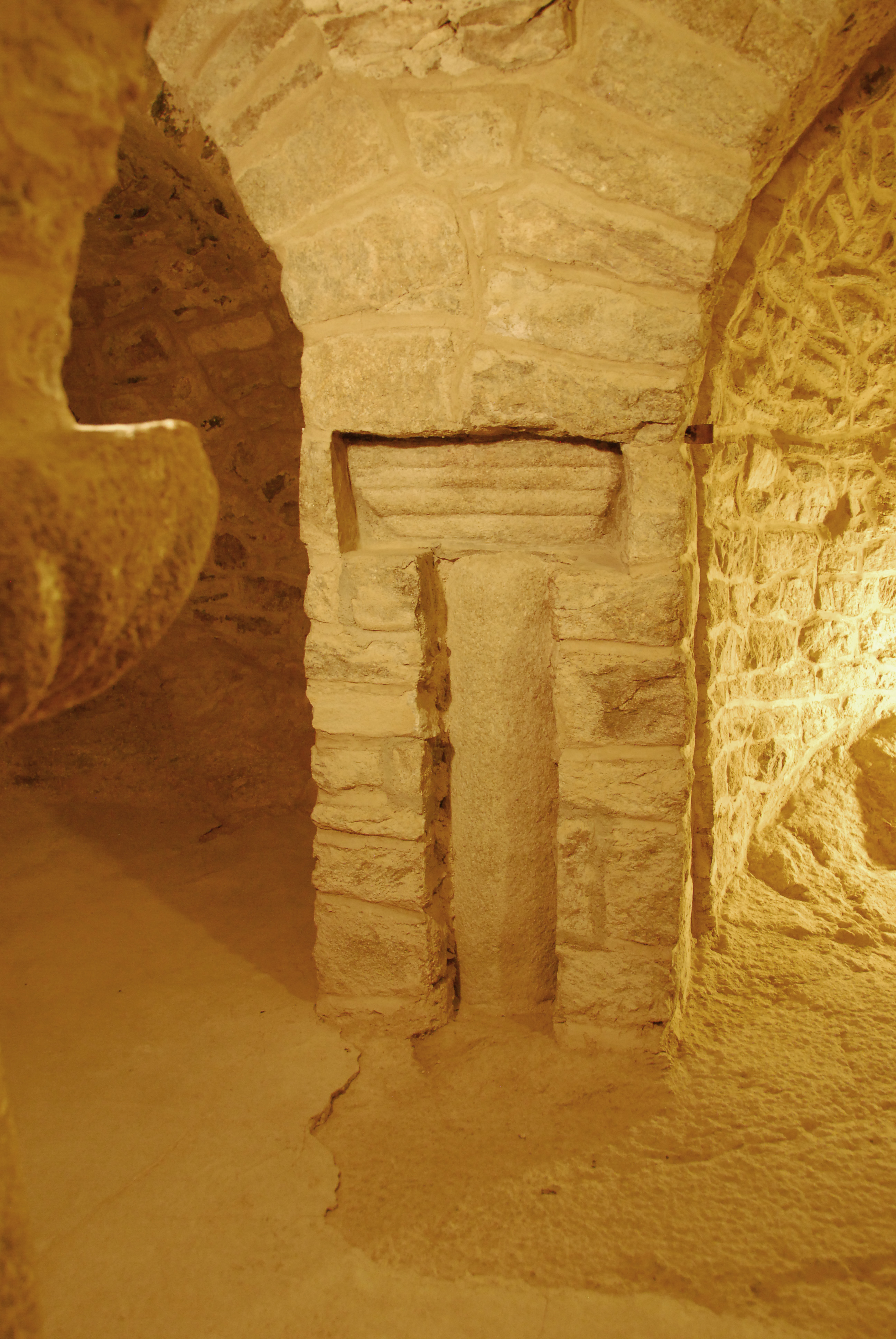
Unterkirche, Säule ummauert
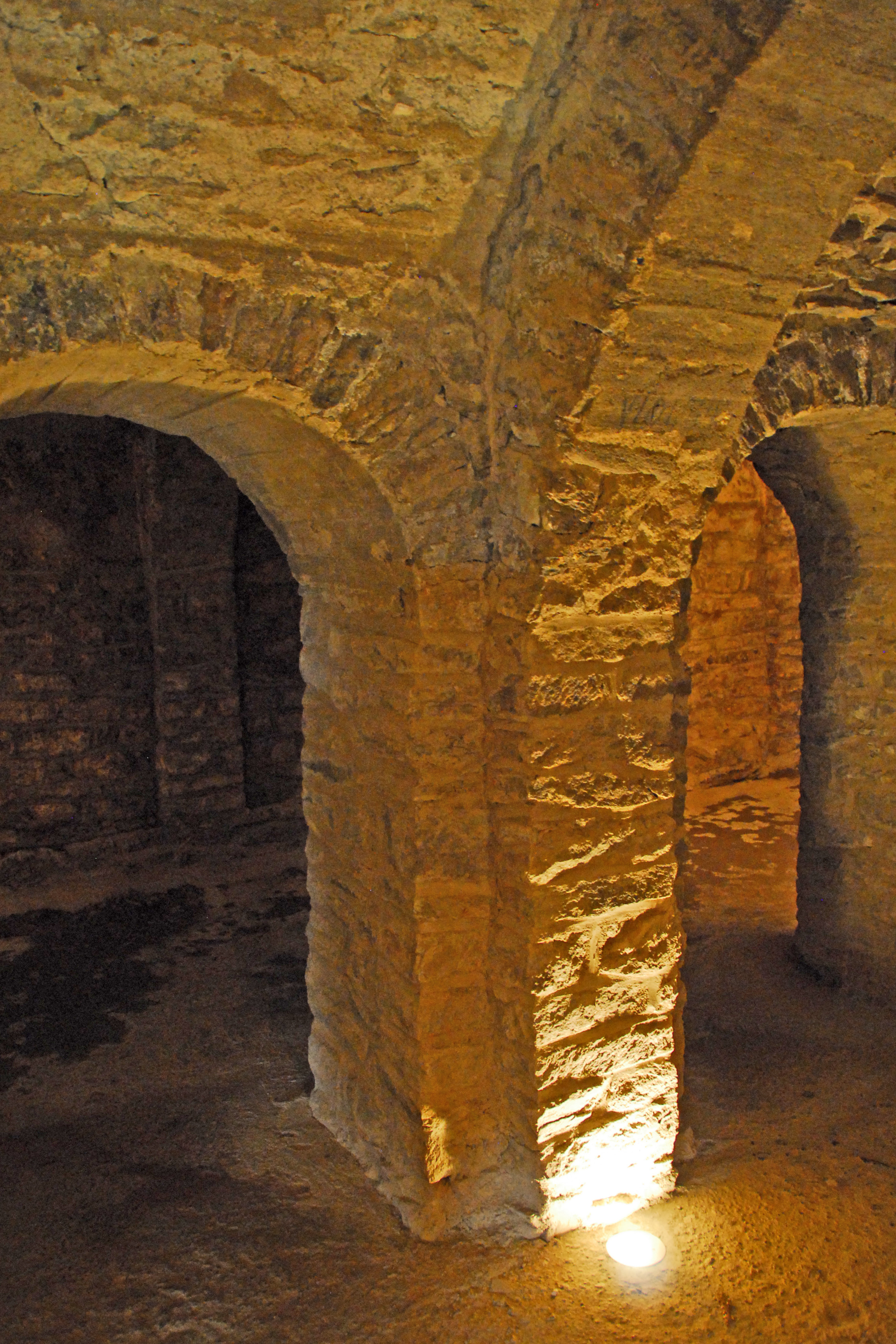
Unterkirche, kreuzförmiger Pfeiler

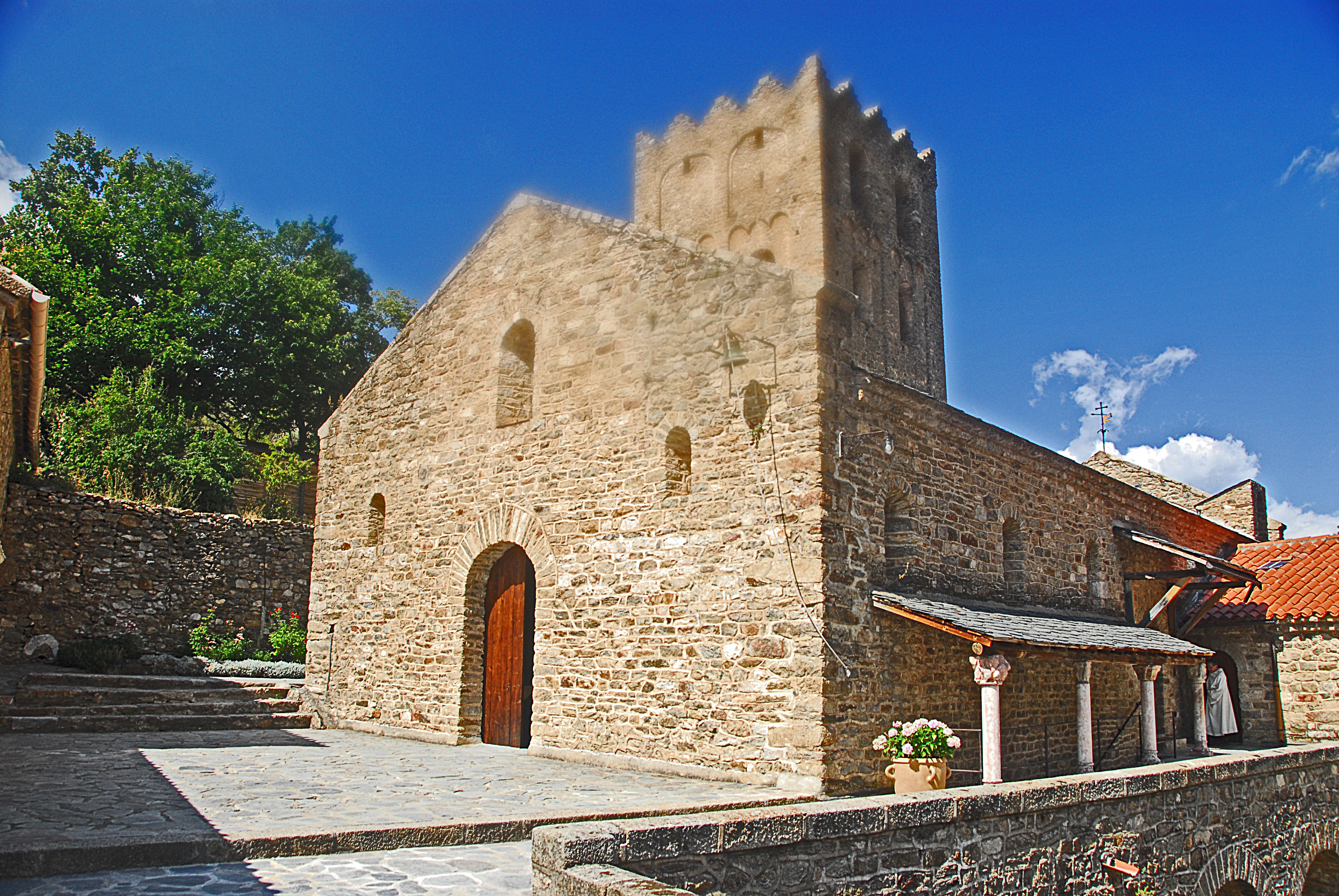
Oberkirche, von SW

#### Oberkirche

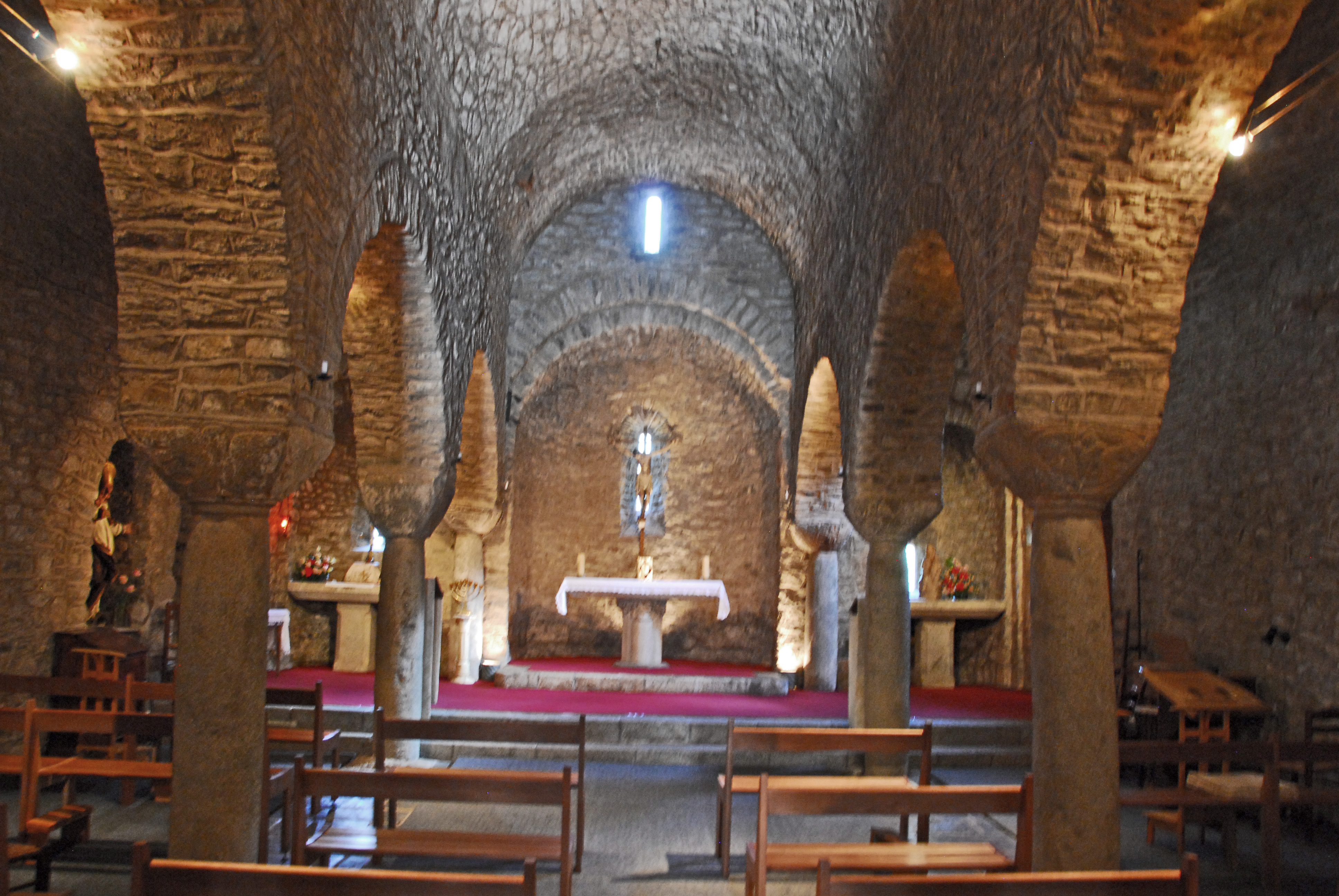
Oberkirche, Langhaus zum Altar

Mit umso größerer Überraschung stellt man heute fest, dass in der Oberkirche durchgehend an der Säule festgehalten wurde, obgleich dieses Stützelement mit dem Auftreten des Pfeilers überflüssig geworden zu sein schien.
Die dreischiffige, dem heiligen Martin geweihte Kirche ragt an ihrem Ostende, wo sie direkt auf dem Felsen steht, über die Unterkirche hinaus und schließt auch an ihrem Westende nicht mit dieser ab. Sie ist mit drei Tonnen aus Bruchstein überwölbt und wird von einem einzigen Gurtbogen auf im Querschnitt kreuzförmigen Pfeilern unterteilt. Die großen rundbogigen Arkaden zwischen den Schiffen die von einer Reihe langer, schmaler und scharfkantiger Keilsteine überdeckt sind, stehen auf monolithischen Säulen mit Entasis, deren Basen in den Boden eingelassen sind.
Das ganze Kirchengebäude ist aus einfachen Hausteinen der Region in regelmäßigen außen auch unregelmäßigen Schichten unter Verwendung von Mörtel gemauert. Die drei Apsiden des Chorhauptes sind kurz unter den Traufen mit Rundbogenfriesen dekoriert, Dieser Schmuck wird auf den Seiten der Kirche nicht weitergeführt. Es gibt dort auch keine Lisenen, die üblicherweise an den Bauwerken des premier art roman´méridional auftreten.
Die Durchfensterung der Kirchenwände ist äußerst sparsam und führt auch an sonnigen Tagen zu einer äußerst schwachen Belichtung des Kirchenraums. In den Scheiteln der ostseitigen vier Apsiden sind sehr kleine rundbogige Fenster ausgespart, mit beidseitig aufgeweiteten Gewänden. Weitere finden sich zentral oberhalb der Apsiden. Ebensolche Fensterchen gibt es eins in der nördlichen und drei in der südlichen Außenwand der Seitenschiffe des westlichen Abschnitts. Den Chorbereich erhellt ein größeres rundbogiges hoch oben in der Südwand des Seitenschiffs angeordnetes Fenster, das äußerlich von einer Dachgaube eingefasst wird. Ein etwa gleich großes Fenster ist in der Südwand der darunter befindlichen Kapelle ausgespart. Die Kirche wird von einem Hauptportal in der Mitte der Fassade und von einem Seitenportal im dritten Joch der südlichen Seitenschiffwand erschlossen. In der Wand des südlichen Seitenschiffs des Östabschnitts gibt es zwei Durchlässe, eine in die südliche Kapelle und eine weitere zum hier anschließenden Osttrakt des Klosters.

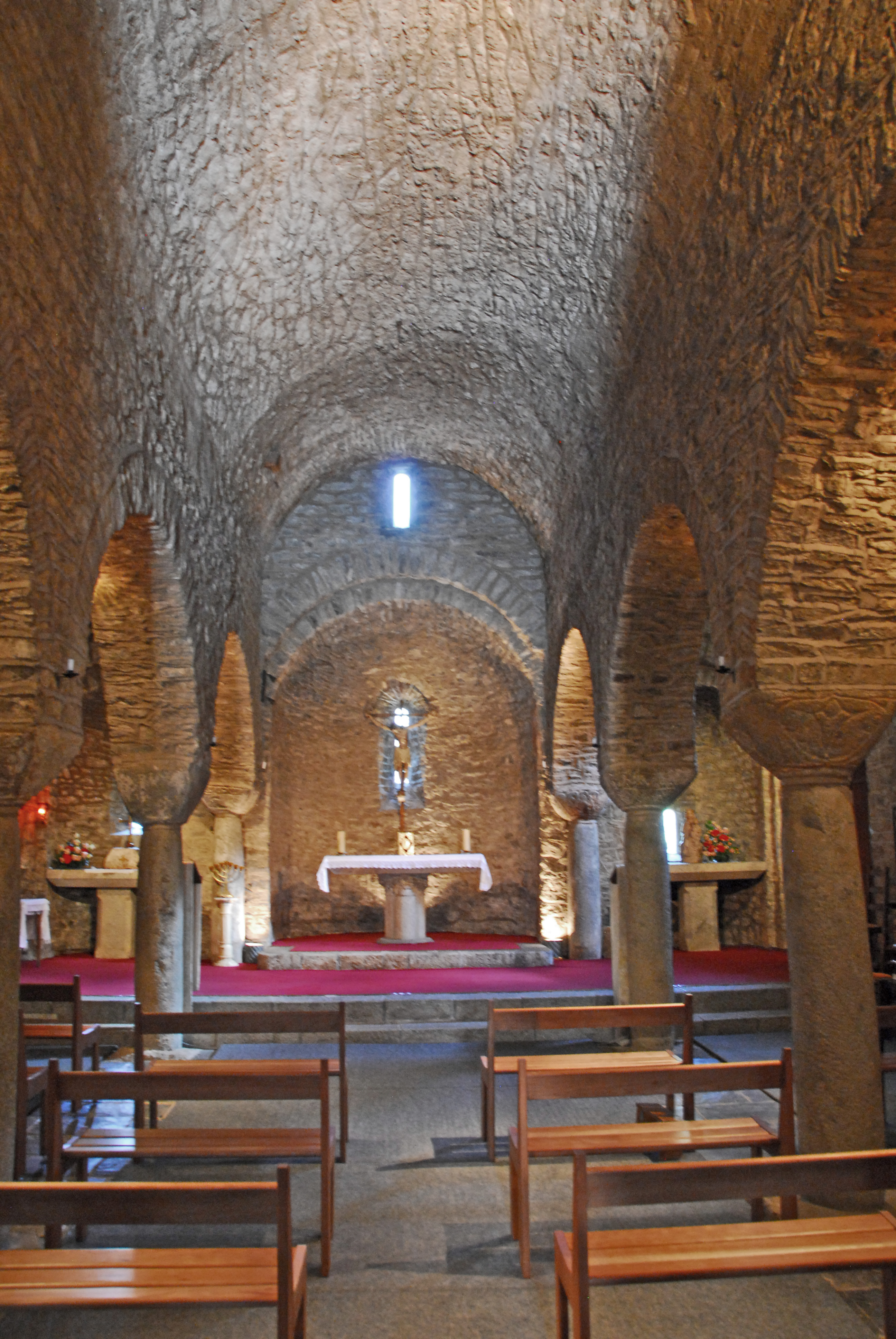
Oberkirche, Mittelschiff
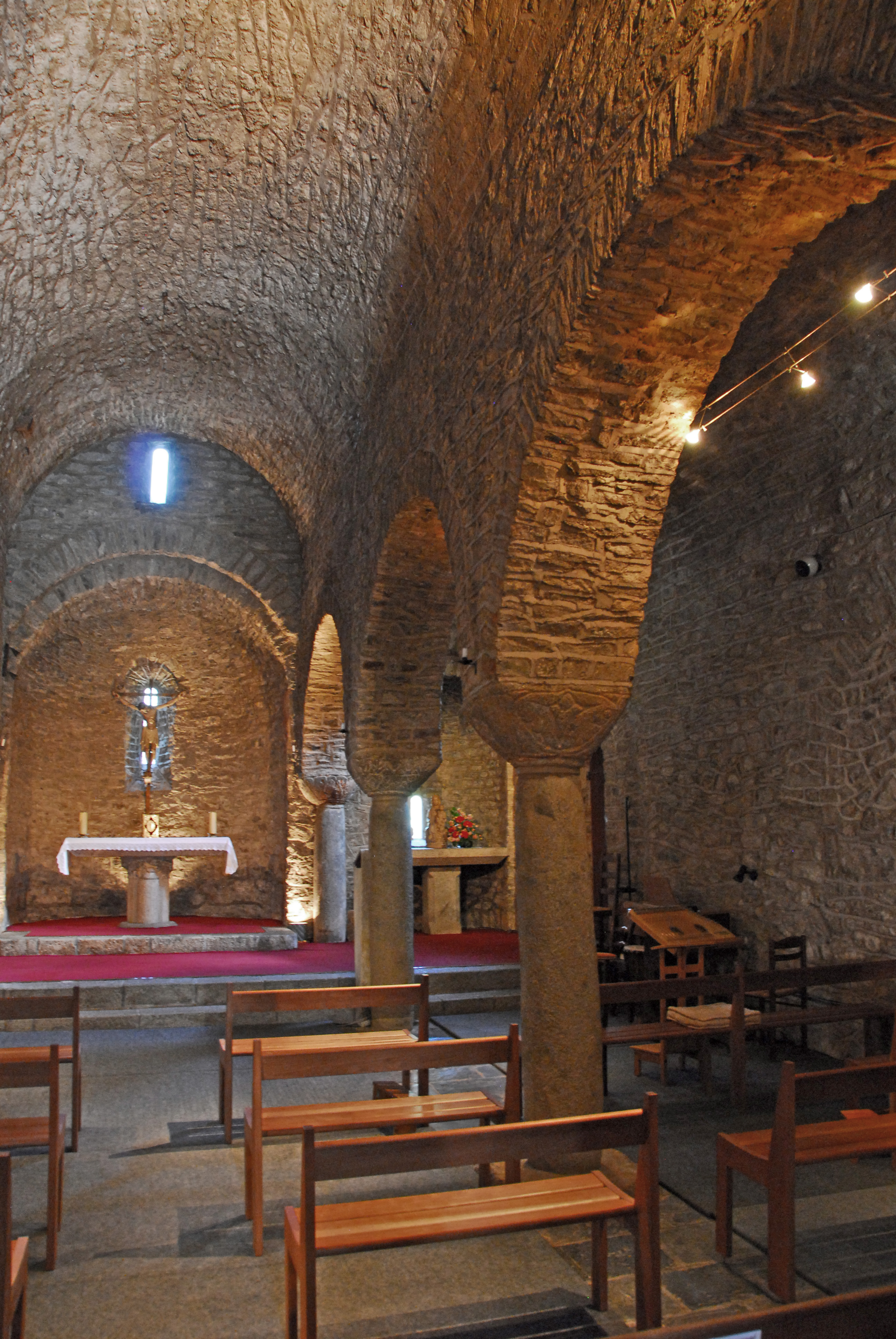
Oberkirche, Mittelschiff, Scheidewand
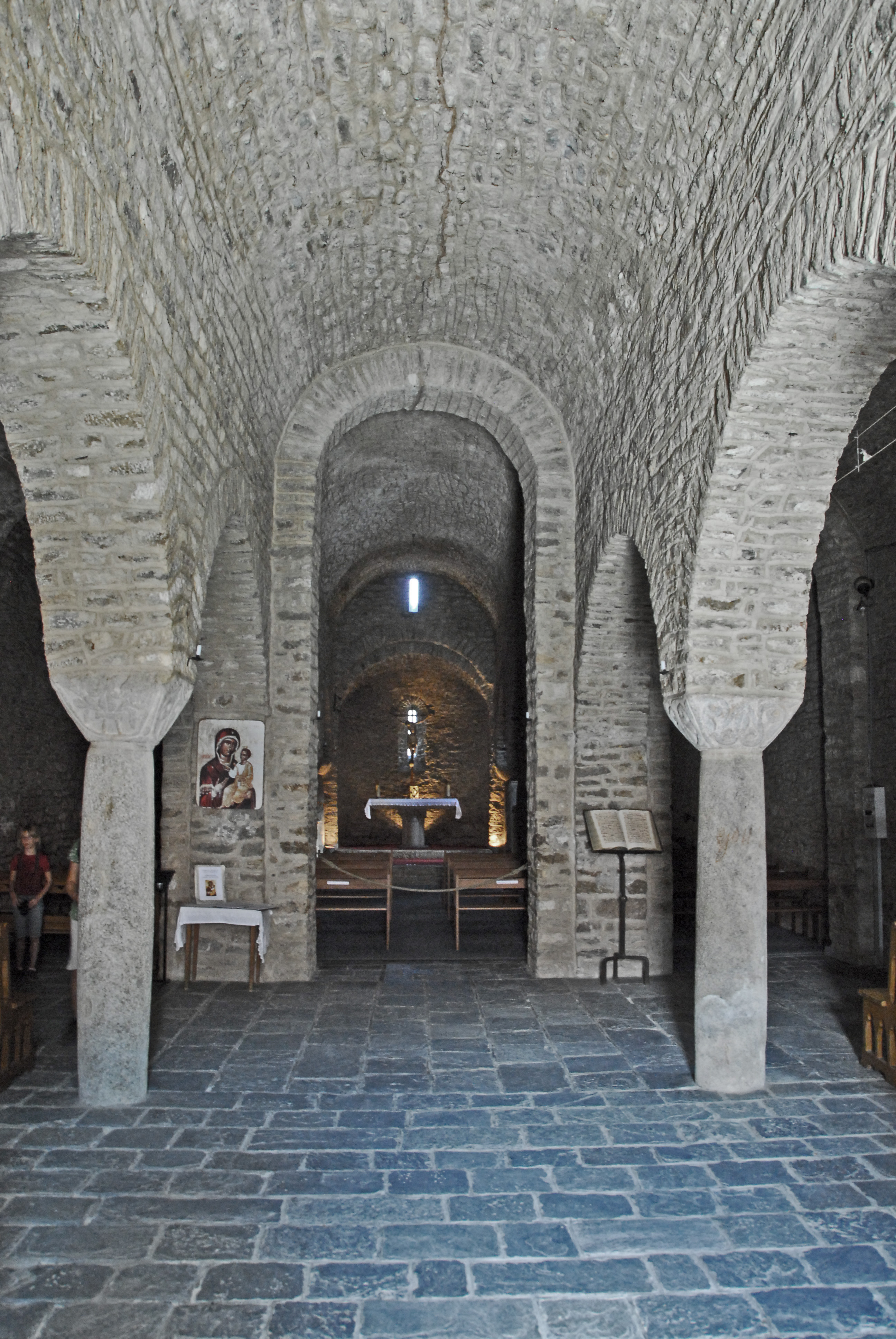
Oberkirche, Mittelschiff aus Westabschnitt
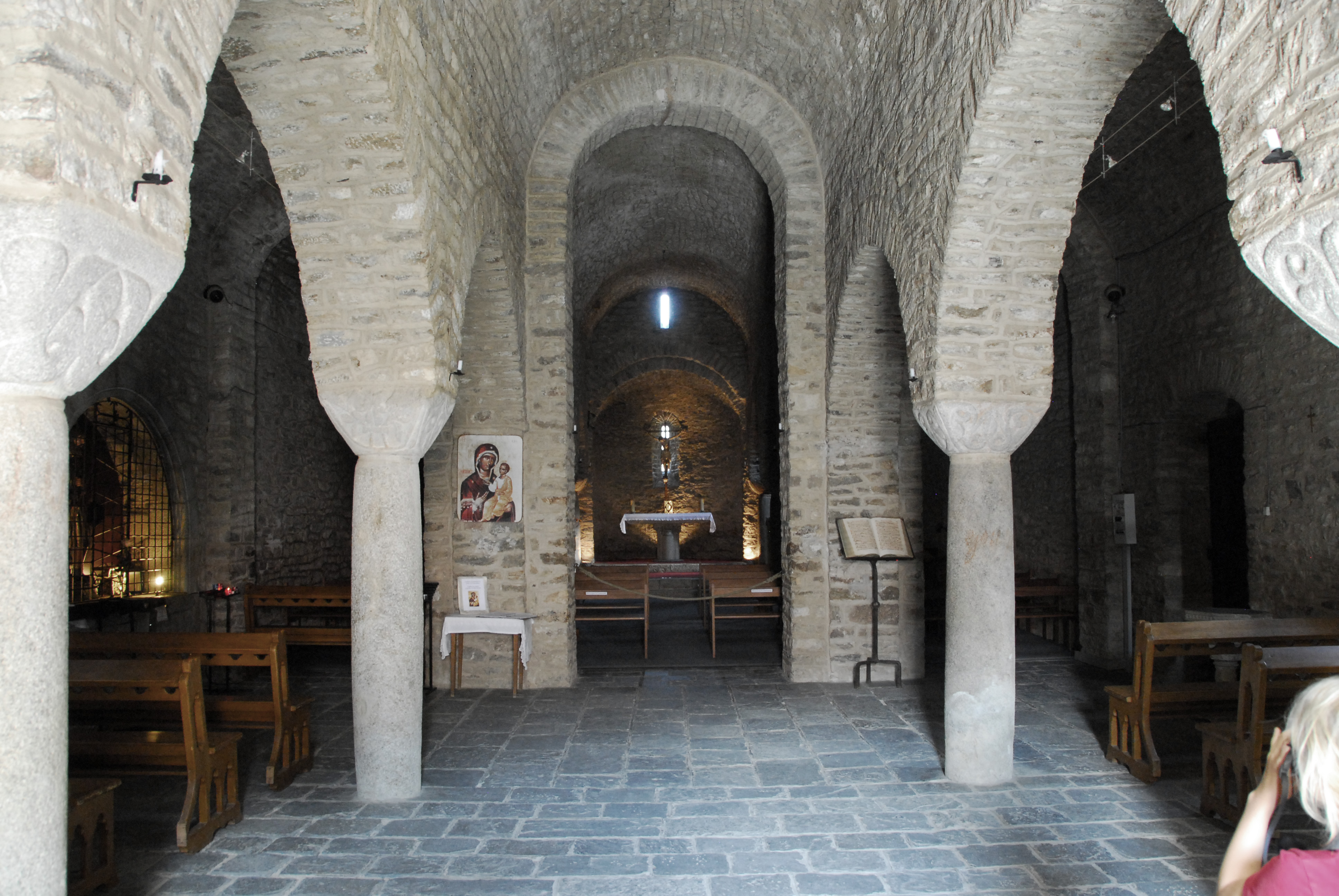
Oberkirche, Langhaus aus Westabschnitt
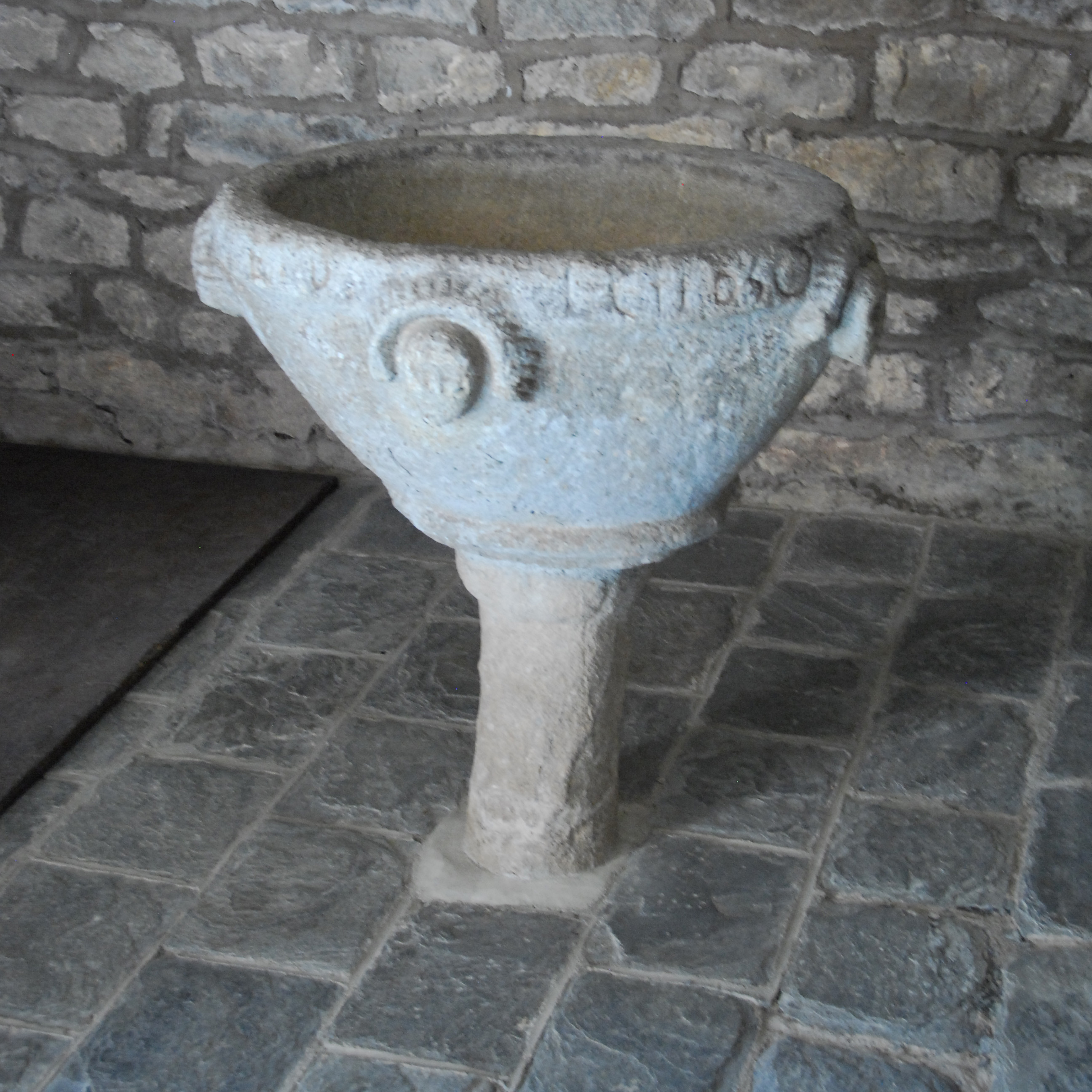
Oberkirche, Taufbecken

#### Chronologie der Kirche
Von den vorgenannten Beobachtungen ausgehend wird für die Kirche Saint-Martin du Canigou folgende Chronologie vorgeschlagen. Der Ostteil beider Geschosse bestand schon bei der ersten Weihe im Jahr 1009. Danach ruhte die Bautätigkeit, belegt wird dies anhand der provisorischen Fassade, deren Existenz man in der Krypta feststellen kann. Die Unterbrechung war allerdings von kurzer Dauer und vor dem Jahr 1014, spätestens jedoch 1026, wurde die westliche Hälfte hinzugefügt. Aus ästhetischen Gründen und weil keine zwingende Notwendigkeit bestand, verzichtete man in der Oberkirche auf die technischen Neuerungen, die man in der Krypta ausprobiert hatte: Die Tonnengewölbe wurden über Säulen nach Osten und Westen einfach weitergespannt. Nach dem Bau der Kirche fügte man an deren Südflanke im Osten eine schmale Kapelle hinzu, in der die Reliquien des heiligen Gaudérique verehrt wurden. Ihr Chor bildet eine vierte Apsis, die mit den übrigen Apsiden fluchten. Ihr Mauerwerk ist schmucklos.

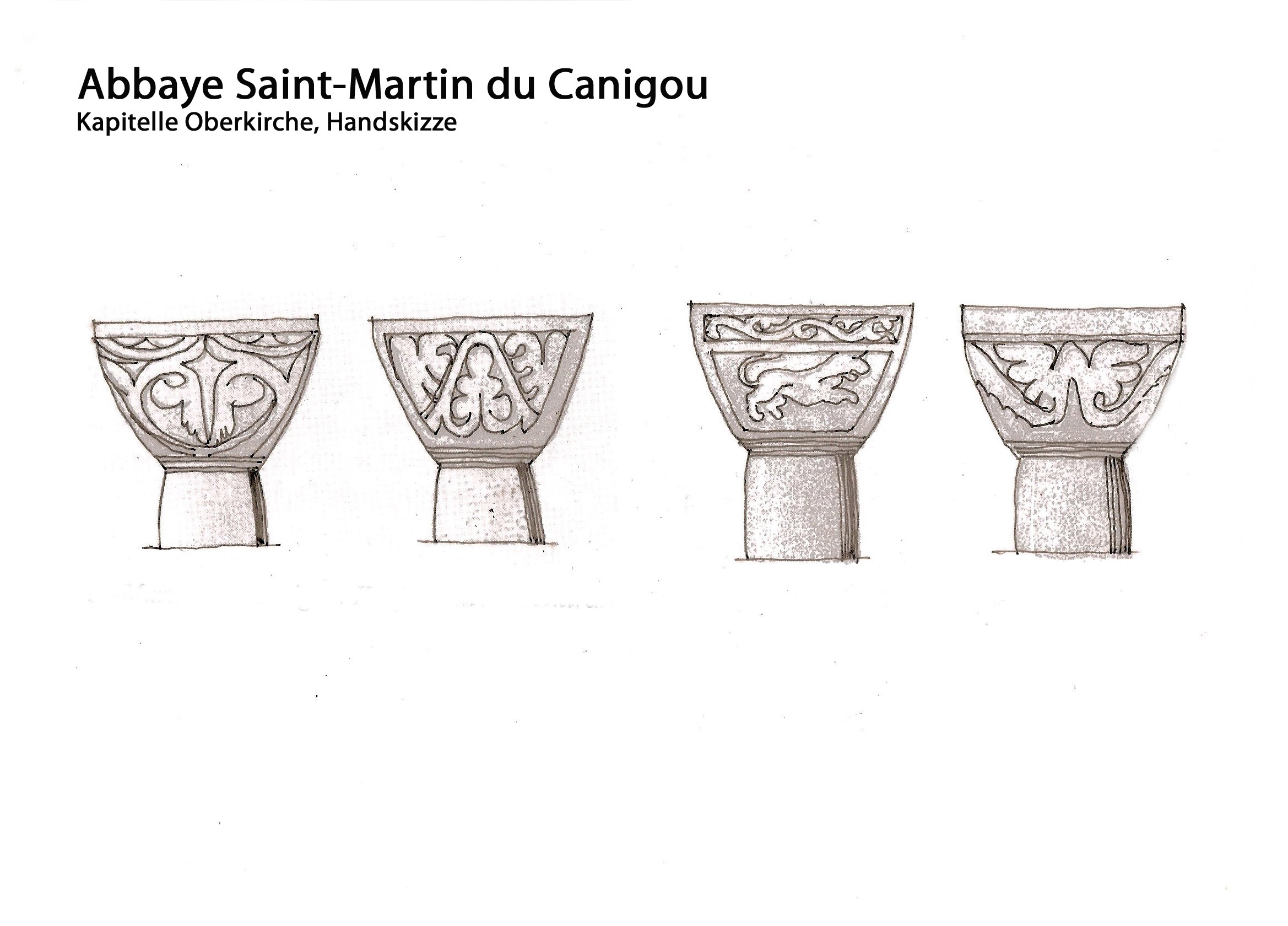
Saint-Michel-de-Cuxa, Kapitelle Oberkirche, Handskizze

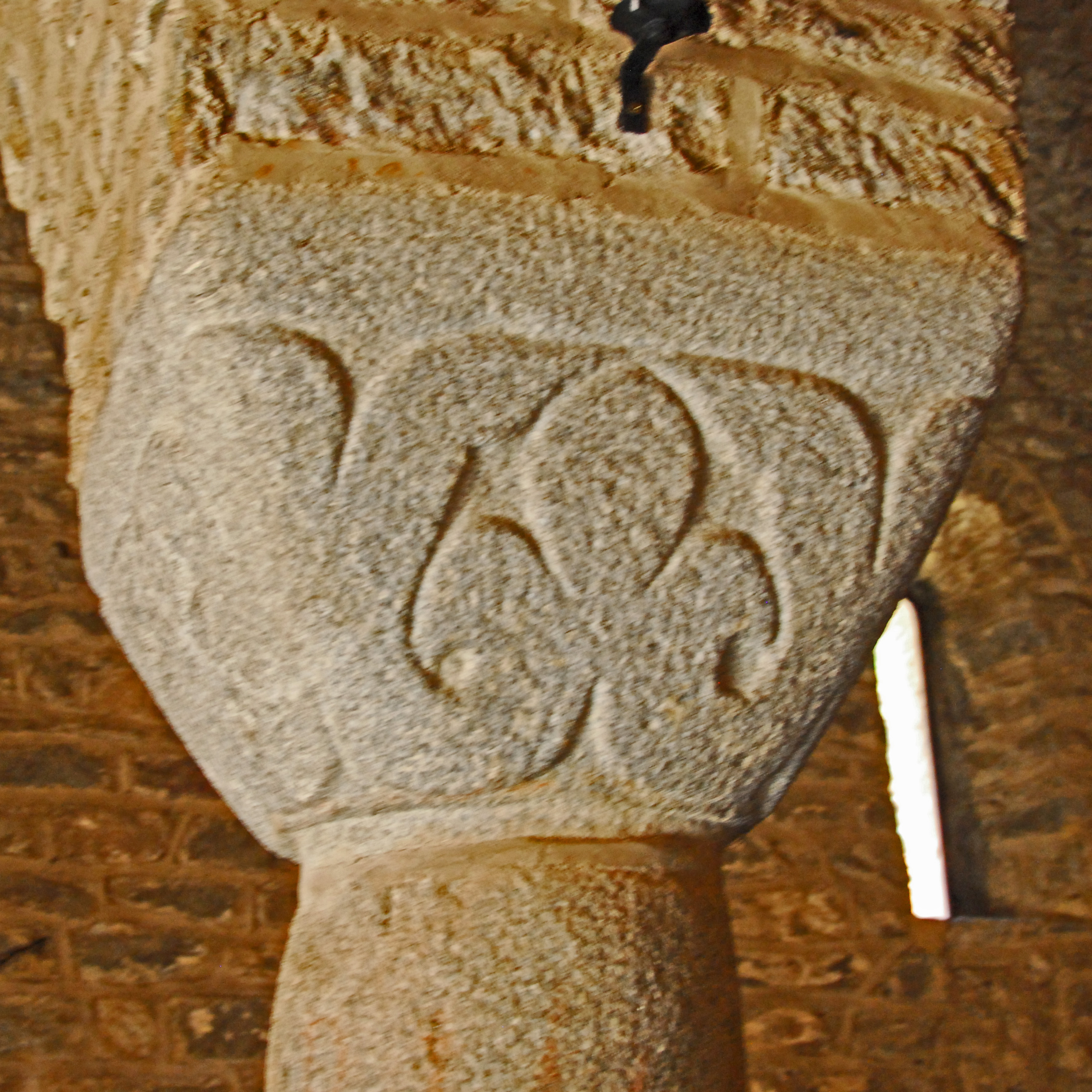
Oberkirche, Kapitell

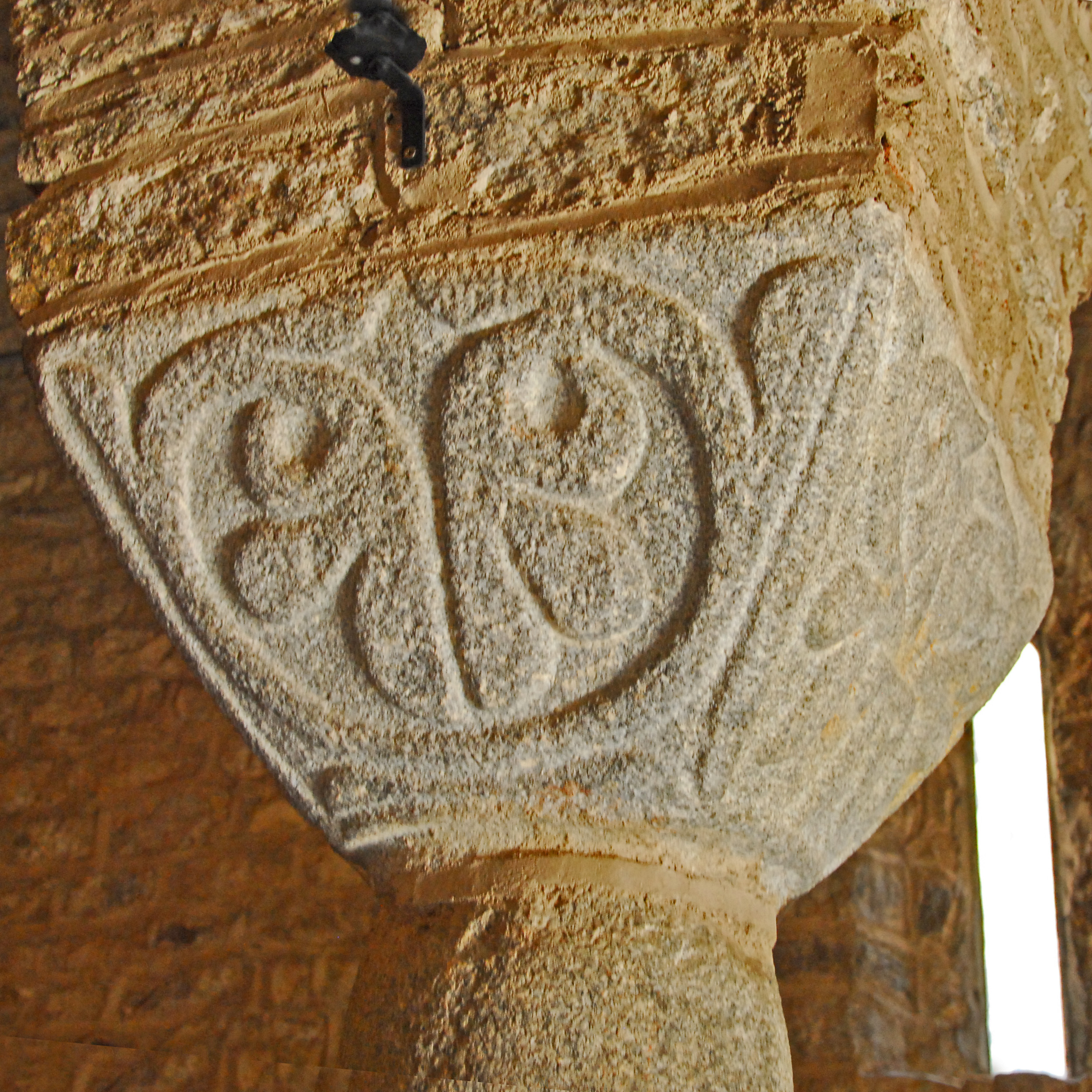
Oberkirche, Kapitell

#### Kapitelle der Oberkirche
Die Steinmetze der Oberkirche bedienten sich zunächst des derben und ungeschliffenen Stils der Krypta. So sieht man beispielsweise auf einem Kapitell im östlichen Abschnitt der Oberkirche eine sehr einfache gemeißelte Gestalt mit riesigem Kopf und kleinem Körper, die sich in einem unübersichtlichen Liniengewirr verliert. Sehr bald tauchten aber zwei Schmuckelemente auf, die sich im Verlauf der Bauphase durchsetzten. Es handelt sich um die Kreuzblume und die Palmette, wobei letztere nichts anderes ist als die Kombination von zwei Kreuzblumen. Beide Schmuckelemente, die dem Erbe der alten Mittelmeerkulturen entstammen wurden während des 11. Jahrhunderts sowohl im christlichen Westen, als auch in den islamischen Ländern so häufig verwendet, dass man nicht sagen kann, auf welchem Wege sie nach Saint-Martin du Canigou gelangt sind.
Hier befindet sich dieser Dekor auf Granitkapitellen, die die Form umgedrehter, sich nach oben hin sich stark verbreiternder Pyramidenstümpfe haben, eine Gestaltungsweise, die man auch im Kreuzgang von Moissac findet. Die Dekors sind als Flachreliefs ausgebildet, das heißt, der Künstler zeichnete zunächst das Muster auf den Stein und hob dann die Oberfläche darum aus, um so einen flachen zwei bis drei Millimeter tiefen Hintergrund zu schaffen. Die Komposition der Motive ist einfach, die Größe bescheiden. Manchmal schmücken die Blüten sich windende Stängel, zuweilen kommen sie einzeln vor oder schließen sich zu Palmetten zusammen. Diese können auch von einer Art Herz gerahmt sein, das aus zwei schmalen, länglichen Blütenblättern gebildet wird. Zweimal werden Tiere im Flachrelief dargestellt, eine Löwe und ein Wolf. Beide sind nur sehr schematisch angedeutet.

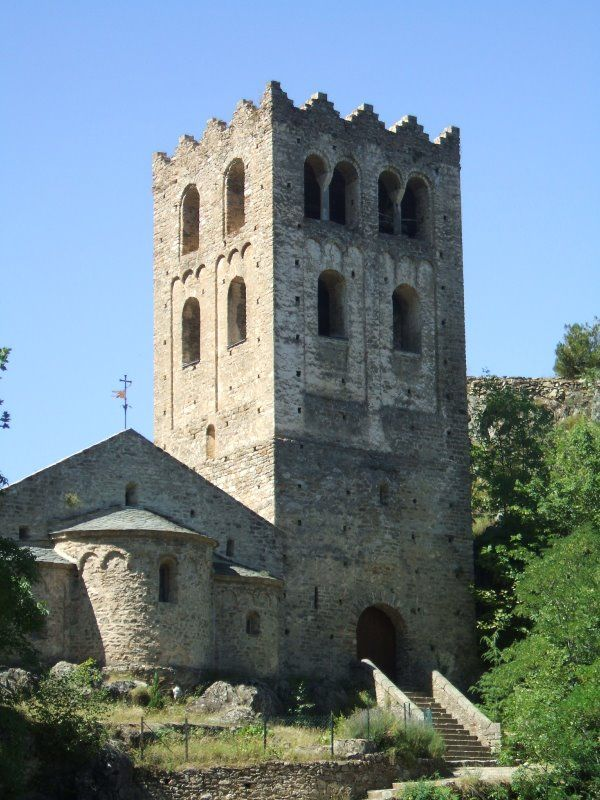
Abbaye Saint-Martin du Canigou, Glockenturm von SO

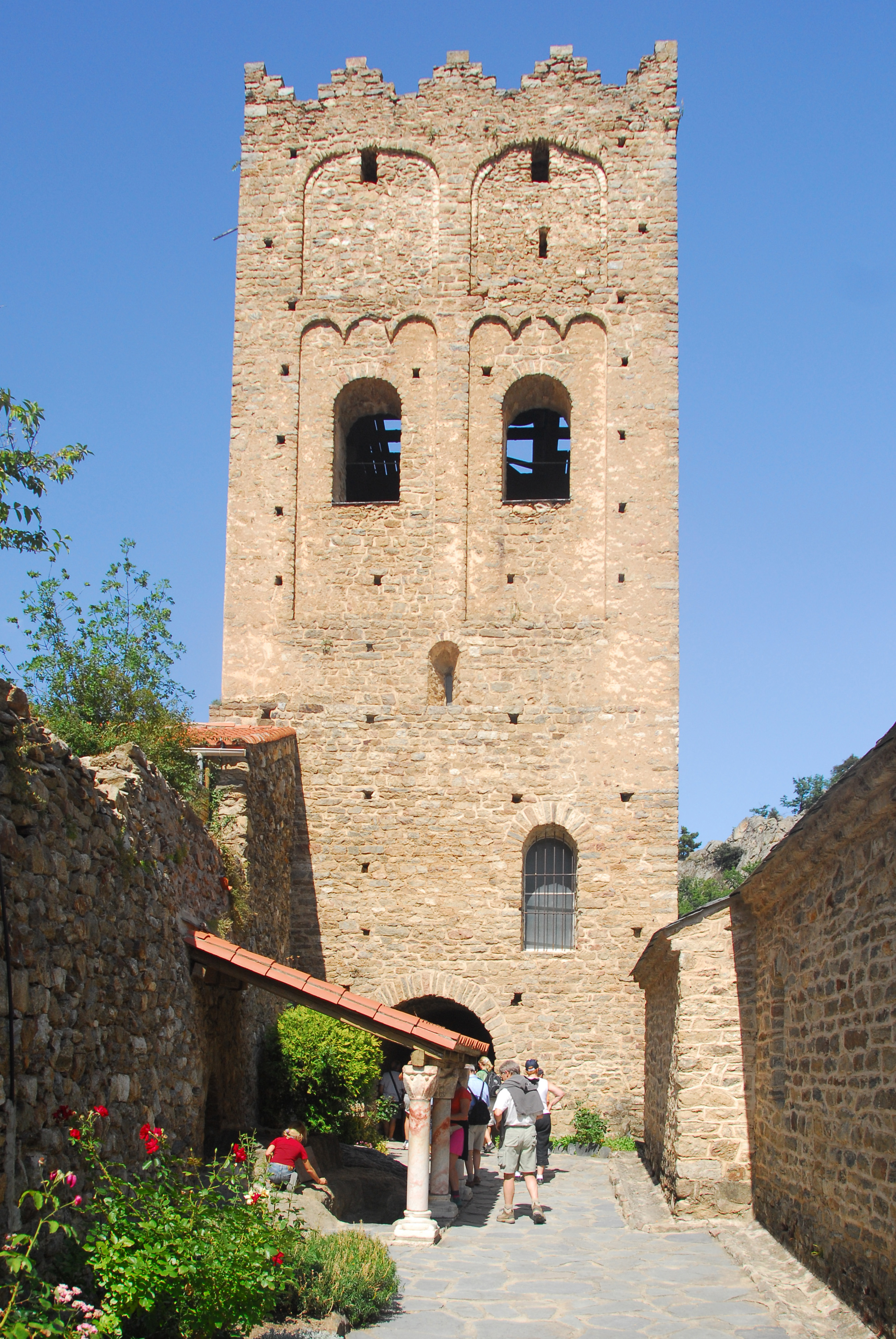
Abbaye Saint-Martin du Canigou, Glockenturm Westseite

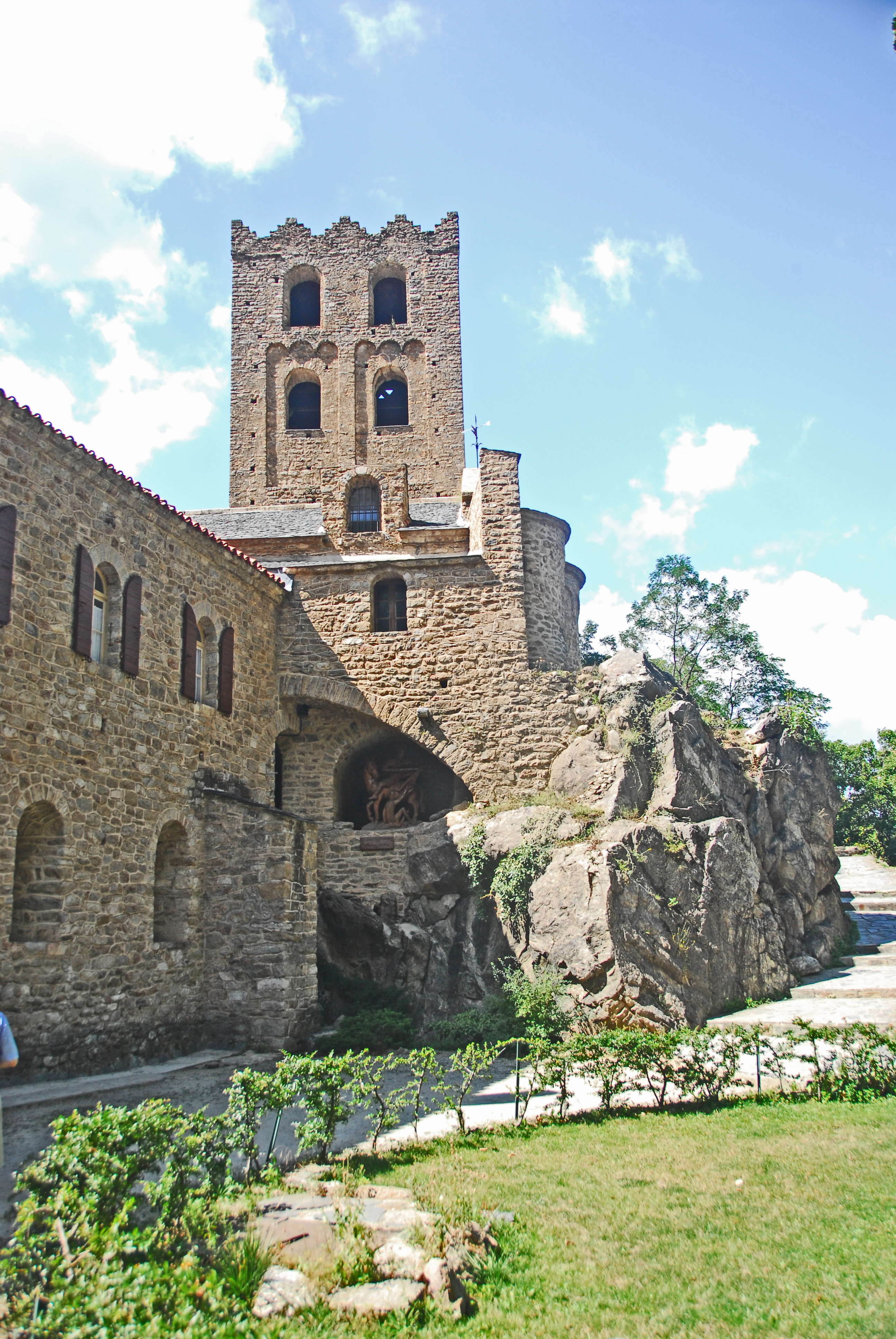
Abbaye Saint-Martin du Canigou, Chorhaupt und Turm von Süden

#### Glockenturm
Ganz im Norden des Komplexes erhebt sich der im Grundriss nahezu quadratische Glockenturm wie ein italienischer Campanile, wo er sich am Ostende der Kirche an ihre nördliche Seitenwand anlehnt. Das Mauerwerk des Turms besteht aus ähnlichem Steinmaterial wie das der Kirche. Im Erdgeschoss wird der Turm tunnelartig von einem breiten Durchgang von Osten nach Westen durchquert, der sich beidseitig mit rundbogigen Portalöffnungen erschließt, eine der ursprünglichen Pforten des Klosters. Es war ein alter Brauch, besonders in den karolingischen Klöstern, Türme den Erzengeln zu weihen und Pforten unter den Schutz dieser „Miliz“ des Himmels zu stellen. Im ersten Obergeschoss dieses Turms befindet sich eine Kapelle, die dem Erzengel Michael gewidmet war. Zu ihr gehört eine über dem östlichen Portal nur leicht vortretende Apsidiole, dem Chor dieser Kapelle. Auf der Westseite des Turms ist außermittig nach Süden versetzt ein großes rundbogiges Fenster ausgespart, das die Kapelle belichtet. In ihrem Innern finden sich heute noch Überreste alter Wandmalereien. Zur Treppe des Turms und zu dieser Kapelle gelangt man unmittelbar aus dem östlichen Joch des nördlichen Seitenschiffs.
Der untere Teil des Turms, ohne jede Dekoration, bleibt deutlich unter der Hälfte der heutigen Höhe, bestand zweifellos schon 1009, denn in der Weiheurkunde aus diesem Jahr wird eine Widmung an den Erzengel erwähnt. Wie es auch bei der Kirche der Fall war, wurde dann der Weiterbau eine Zeit lang unterbrochen. Als er wieder aufgenommen wurde, hat man die weiteren Wandoberflächen geringfügig zurückversetzt und diese mit verschiedenen Maßnahmen im lombardischen Stil zu dekorieren, wie es im Verbreitungsgebiet des premier art roman méridional allgemein üblich war. Ein Stück über dem vorgenannte Rücksprung finden sich auf jeder Seite zwei lang gestreckte Wandnischen in geringer Tiefe, die oberseitig von einem dreifachen Rundbogenfries und seitlich von Lisenen begrenzt werden, an den Bauwerkskanten von breiteren, in der Mitte von einer schmalen. im oberen Bereich dieser Nischen ist je eine große rundbogige Schallluke ausgespart. Auf der Nord- und Südseite des Turms sind zwischen den Rundbogenfriesen und den Zinnen noch einmal Schallluken ausgespart, in gleicher Form und Größe und genau über den Luken darunter. Ihre Öffnungskanten weisen kantige Rückversätze auf. Auf der Ostseite sind an dieser Stelle zwei offene Zwillingsarkaden ausgespart in Breite der Wandnischen darunter und so hoch, wie die anderen Schallluken. Sie werden getrennt von Säulchen mit schlichten Kapitellen. Die Öffnungskanten weisen kantige Rückversätze auf. Auf der gegenüber stehenden Westseite sind statt der Schallöffnungen zwei flache Wandnischen eingelassen, etwa so groß, wie die Zwillingsarkaden. Sie werden oberseitig von je einem Korbbogen abgeschlossen. In den Nischenhintergründen ist je eine kleine rechteckige Öffnung ausgespart, unter einer noch zusätzlich eine schmale Schießscharte. Auf derselben Seite ist noch knapp über dem die Bauabschnitte trennenden Rückversatz je ein kleines schlankes rundbogiges Fenster in Turmmitte ausgespart, mit stark aufgeweiteten Gewänden. 1026 soll der Turm gänzlich fertiggestellt sein.
Der oberste Abschnitt des Turms lässt jegliche Mauerdekoration vermissen, wird aber allseitig ohne Zäsur von je drei ganzen und zwei halben Zinnen bekrönt, die in etwa 45 Grad Neigung zugespitzt, deren seitliche Schrägen Schicht für Schicht abgetreppt sind. Die fehlende Dekoration deutet darauf hin, dass das oberste Stockwerk nach dem Erdbeben von 1428 unter Verzicht dieser Ausschmückungen wieder aufgebaut worden ist. Betrachtet man heute die Proportionen des Turms, erscheint es durchaus möglich, dass der Turm ursprünglich höher war. Vielleicht besaß er, ähnlich dem Turm von Cuxa, ein zusätzliches Stockwerk mit Zwillingsöffnungen und einige Okuli darüber. Auch wie dieser besaß vermutlich der Turm ursprünglich keinen Zinnenkranz, der erst später hinzugefügt wurde.

#### Gräber
Bei den beiden Gräbern, die sich unter einem Pultdach in der Nähe des Turms befinden, handelt es sich ums Grab des Grafen von Cerdagne Guifred Cabreta und um das seiner Frau Gräfin Elisabeth. Nach einer Legende, soll der Graf, der Benediktinermönch geworden war, die Gräber selbst in Stein gehauen haben.

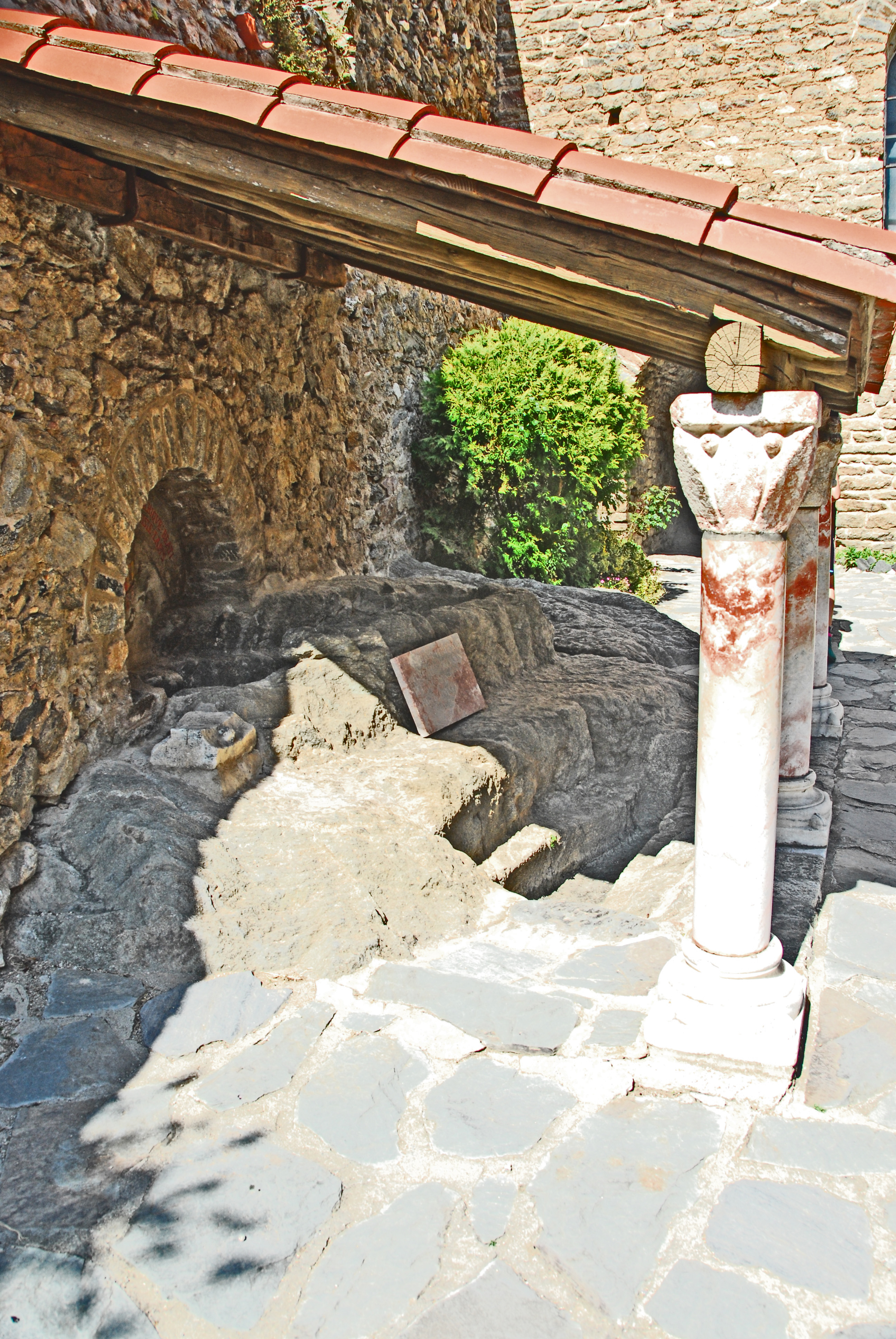
Abbaye Saint-Martin du Canigou, Grabstätten Guifred, Überdachung

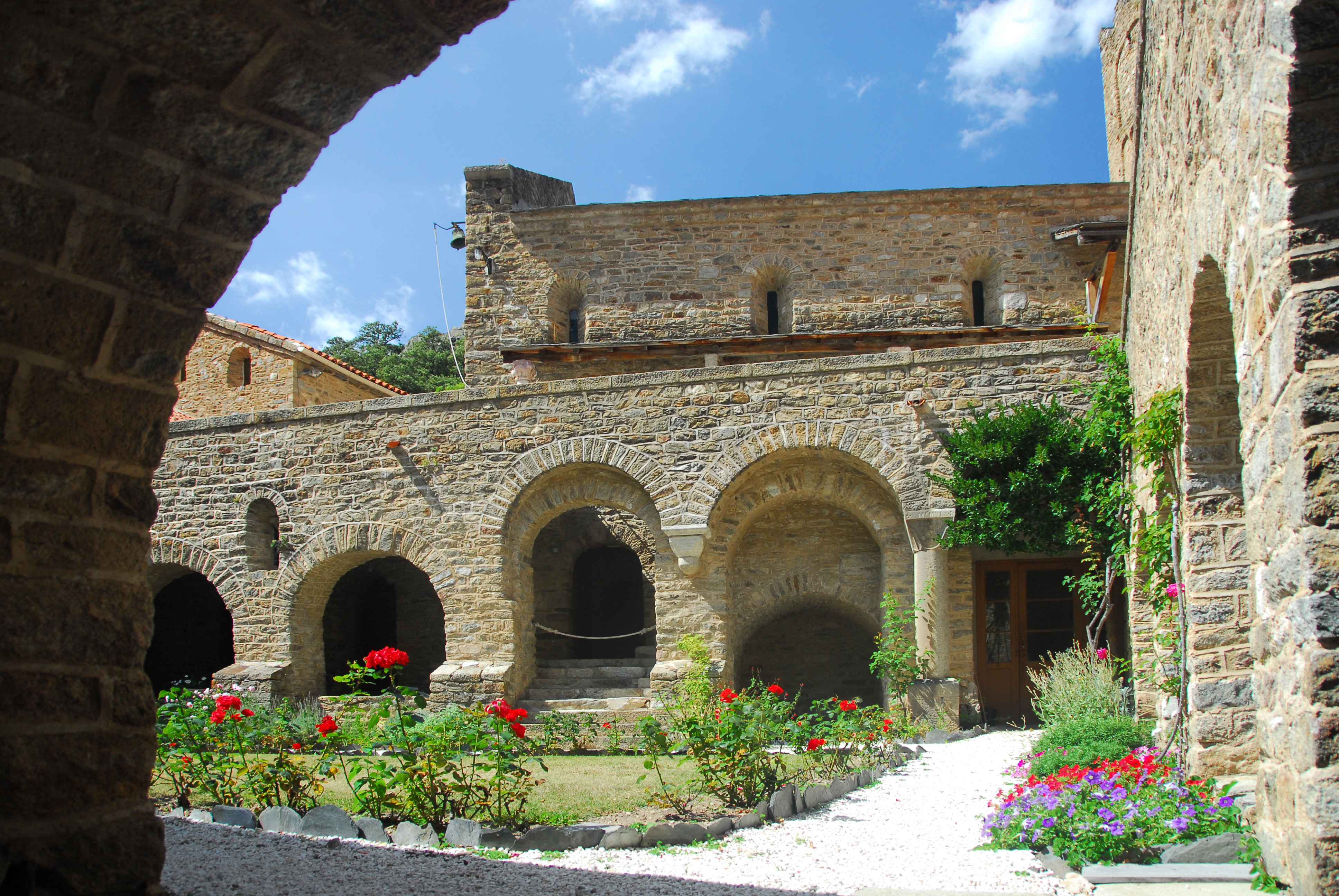
Abbaye Saint-Martin du Canigou, Kreuzganghof, Nordgalerie

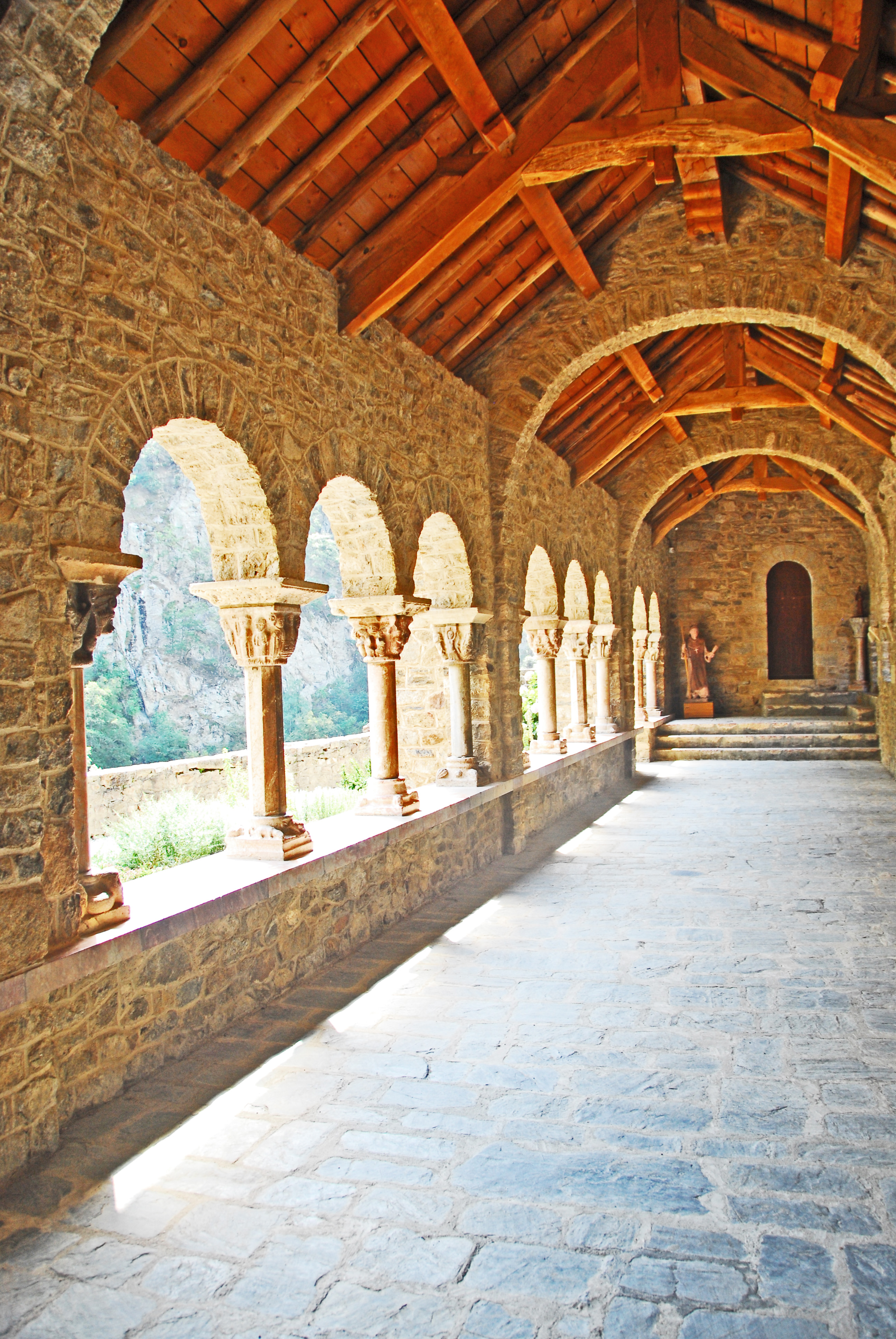
Abbaye Saint-Martin du Canigou, Südgalerie (nicht original)

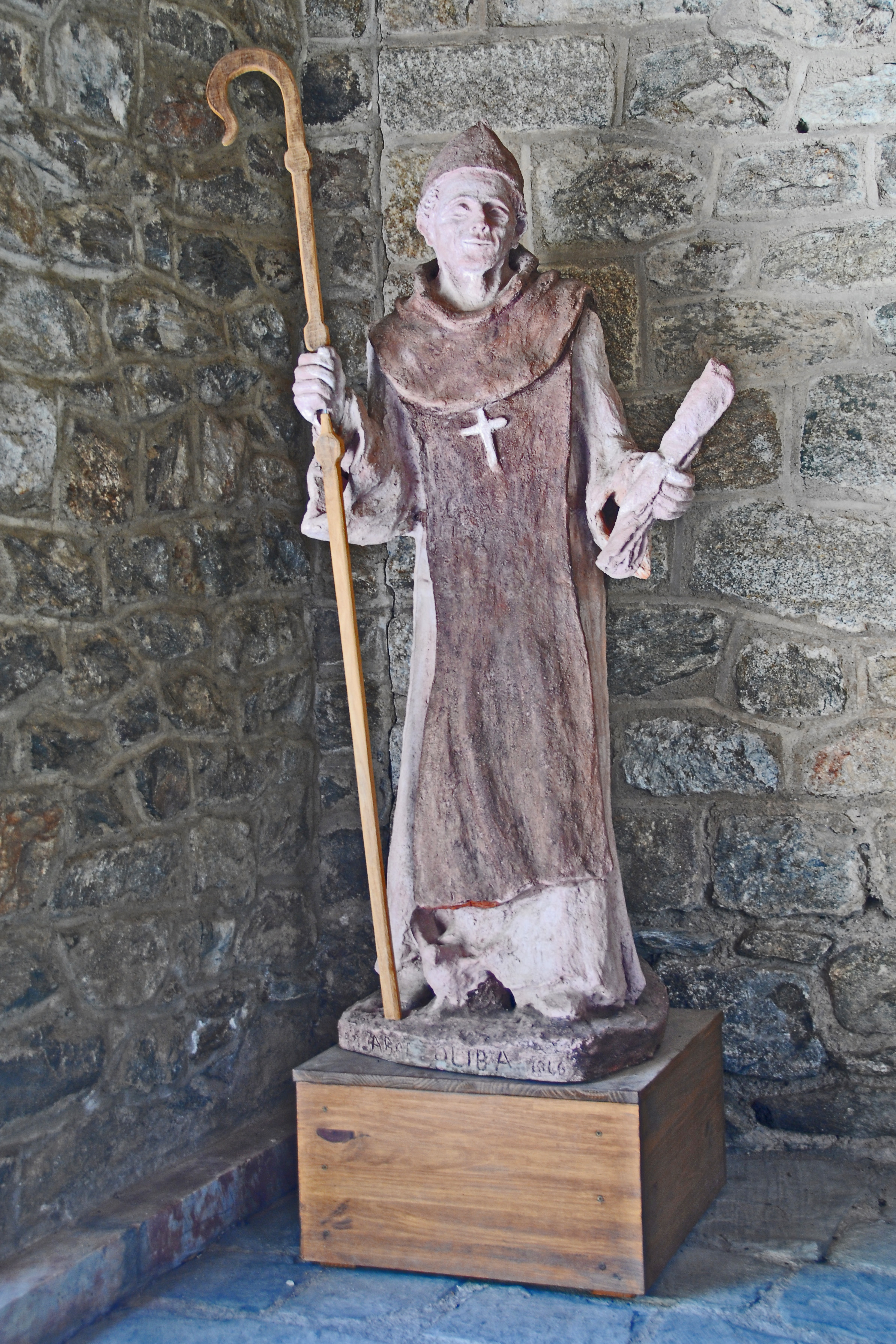
Abbaye Saint-Martin du Canigou, Kreuzgang, Südgalerie, Statue, Abt

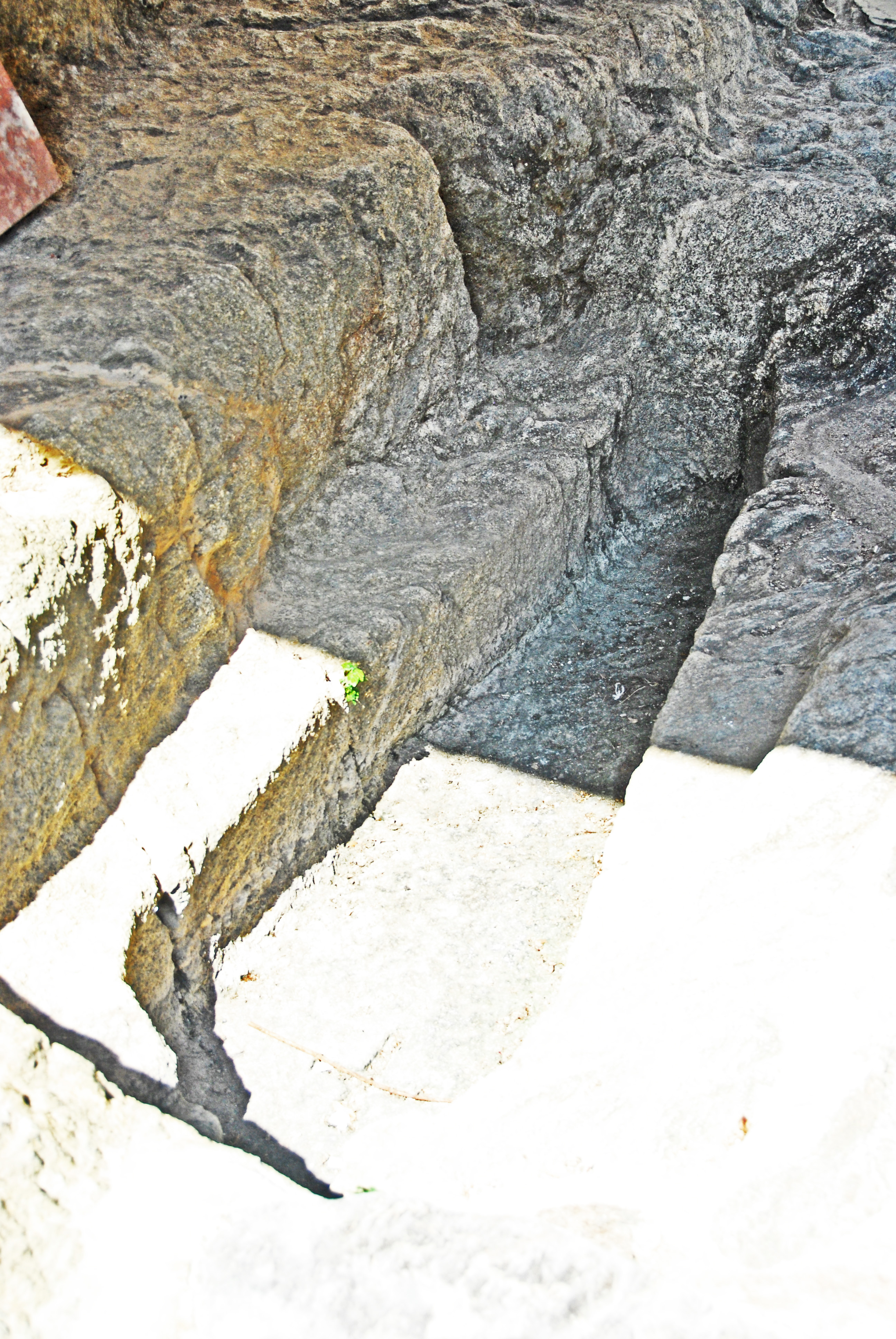
Abbaye Saint-Martin du Canigou, Grabstätten Guifred
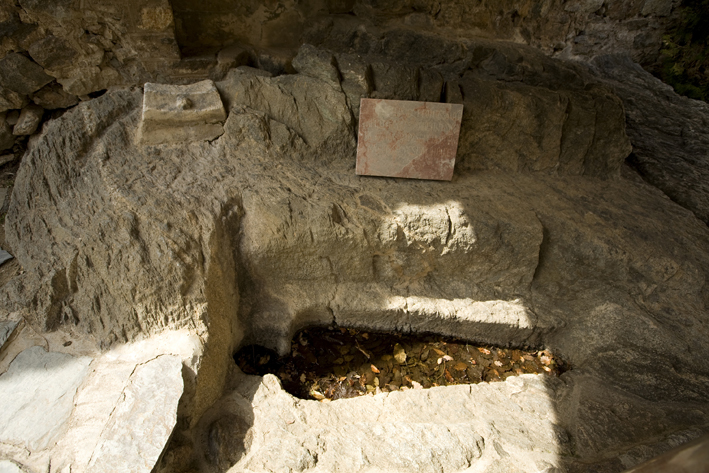
Abbaye Saint-Martin du Canigou, Grabstätten Guifred

#### Kreuzgang
Es bereitet einige Schwierigkeiten sich den Kreuzgang in seinem ursprünglichen Zustand vorzustellen, bevor er auf Veranlassung von Monseigneur de Carsalade du Pont zu Beginn des 20. Jahrhunderts recht freizügig restauriert worden ist.
Demnach geben uns Beschreibungen aus der Zeit vor dieser Restaurierung sowie alte Fotografien Auskunft über sein ursprüngliches Erscheinungsbild. Das unregelmäßige Viereck wies an der Ost-, Nord- und Südseite eine durchschnittliche Seitenlänge von 14 Metern auf. Die Länge der Westseite betrug nur zehn Meter, denn wie alle anderen Gebäude auch musste der Kreuzgang den beschränkten Platzverhältnissen angepasst werden. Er bestand aus zwei Stockwerken, die zu verschiedenen Zeiten erbaut worden sind. Die unteren überwölbten Galerien öffneten sich in einfachen rundbogigen Arkaturen auf den Innenhof. Leider wurden die erhaltenen Bögen unzureichend restauriert: Sie stammen aus den ersten Anfängen der Abtei und erinnern an andere frühe katalanische Kreuzgänge.
Später baute man dann, einem allgemein üblichen Brauch der Region folgend, die oberen Galerien. Sie waren nicht überwölbt, sondern nur mit Pultdächern überdeckt. Vor der Restaurierung konnte man an den Außenmauern der Kirche und des Abtshauses an der Westseite des Kreuzgangs die Löcher sehen, in denen die Balken des Holzdachs verankert gewesen waren. Da viele Teile des Kreuzgangs, unter anderem der gesamte Südflügel, nicht mehr vorhanden waren, erschien es unmöglich, ihn in seiner ursprünglichen Anlage wieder aufzubauen. Man beschränkte sich bei der Restaurierung darauf, einen Teil der Kapitelle und Säulenbasen, die man in den umliegenden Ortschaften Casteil und Vernet-les-Bains aufgespürt hatte, wieder aufzustellen. Zu diesem Zweck errichtete man eine neue Galerie auf der dem Berg gegenüber liegenden Seite des Hofes. Die skulptierten Kapitelle gehören stilistisch und historisch zwei verschiedenen Gruppen an.

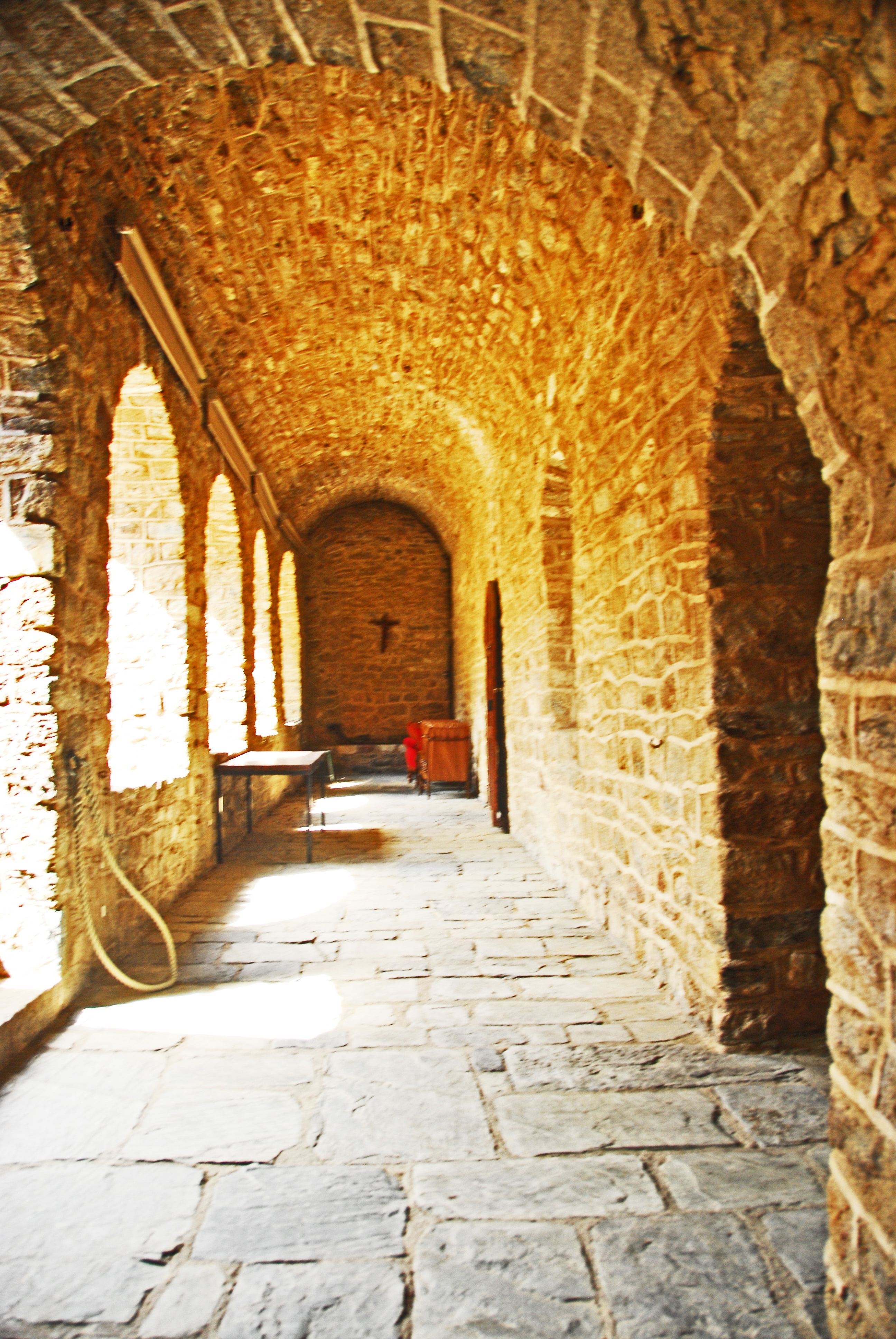
Abbaye Saint-Martin du Canigou, Kreuzgang, Ostgalerie
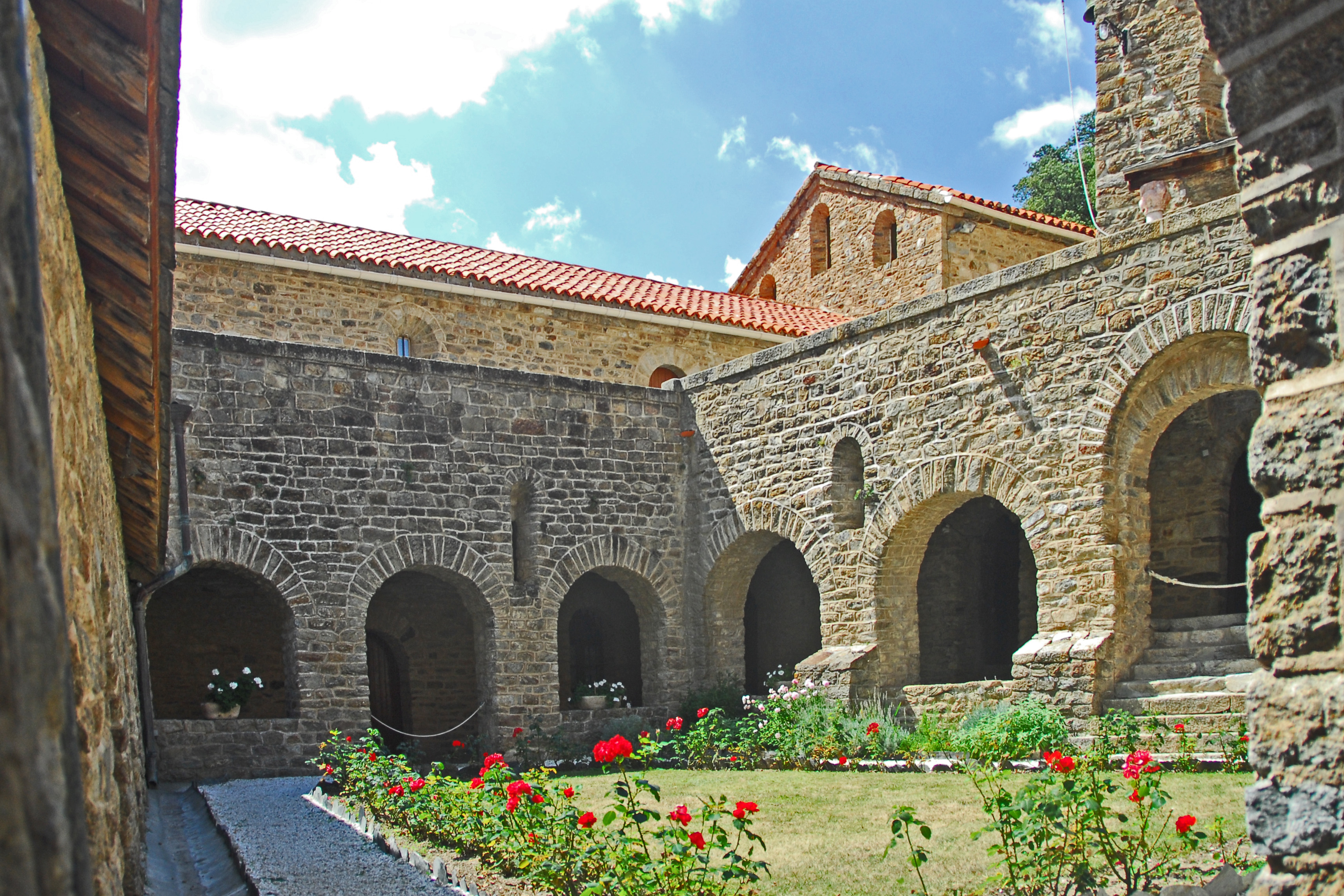
Abbaye Saint-Martin du Canigou, Kreuzgang, West- und Nordgalerie
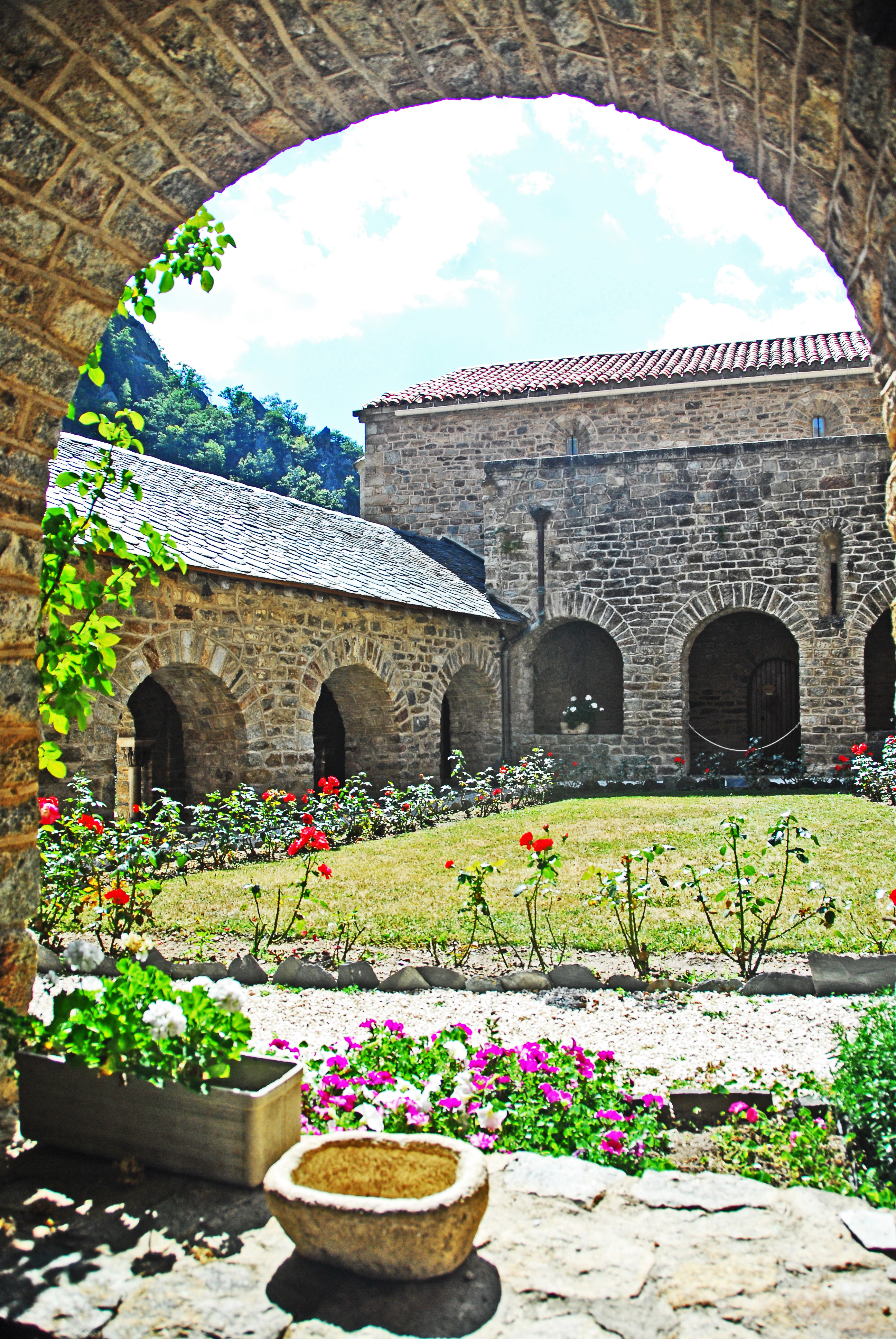
Abbaye Saint-Martin du Canigou, Kreuzganghof, Nordwestecke
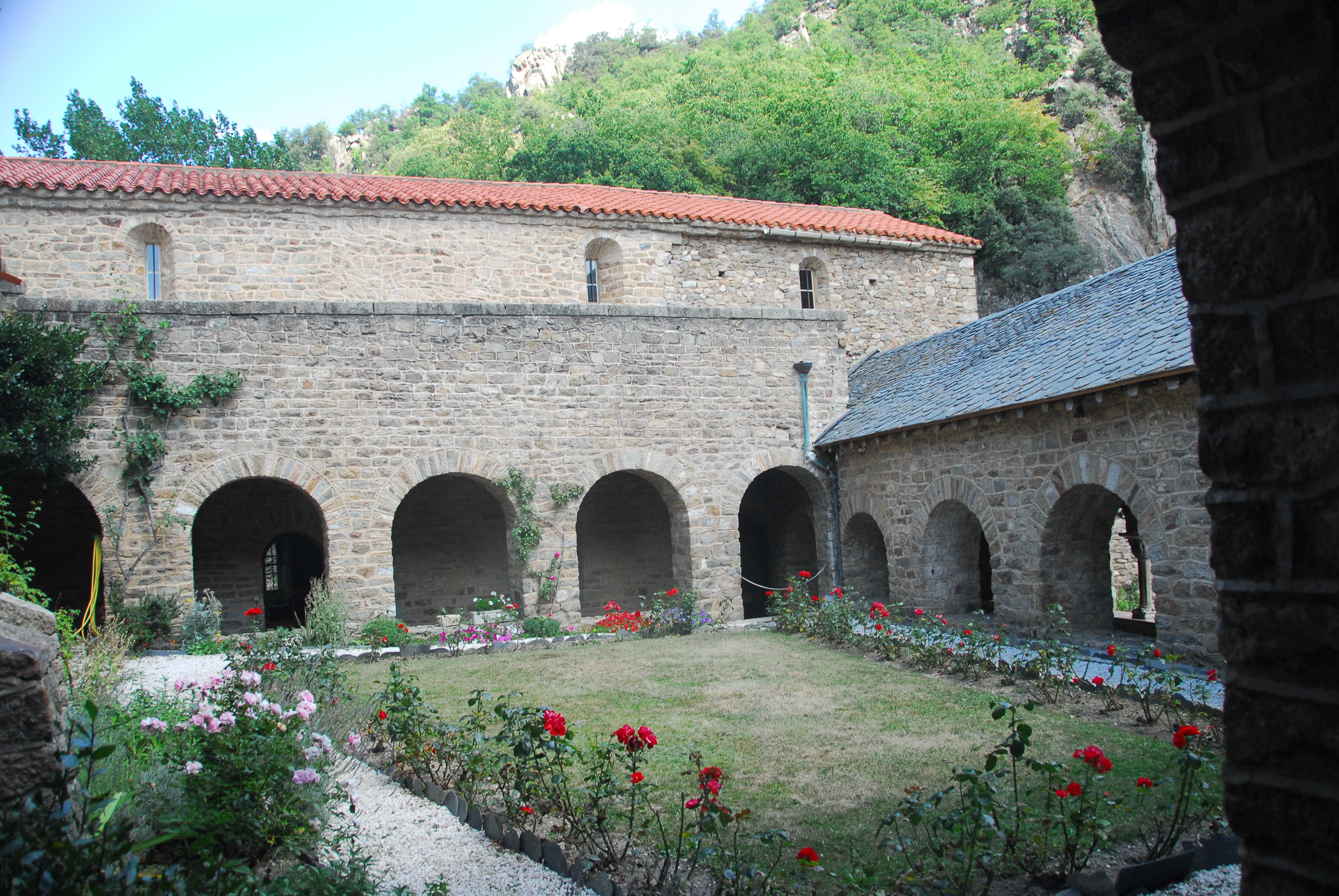
Abbaye Saint-Martin du Canigou, Kreuzganghof, Nord- und Ostgalerie
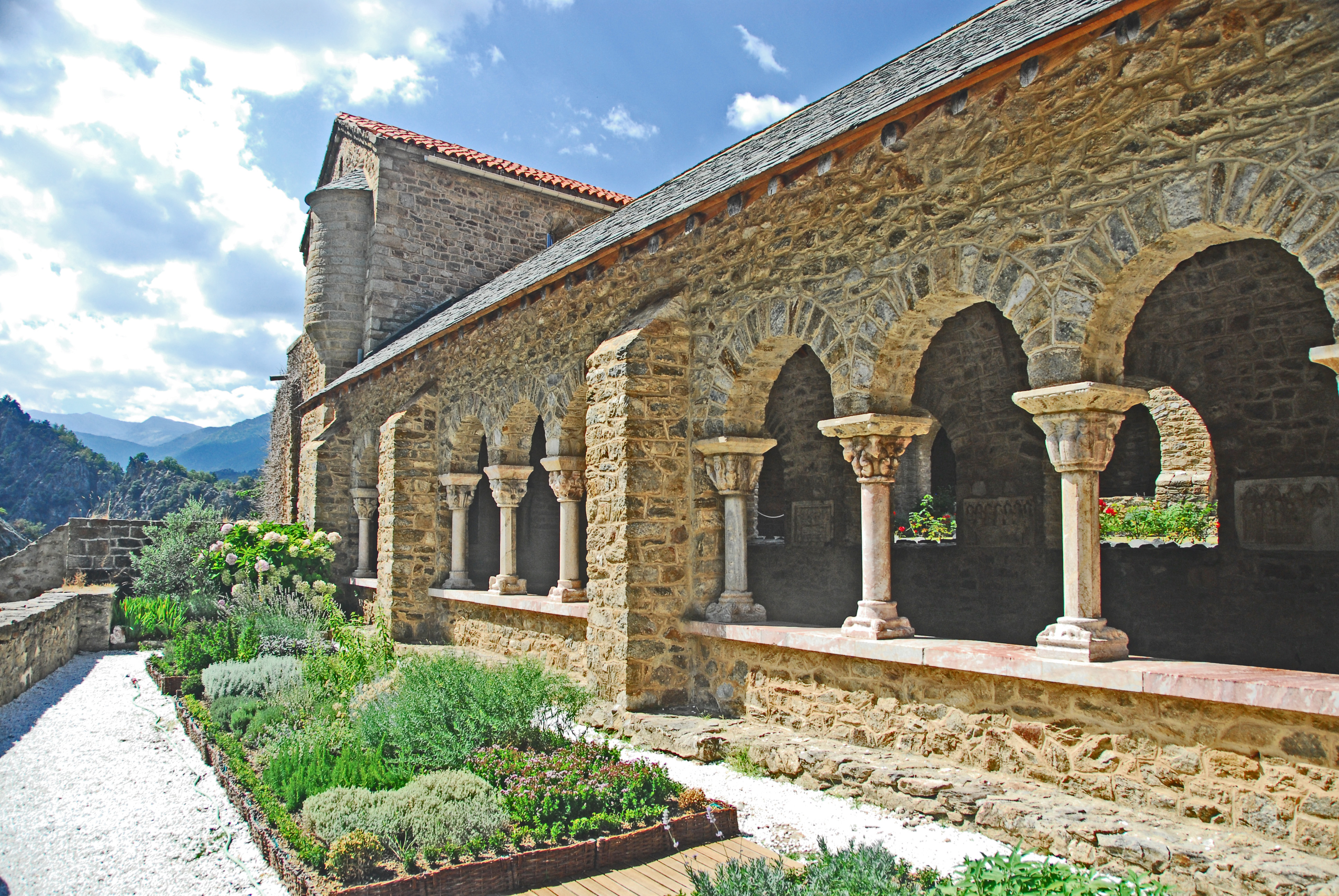
Abbaye Saint-Martin du Canigou, Kreuzgang, Südgalerie von außen
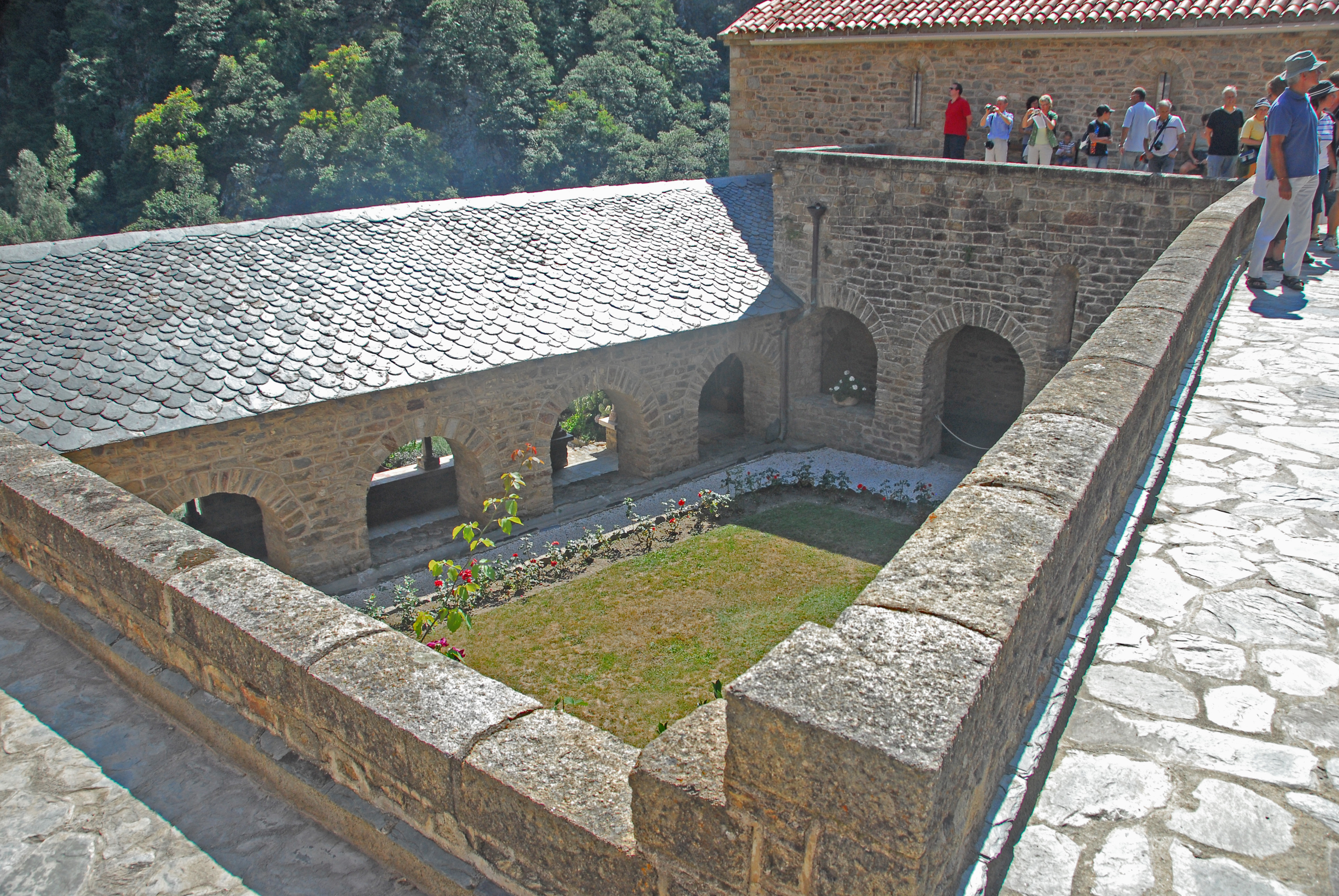
Abbaye Saint-Martin du Canigou, Kreuzgang, Obergeschoss,
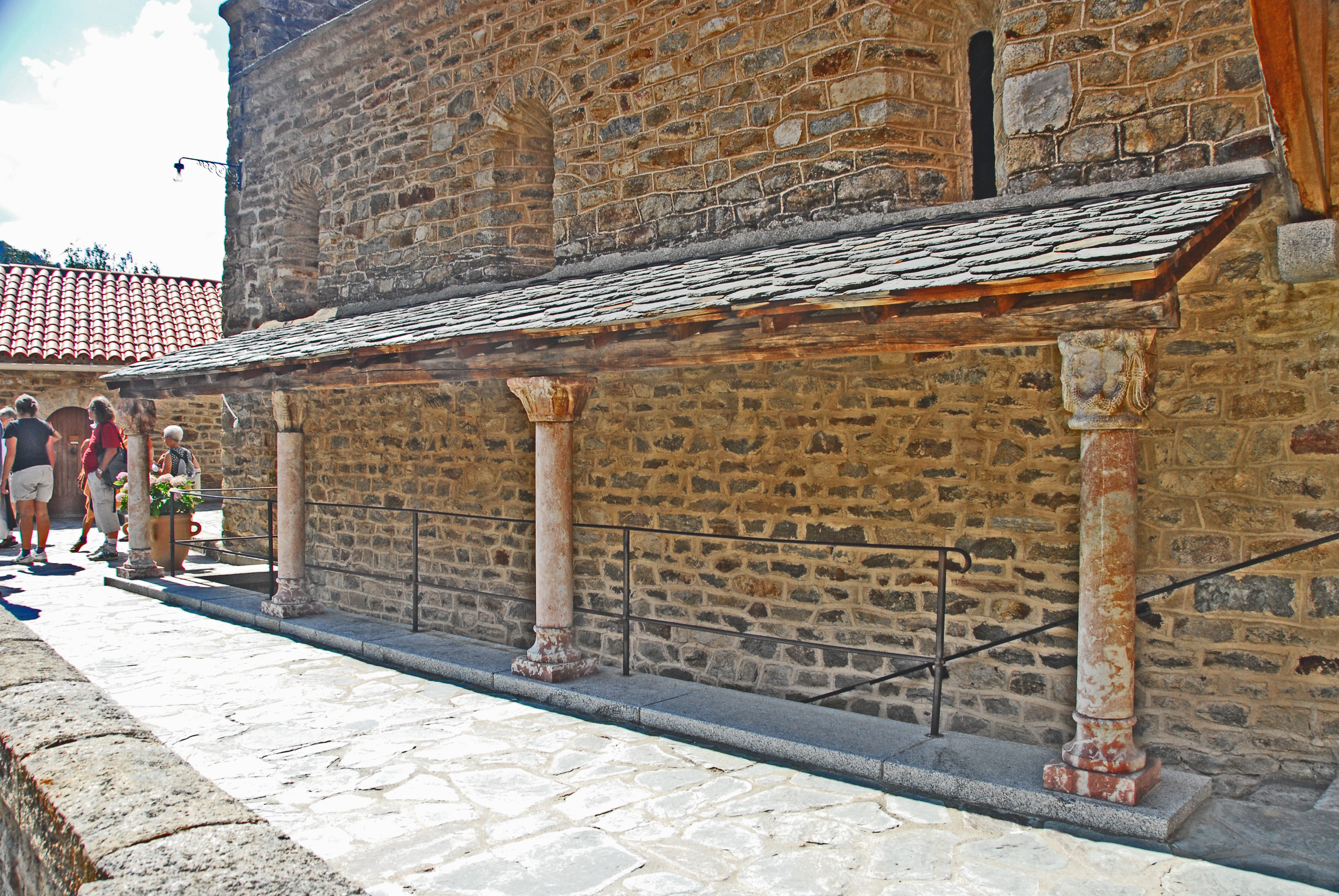
Abbaye Saint-Martin du Canigou, Kreuzgang Obergeschoss, Treppe nach unten
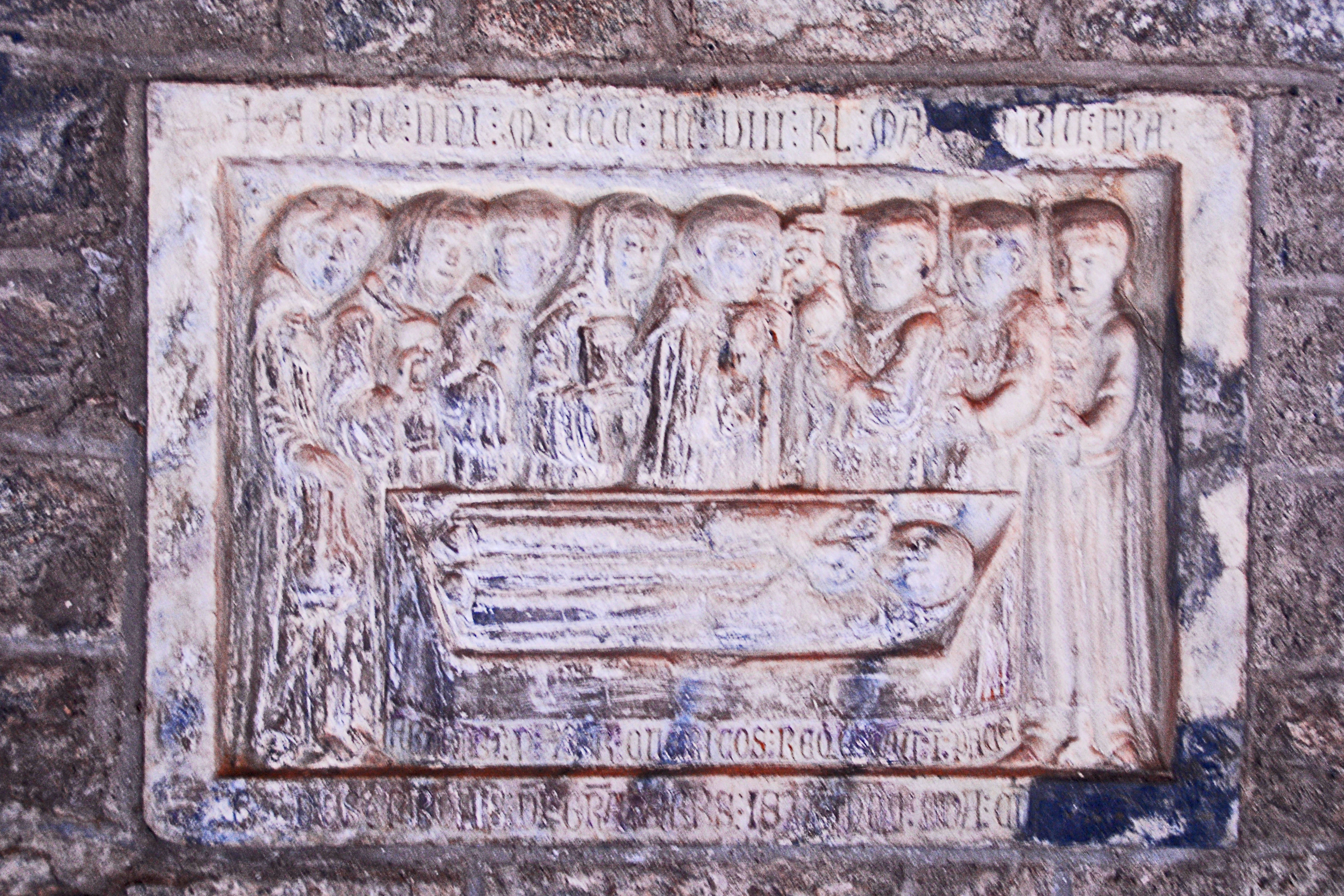
Abbaye Saint-Martin du Canigou, Kreuzgang, Südgalerie, Relief
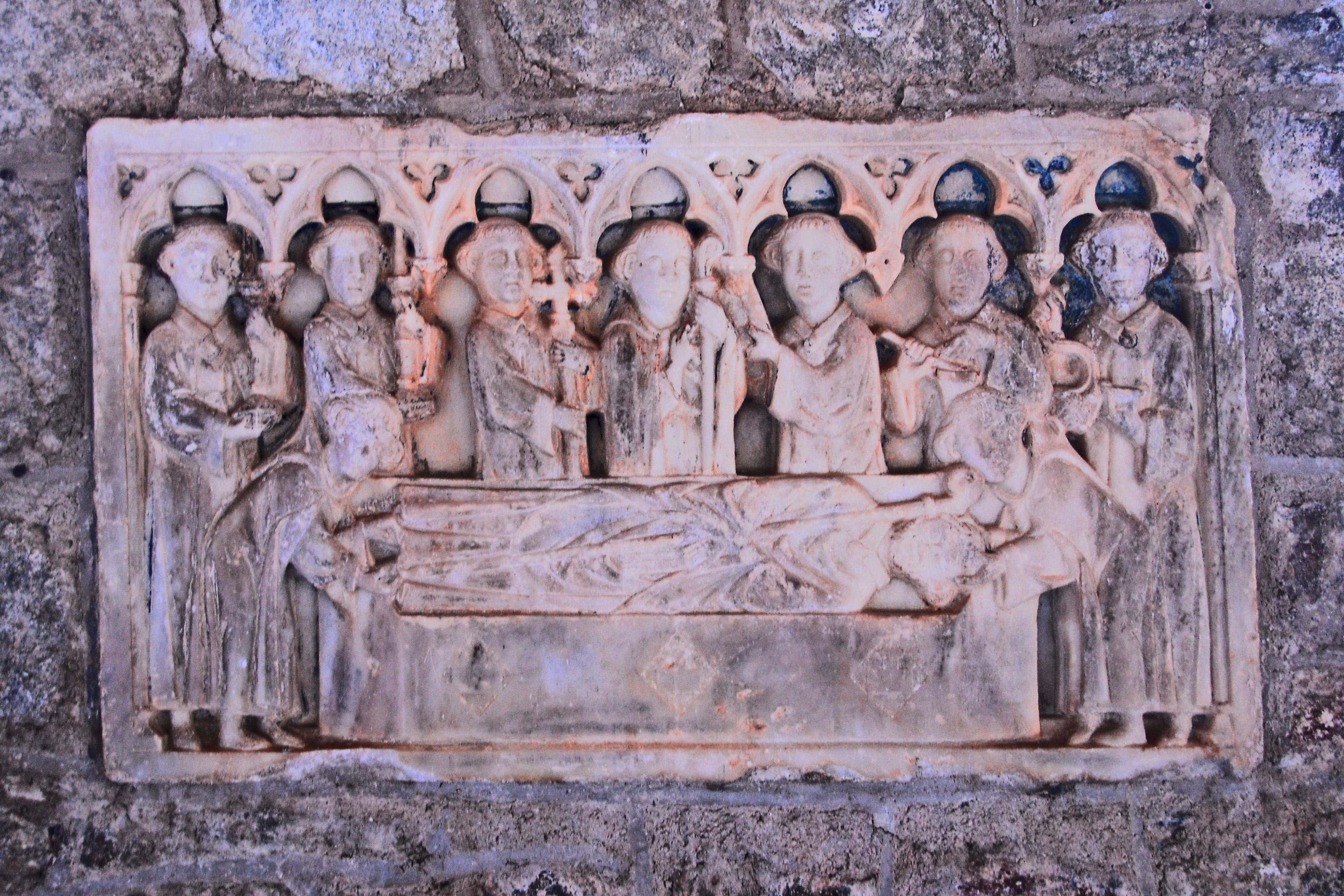
Abbaye Saint-Martin du Canigou, Kreuzgang, Südgalerie, Relief
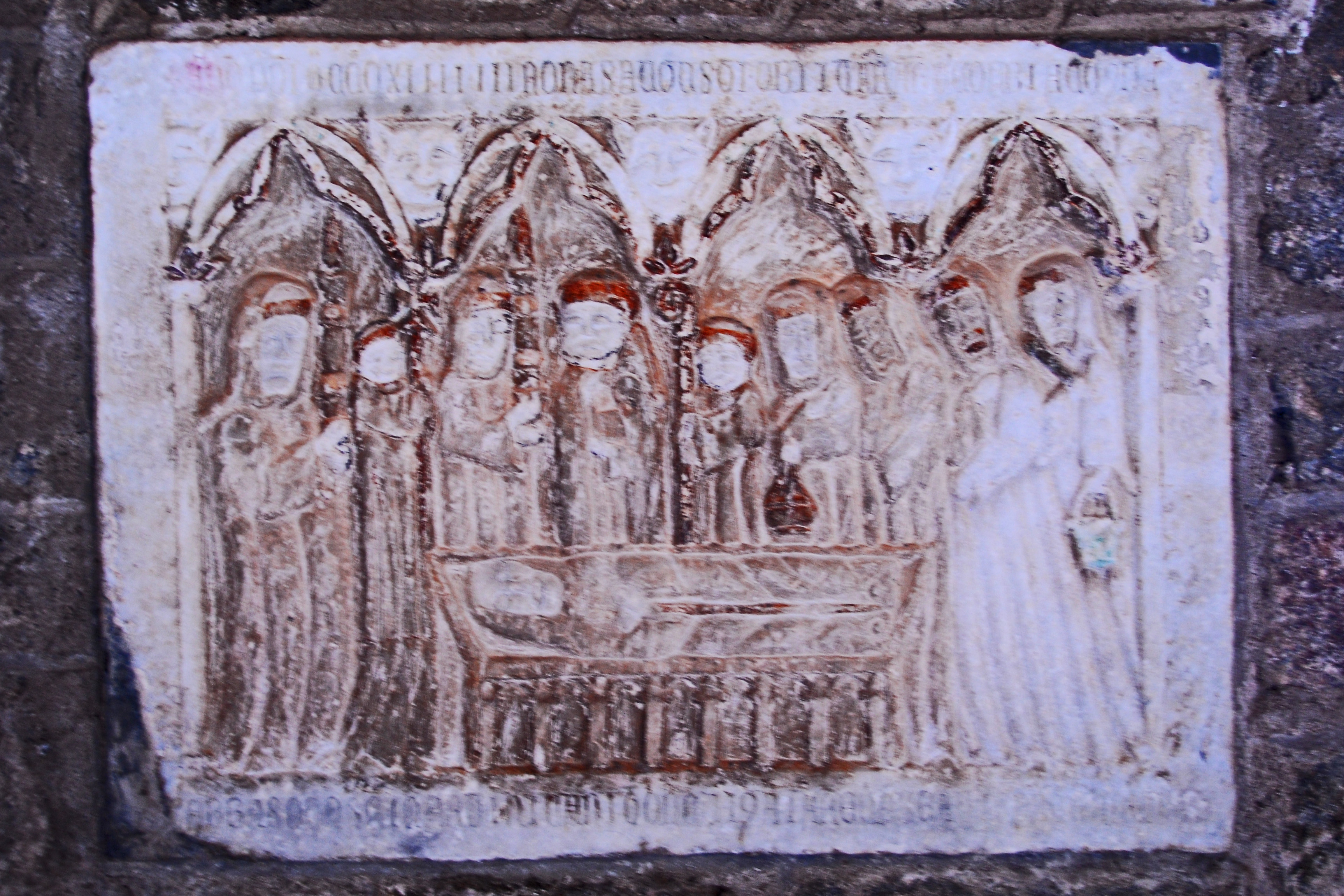
Abbaye Saint-Martin du Canigou, Kreuzgang, Südgalerie Relief

Die älteren Kapitelle:

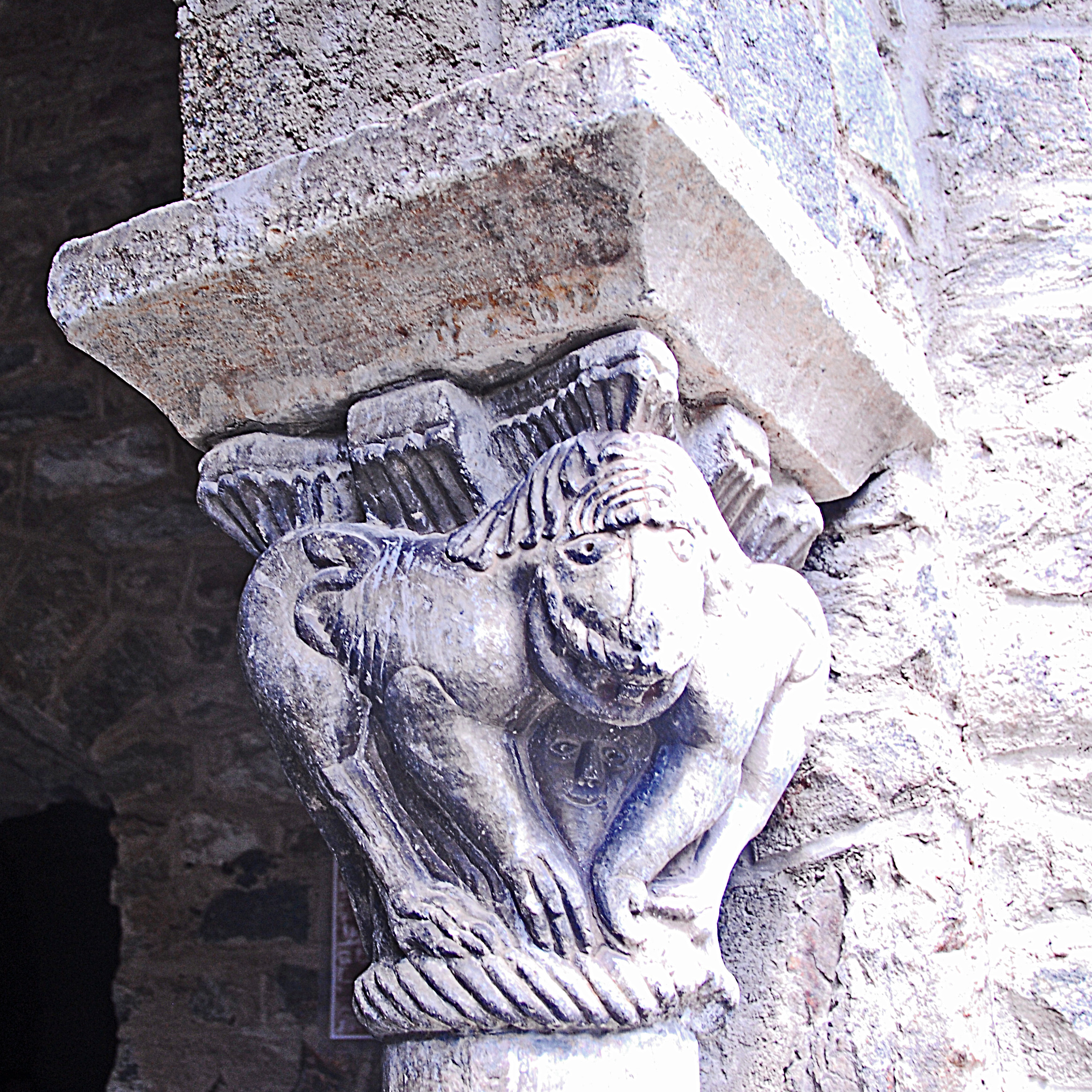
Kapitell Südgalerie, Löwen mit gemeinsamem Kopf

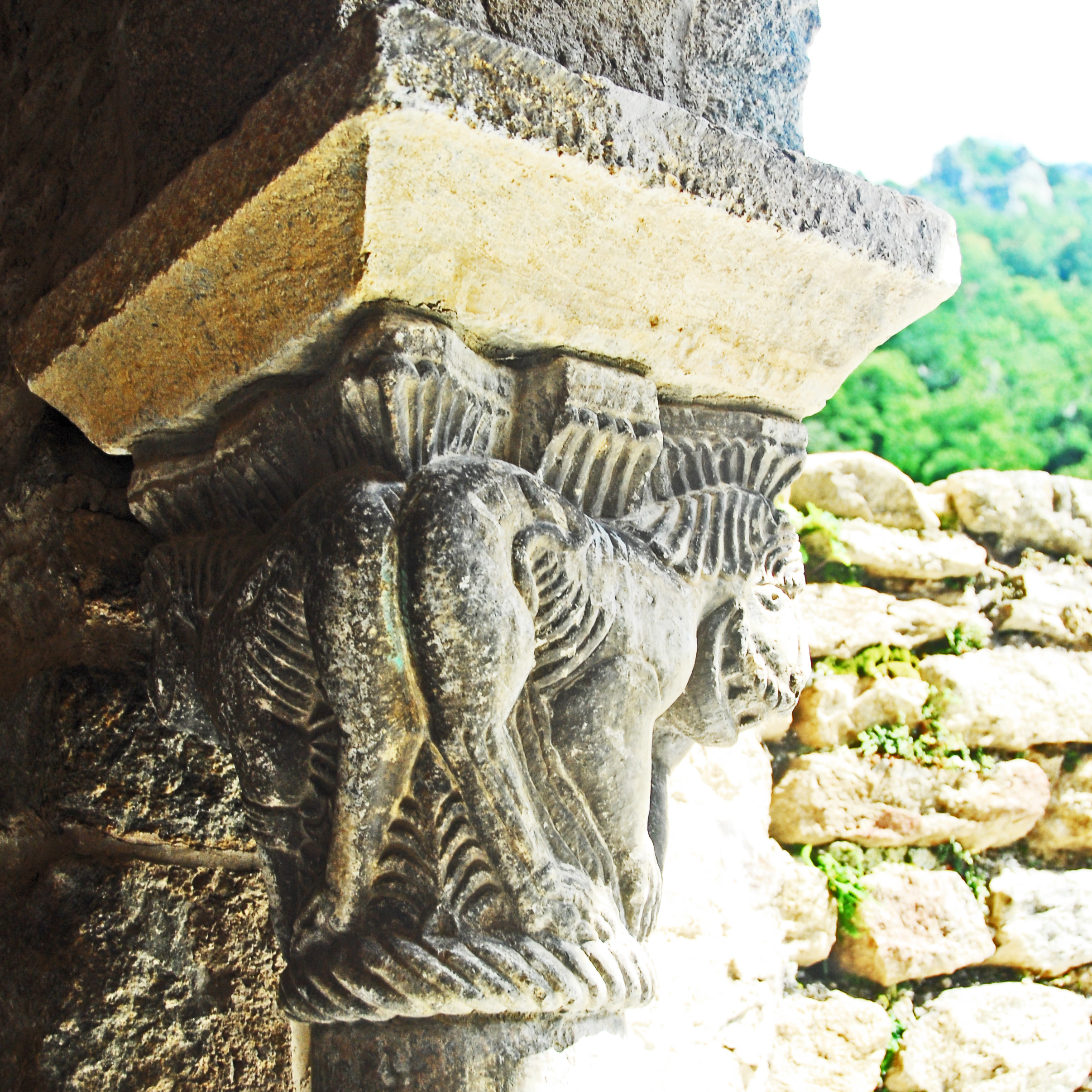
Kapitell Südgalerie, Löwen mit gemeinsamem Kopf

Die erste Gruppe umfasst sechs Kapitelle.
Fünf davon sind, ebenso wie „zwei sehr schöne, mit Palmetten geschmückte Deckplatten, aus einem weiß-grau gesprenkelten Marmor gefertigt, den man in der Nähe von Saint-Martin findet“. Nur zwei dieser Kapitelle sind in der Galerie wieder aufgestellt worden. Betritt man diese Galerie, so erblickt man zunächst ein Kapitell mit vier mächtigen Löwen. Ihre Köpfe befinden sich unter den Eckvoluten, die Schwänze sind durch die Hinterbeine geführt und kringeln sich unter den Bäuchen. Die riesigen weit geöffneten Zeigen grob gemeißelte Zähne. Die Mähnen sind zu steifen Zöpfen geflochten. Über den Grund des Kapitells ziehen sich schwach reliefierte diagonale Streifen; der Schaftring ist als Kordel ausgebildet. Zwischen den Eckvoluten starren längliche Gesichter mit ausladenden Backenknochen hervor. Zu der kleinen Gruppe gehört das letzte Kapitell der Galerie, auf dem sich die Köpfe einander zugewandter Vögel an den Ecken vereinen. Ihre Flügel sind durch parallele Streifen nur schematisch angedeutet und laufen in schmalen spitz zulaufende Schwanzfedern aus. Ihre Krallen wirken etwas plump.
Pierre Ponsich wies darauf hin, dass eine kleine Serie von Kapitellen und Basen aus dem grau geaderten weißen Marmor von Céret in gleicher Weise ausgeführt sind. Es handelt sich dabei um je ein Kapitell und eine Säule aus den Kirchen Saint-Genis-des-Fontaines und Saint-André-de-Sorède (dort gehört auch noch eine Basis dazu). Fünf weiterer Kapitelle, vier Säulen, zwei Basen und zwei Deckplatten befinden sich in der teils präromanischen, teils romanischen Kapelle Sainte-Colombe-de-Cabanes, einem kleinen Priorat von Saint-André-de-Sorède. Von Abt Mathias Delcor stammt der Vorschlag, die erste Gruppe von romanischen Kapitellen in Saint-Martin du Canigou mit einer tragischen Episode aus der Geschichte des Klosters in Verbindung zu bringen:
Im Jahr 1114 hatte Bernard Guillaume, der letzte Graf de Cerdagne, die Abtei mit derjenigen von Lagrasse vereinigt. Diese Entscheidung wurde von den Mönchen nie richtig akzeptiert, und 1159 beschlossen sie, sich der Vormundschaft zu entledigen und ihren Abt selbst zu wählen. Sie wurden dafür mit dem Bann belegt, und 1162 griffen die Brüder aus Lagrasse sogar zu gewalttätigen Mitteln, um die Mönche von Saint-Martin zum Gehorsam zu zwingen.

„Sie ziehen in Begleitung einer Menge Bewaffneter, ihrer Leibgarden oder Vasallen, aus und brechen wie aus dem Nichts über das Kloster Saint-Martin herein. Auf ihrem Weg zerschmettern und zerstören sie alles; sie verletzen mehrere Mönche vor den Altären und töten sogar einen; mit ihren Wurfspießen durchbohren sie das Bild des gekreuzigten Jesus Christus. Sie jagen die gelehrten Ordensleute aus dem Haus, überschütten sie mit Beschimpfungen und verprügeln sie. Sie halten nur eine kleine Anzahl von Mönchen zurück, die sie beinahe Hungers sterben lassen. Sie bemächtigen sich der Güter und der Habe des Klosters, die sie verkaufen oder, wenn sie sie nicht losschlagen können, als Geschenke verschleudern.“

 Diese Exzesse, die vielleicht mit Absicht übertrieben geschildert wurden, veranlassten den Grafen von Barcelona, Raimund Berenger IV., der die Nachfolge der Grafen von Cerdagne angetreten hatte, einzuschreiten. Er bewirkte bei Papst Alexander III., dass dieser die Abtei am Canigou seinem Schutz unterstellte, wie es schon Sergius IV. getan hatte. Die Marmorkapitelle wären dann, so die These von Abt Delcor, im Zuge einer Restaurierung des Klosters nach diesen Unruhen, etwa um das Jahr 1170 entstanden.
Die spätromanische Werkstatt:
Vier Kapitelle in der Südgalerie gehörten zu einer später entstandenen und sehr charakteristischen Gruppe, die innerhalb des Klosters insgesamt 12 Kunstwerke umfasst. Sie sind nicht mehr wie die vorhergehenden aus dem örtlichen weißen Marmor gefertigt, sondern aus Marmor von Villefranche-de-Conflent, „der durch seine rosa und grünen Flecken besonders abwechslungsreich ist und in Villefranche und Cuxa erst seit dem 13. Jahrhundert verwendet wurde“, wie Pierre Ponsich dazu vermerkte. Auch in den Maßen und Proportionen ist eine Veränderung festzustellen. Während die Kapitelle der ersten Gruppe immer höher als breit sind – 37 bis 38 Zentimeter hoch, 33 Zentimeter breit – sind die Kapitelle der zweiten Gruppe kleiner und breiter als hoch: 30 bis 33 Zentimeter hoch und 34 bis 35 Zentimeter breit. Der Steinmetz dieser Serie bediente sich zuweilen der im 12. Jahrhundert allgemein üblichen ikonographischen Vorbilder, hob die Figuren aber deutlicher vom Hintergrund ab und durchsetzte die phantastischen Darstellungen mit realen Elementen. Ein Kapitell zeigt geflügelte Löwenpaare, deren im Vergleich zu den Körpern unverhältnismäßig großen Köpfe in den Ecken zusammentreffen. Sie haben riesige Ohren. Die Spitzen der steifen dreieckigen Flügel überkreuzen sich und umschließen das Kinn einer in der Mitte hervortretenden Maske.

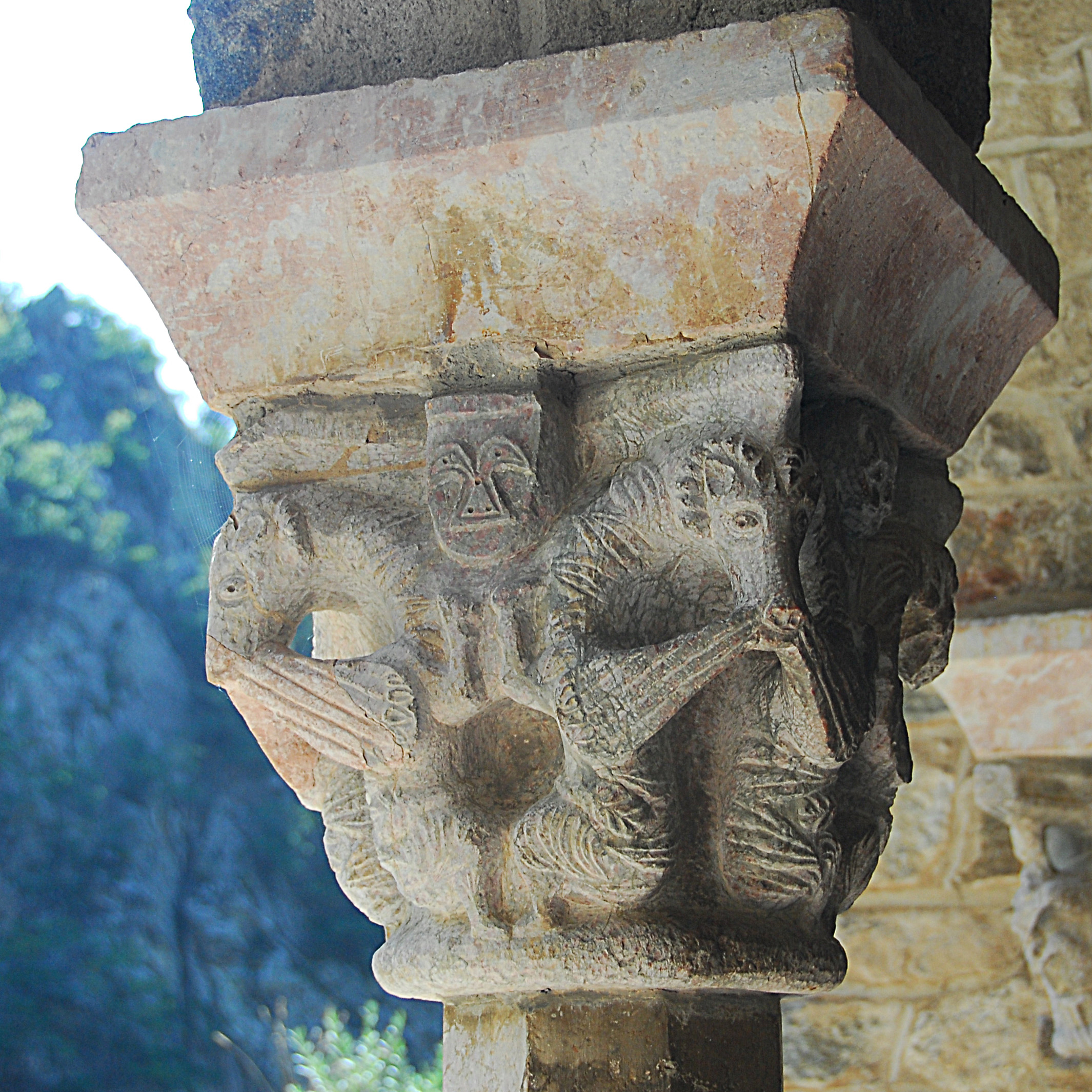
Kapitell Südgalerie, geflügelte Vierbeiner
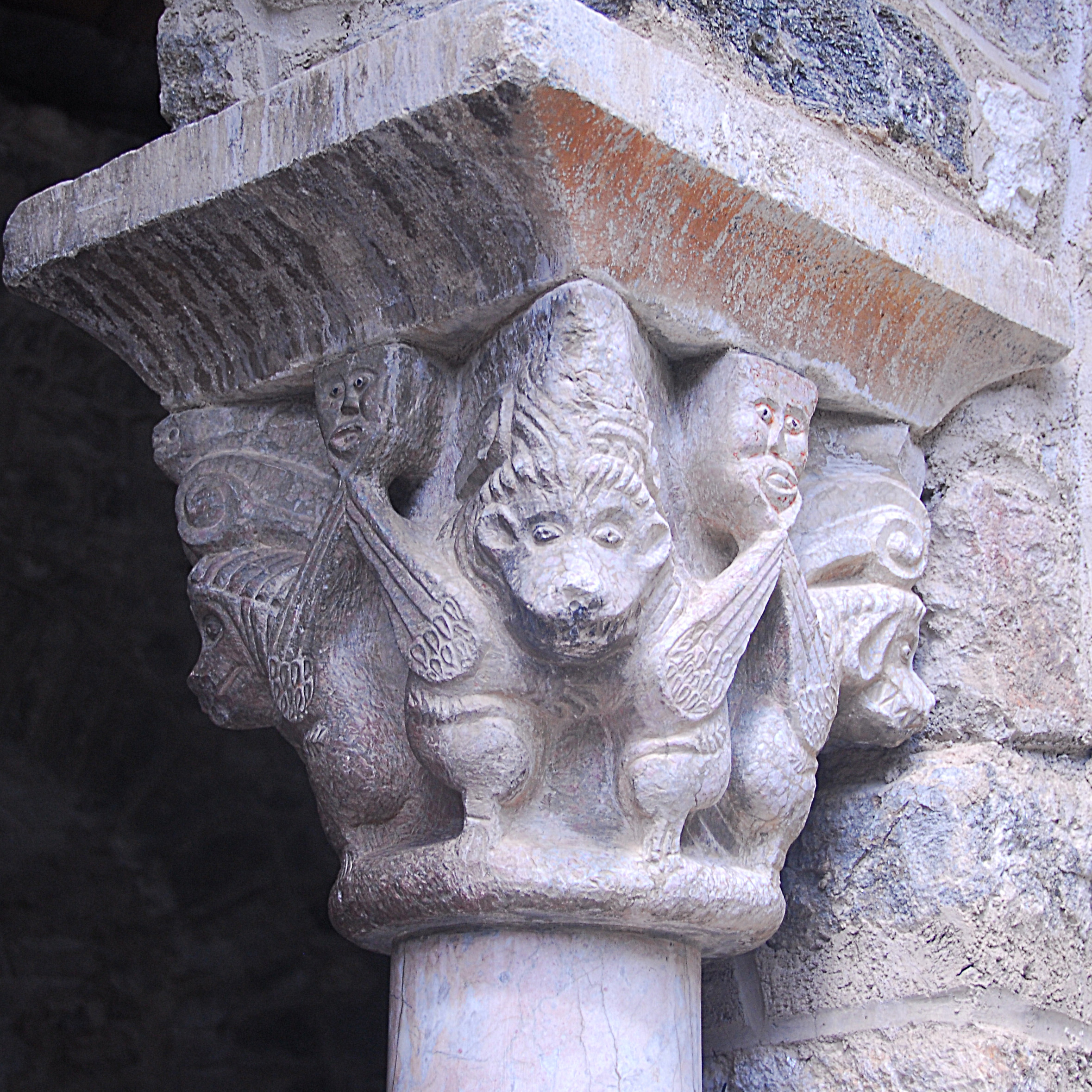
Kapitell Südgalerie, geflügelte Vierbeiner
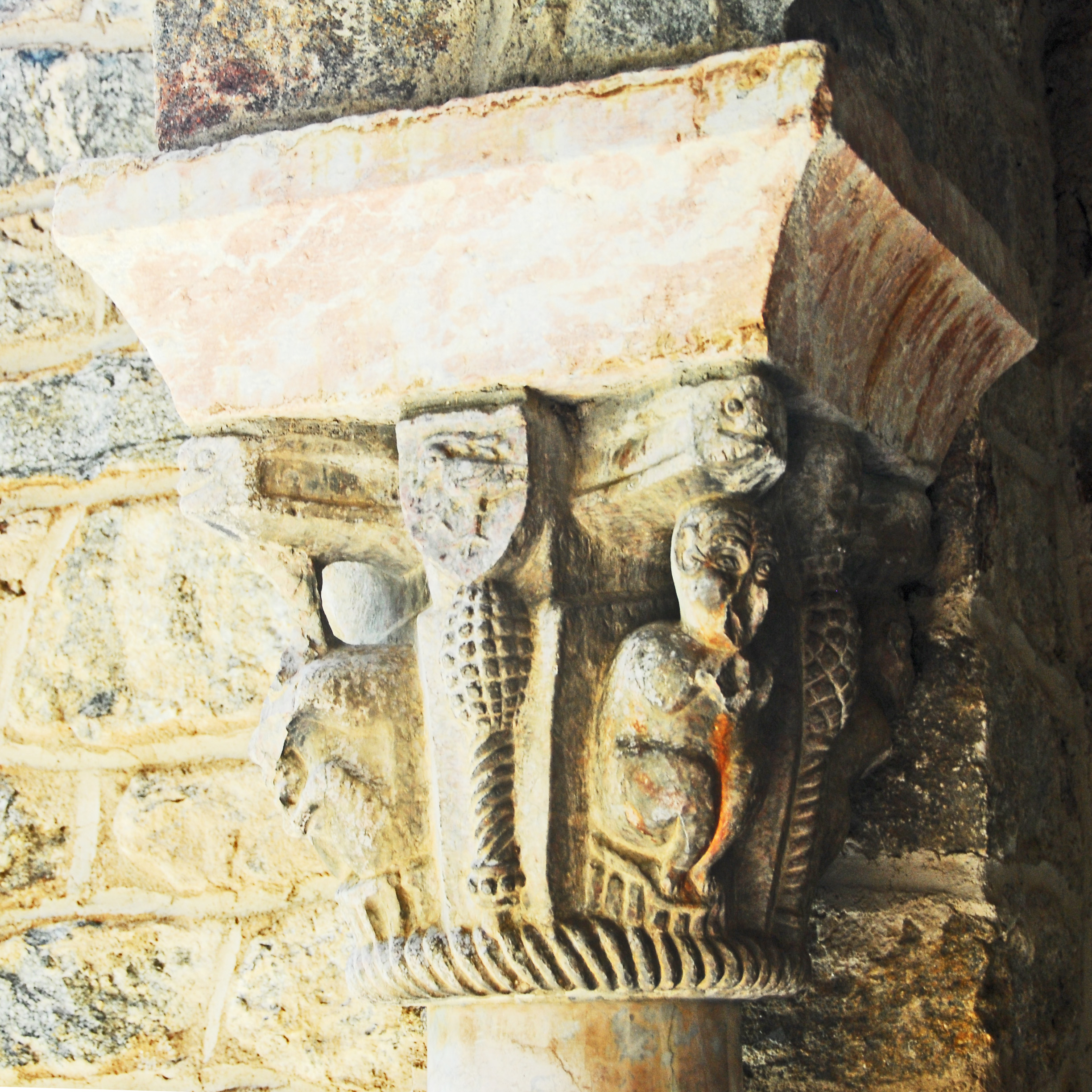
Kapitell Südgalerie, Tiere
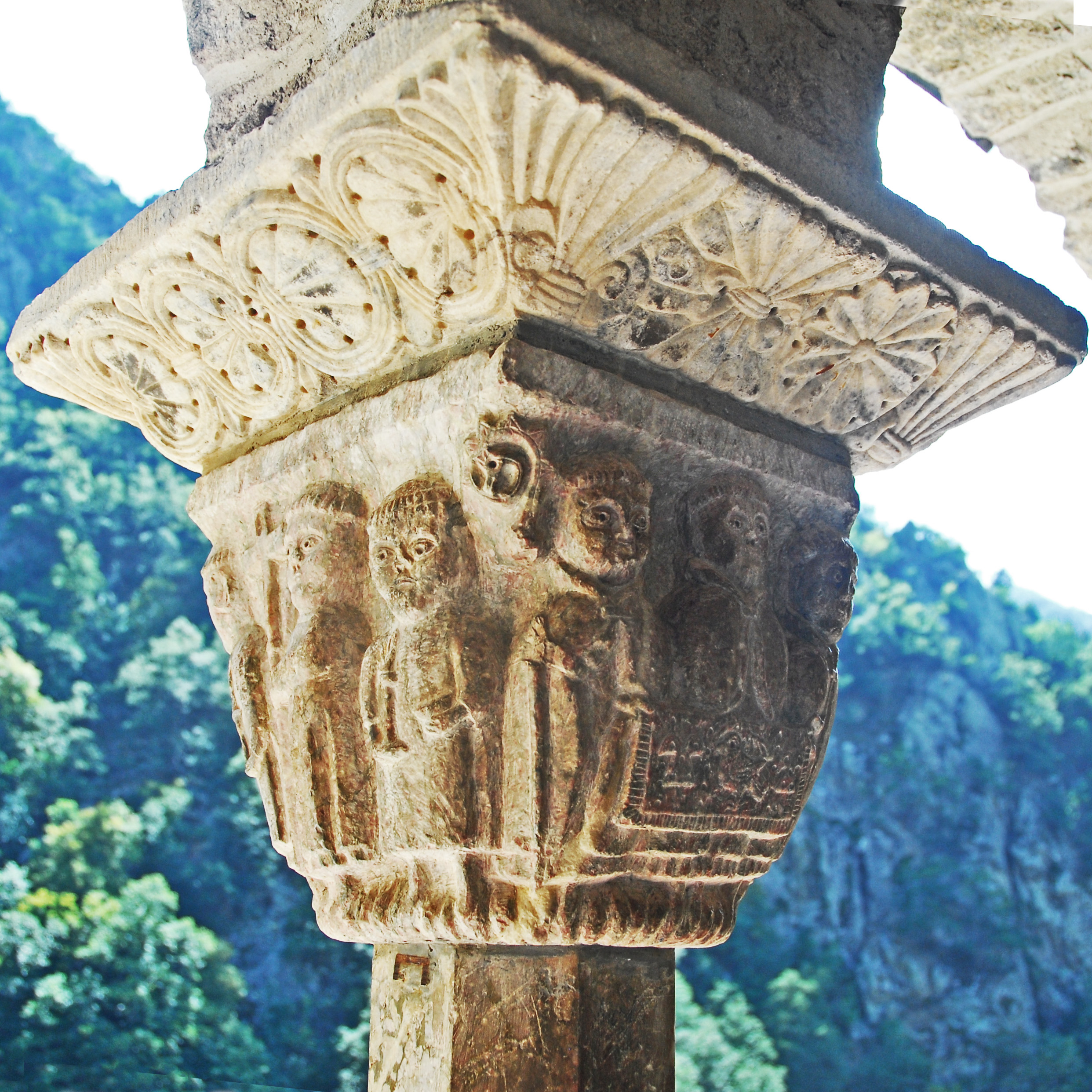
Kapitell Südgalerie, Abt mit Messdienern und Mönchen
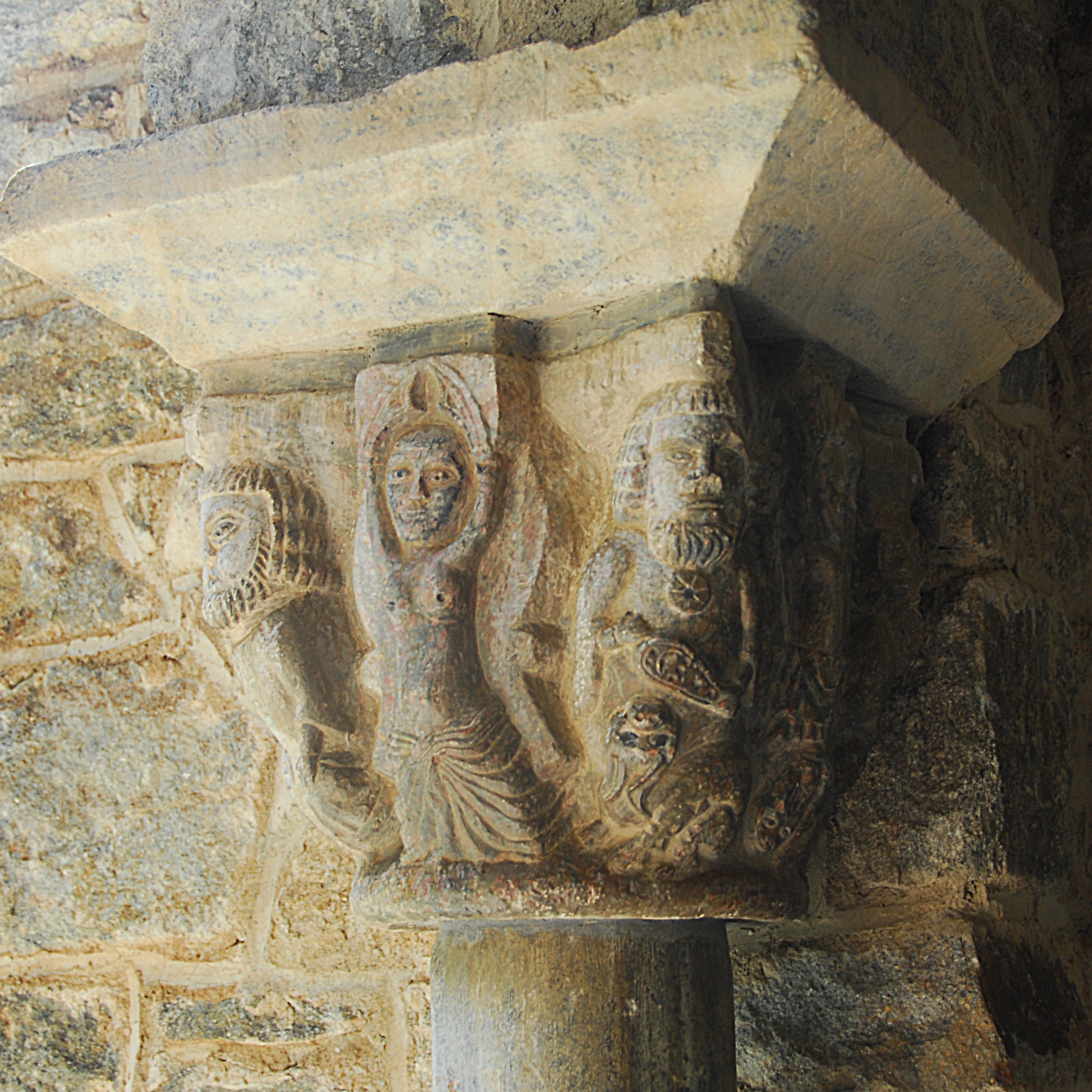
Kapitell Südgalerie, tanzende Frau, Unkeuschheit

An anderen Orten nehmen geflügelte Widder dieselbe Stellung ein, ebenso wie einige heute völlig verstümmelte Tiere, bei denen es sich vielleicht um Ratten handelt. In diesem letzten Fall wird das Augenmerk des Betrachters besonders auf die großen, ausdrucksstarken menschlichen Köpfe gelenkt, die sich unterhalb der Deckplatte auf jeder der vier Seiten in der Mitte des Kapitells befindet. Neuartig sind die grotesken oder satirischen Motive, die auf eine veränderte Geisteshaltung schließen lassen. Ein zwitterhaftes Wesen, zugleich Abt mit Mitra und Tier, wirft mit lüsternen Blicken um sich und zieht eine scheußlich grinsenden Grimasse. Umgeben ist es von dämonischen Gestalten mit Hörnern, zu denen auch ein Hund mit riesiger, aus dem Maul hängenden Zunge gehört. Im Laster offenbart sich das animalische Leben des Menschen.
Auf einem weiteren Kapitell ganz in der Nähe ist ein weiterer Hund dargestellt, der einer mit einer Kapuze verhüllten Gestalt, vielleicht einem Mönch, die Pfote gibt. Auch eine Schlange und zwei an den Ecken wachende Doggen sind hier zu erkennen.
Eine bis zur Taille nackte Frau befindet sich in der Mitte eines anderen Kapitells. Als Tänzerin symbolisiert sie die Unkeuschheit. In den Ecken sitzen Figuren, die möglicherweise andere Laster versinnbildlichen. Dies ist sicher der Fall bei der Gestalt, die ihren Mund weit aufreißt. Als Sinnbild der Völlerei hält sie eine Flasche in der einen und eine Schale in der anderen Hand. Einer ihrer Gefährten, der einen Knüppel schwingt, könnte die Wut darstellen. Ein Violaspieler begleitet die Tänzerin auf seinem Instrument.
Nachdem der Steinmetz in dieser Weise gegeißelt hat, preist er nun das geregelte Leben im Kloster. Ein Abt steht, gefolgt von seinen Mönchen, zwischen zwei Messdienern, die eine horizontal gespannte Stoffbahn halten. Die gleiche Szene erscheint auf einem Kapitell im Kreuzgang von Saint-Genis-des-Fontaines. Beide Male sind auf der Stoffbahn Wappen abgebildet. Die in Saint-Martin du Canigou zu sehenden heraldischen Motive werden mehrmals auf den Kapitellen der jüngeren Gruppe wiederholt. Sie setzen sich aus einer Taube mit einem Zweig im Schnabel und einem Schachturm zusammen. Aller Wahrscheinlichkeit nach, handelt es sich um das Wappen des Abtes, unter dem das obere Geschoss des Kreuzgangs fertiggestellt wurde. Absolut gesichert ist diese Zuweisung jedoch noch nicht, Somit muss auf stilisierte Kriterien zurückgreifen, um die Kapitelle die zu den letzten Zeugnissen romanischer Schöpfungskraft in Saint-Martin du Canigou gehören, zeitlich einzuordnen. Dies führt in das 13. Jahrhundert, einer Zeit, in der sowohl menschliche Figuren als auch Tiere individuelle Züge anzunehmen begonnen haben. Man wird sogar noch genauer die zweite Hälfte des Jahrhunderts als Entstehungszeit annehmen, aufgrund eines für diese Zeit typischen Dreipassbogens über der Tänzerin.

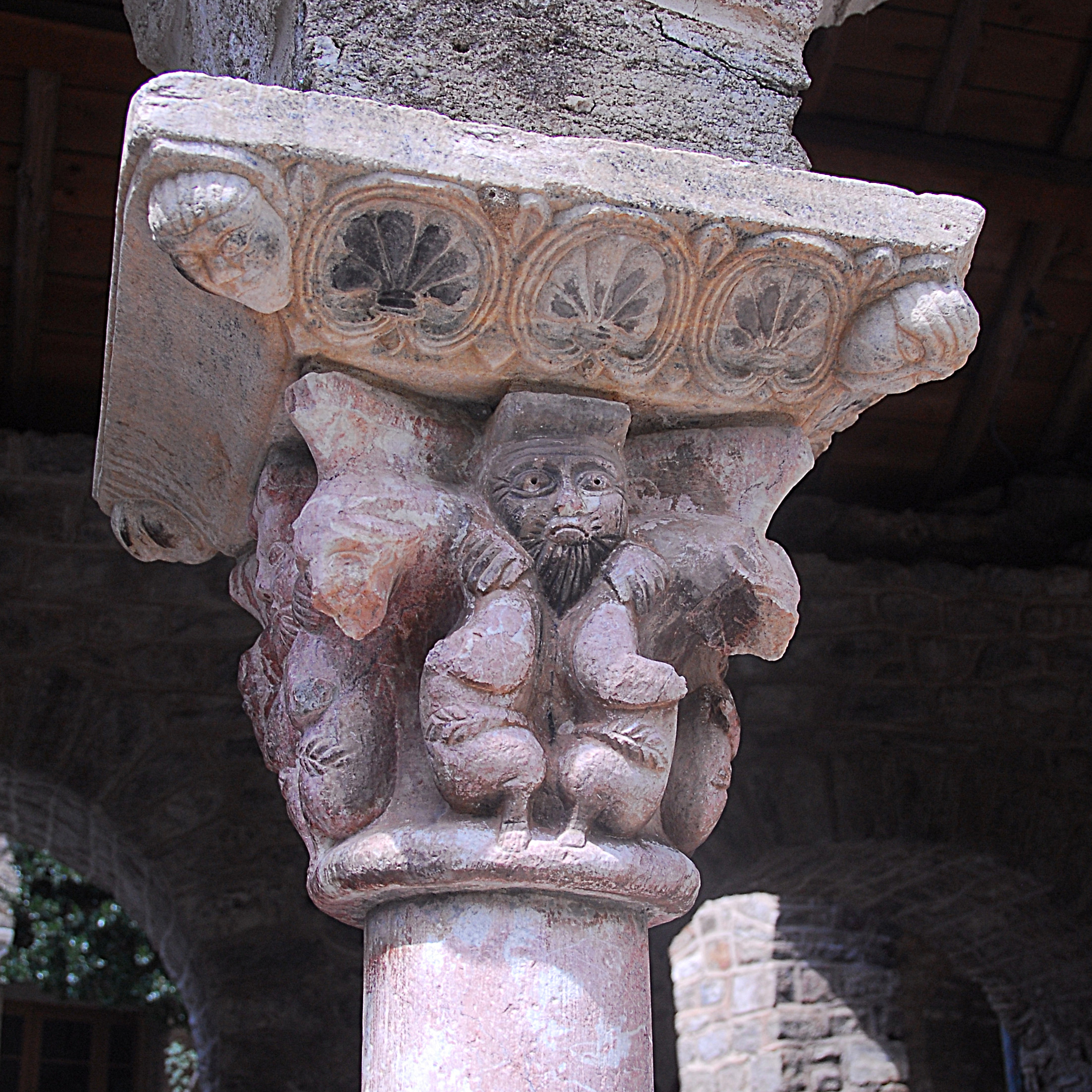
Kapitell Südgalerie, hockende Tiere mit gemeinsamem Kopf
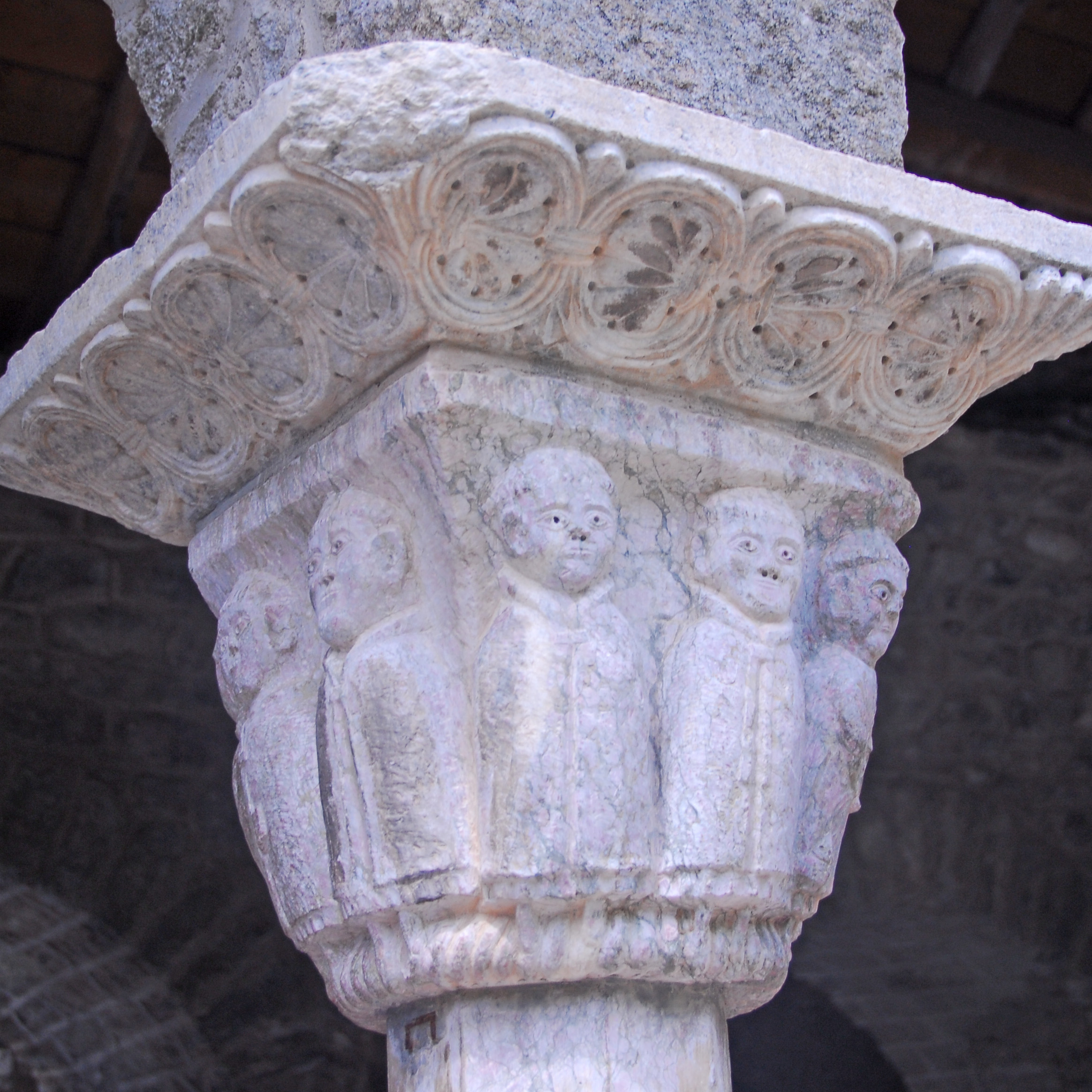
Kapitell Südgalerie, Mönche
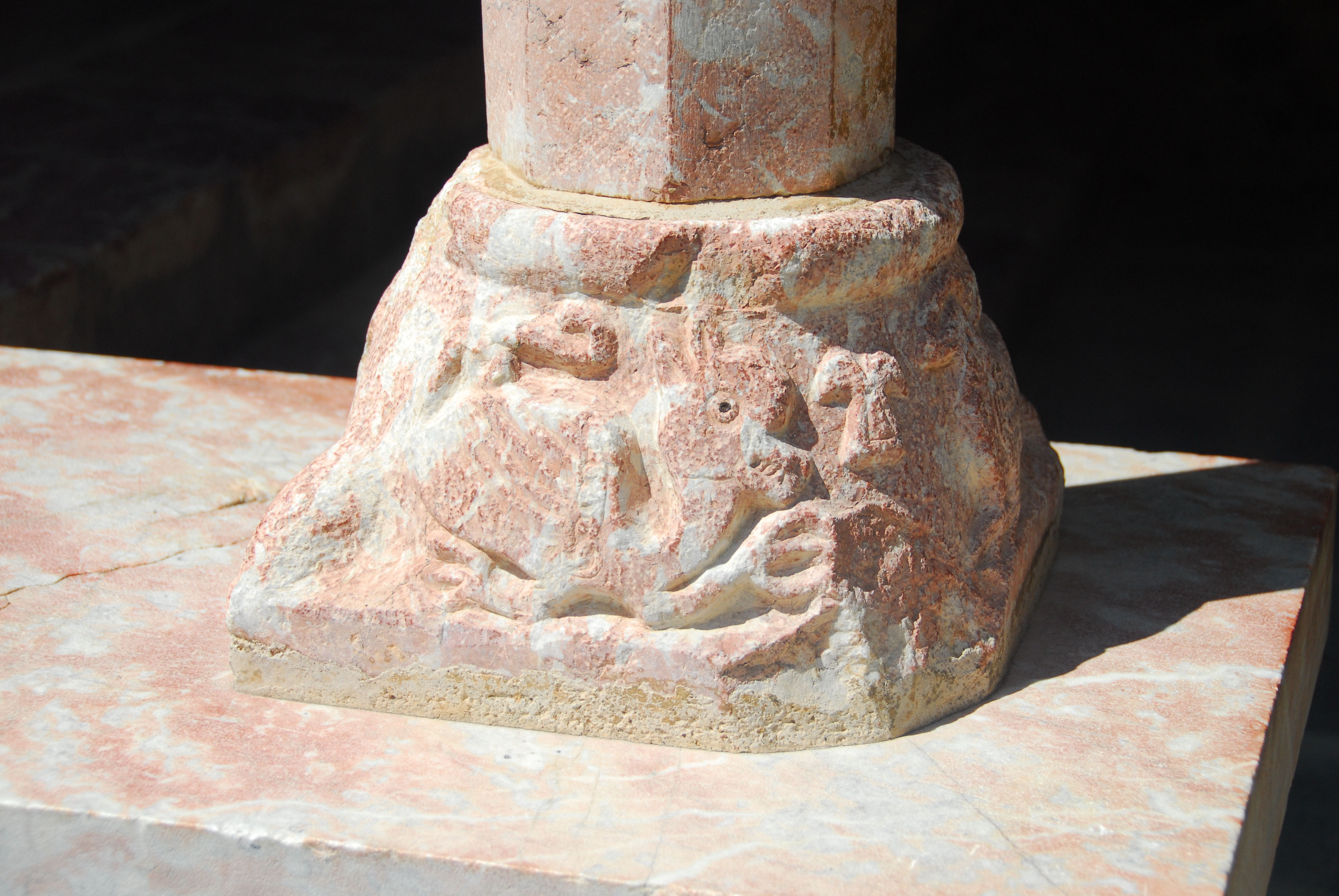
Kapitell Südgalerie, Basis mit Tieren
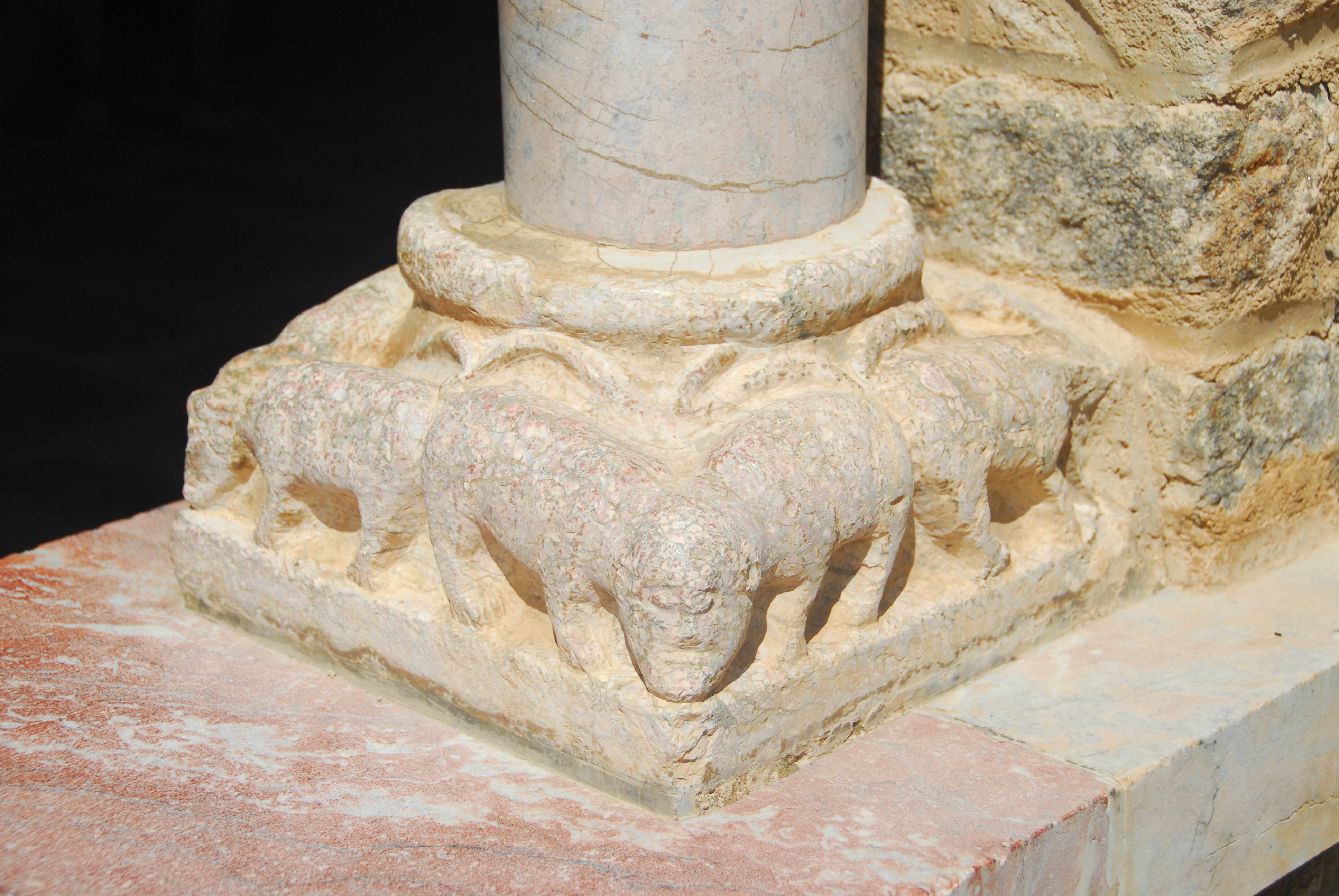
Kapitell Südgalerie, Basis mit Vierbeinern
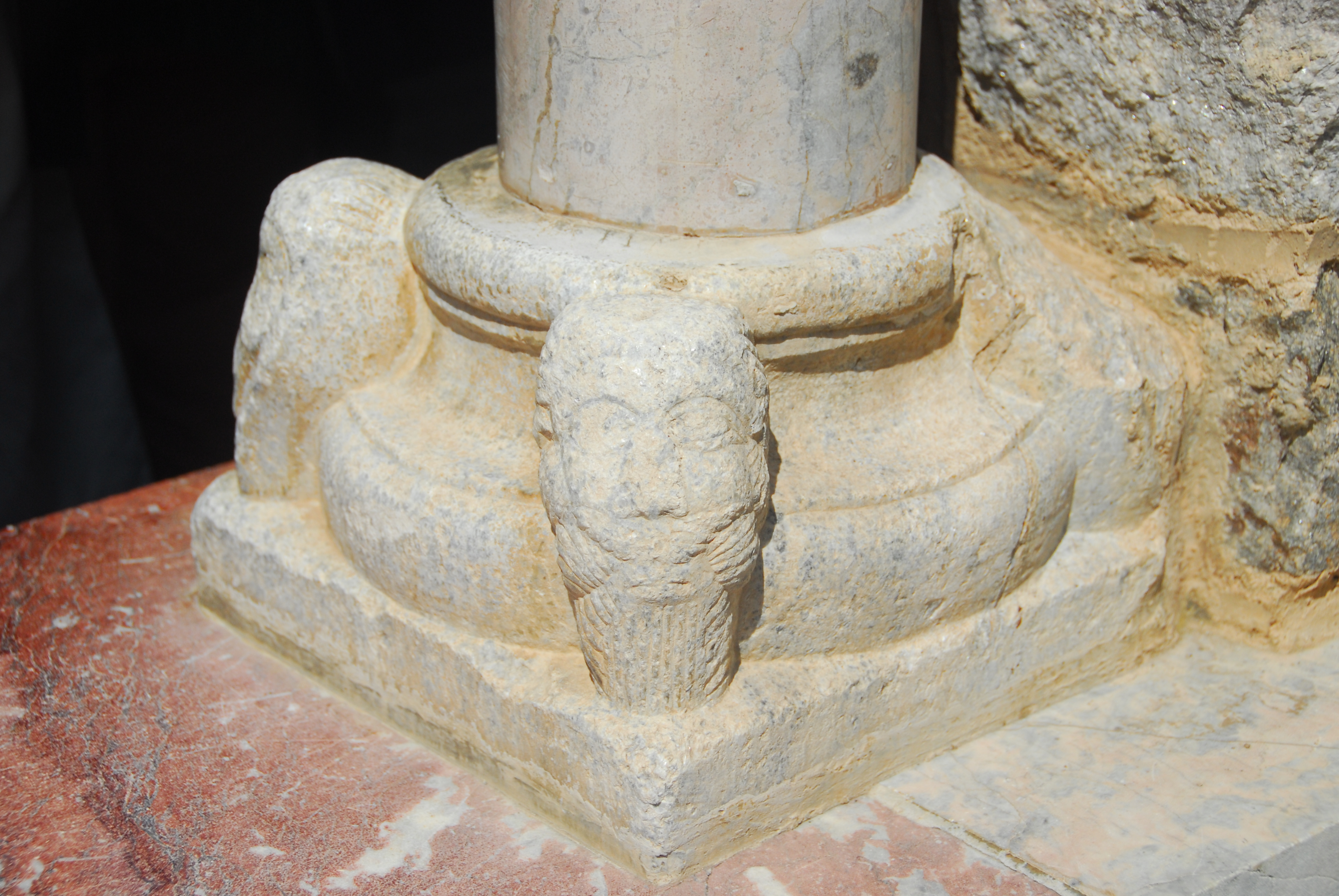
Kapitell Südgalerie, Basis mit Köpfen

Eine genauere Untersuchung der Säulenbasen bestätigt diese Datierung. Einige gehören dem im 12. Jahrhundert allgemein üblichen Typus an und bestehen aus einer Hohlkehle zwischen zwei Wülsten. Bei anderen höheren Basen sind die Ecksporne durch Tiermotive oder durch große menschliche Köpfe ersetzt. Zwei Schachtürme und ein Vogel, der diesmal nichts im Schnabel hält, erscheinen auf einem großen Kapitel; das die Altarplatte der Oberkirche trägt. Monseigneur de Carsalade hat es zwischen dem Innenhof und der Schlucht gefunden, das heißt unter dem einstigen südlichen Kreuzgangflügel. Das Kapitell besteht aus drei Bildflächen: Die heraldischen Motive in der Mitte werden von zwei Szenen aus dem Leben des heiligen Martin flankiert. Rechts reicht der zu Pferde sitzenden Martin die Hälfte seines Mantels einem Armen. Auf der linken Seite wird an das Wunder der heiligen Kiefer erinnert. Die Legende berichtet, dass der Heilige diesen Baum, der den heidnischen Bauern heilig war, hatte fällen lassen wollen. Jene stimmten ihm unter der Bedingung zu, dass er sich darunter setzte. Auf dem Kapitell ist der Moment festgehalten, wo der Baum kippt: aber nicht auf Martin, sondern auf den Heiden, der den Baum fällt.
Im Obergeschoss des Kreuzgangs gibt es an der Südwand der Kirche die Überdachung der Geschosstreppe, deren hölzerner Pultdachstuhl auf einigen Kapitellen ruht. Eines davon zeigt die Darstellung von Sirenen mit gekrümmten Leibern und ein anderes mit aufrecht stehenden Adlern mit gespreizten Schwingen.

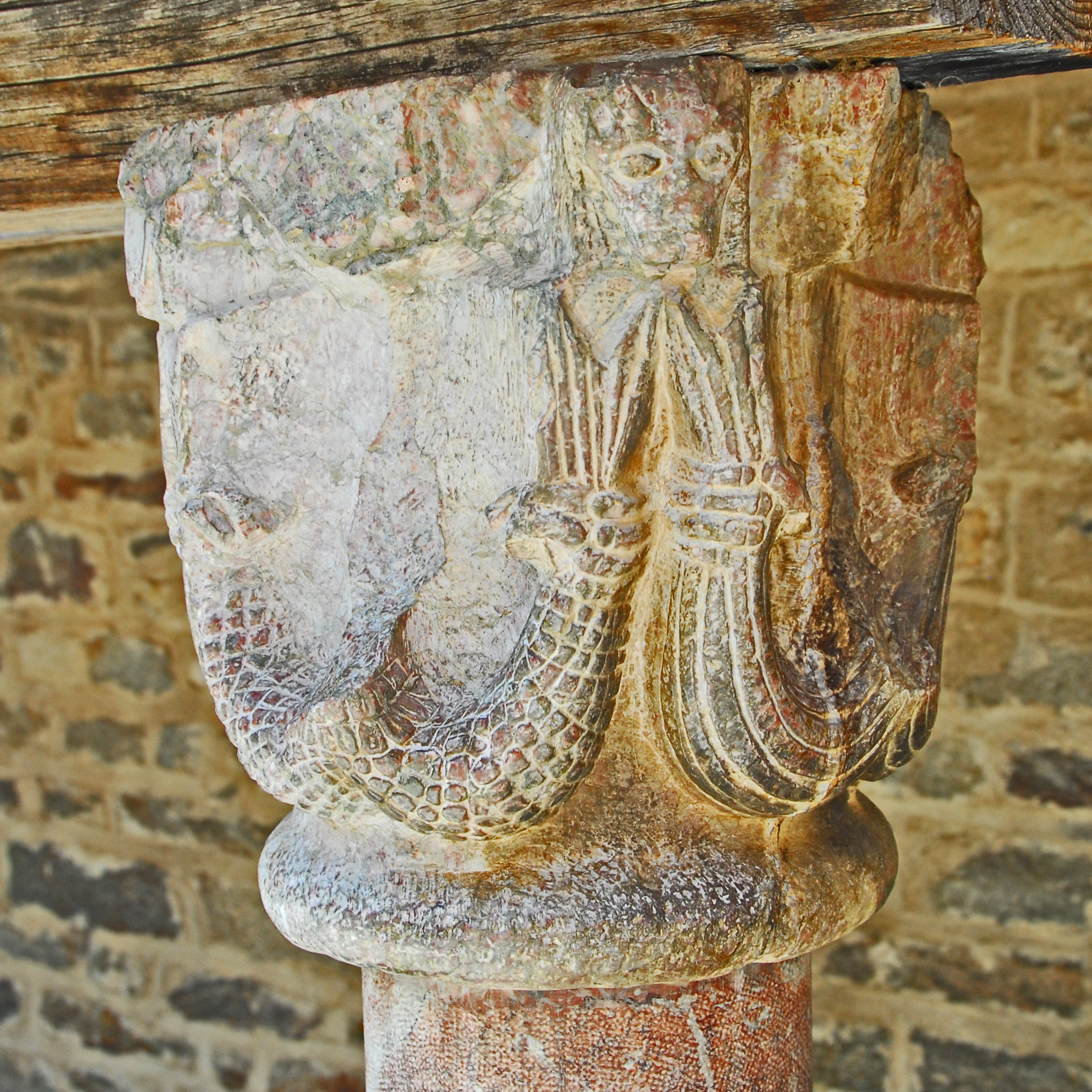
Kreuzgang, Kapitell an Treppenüberdachung, Sirenen
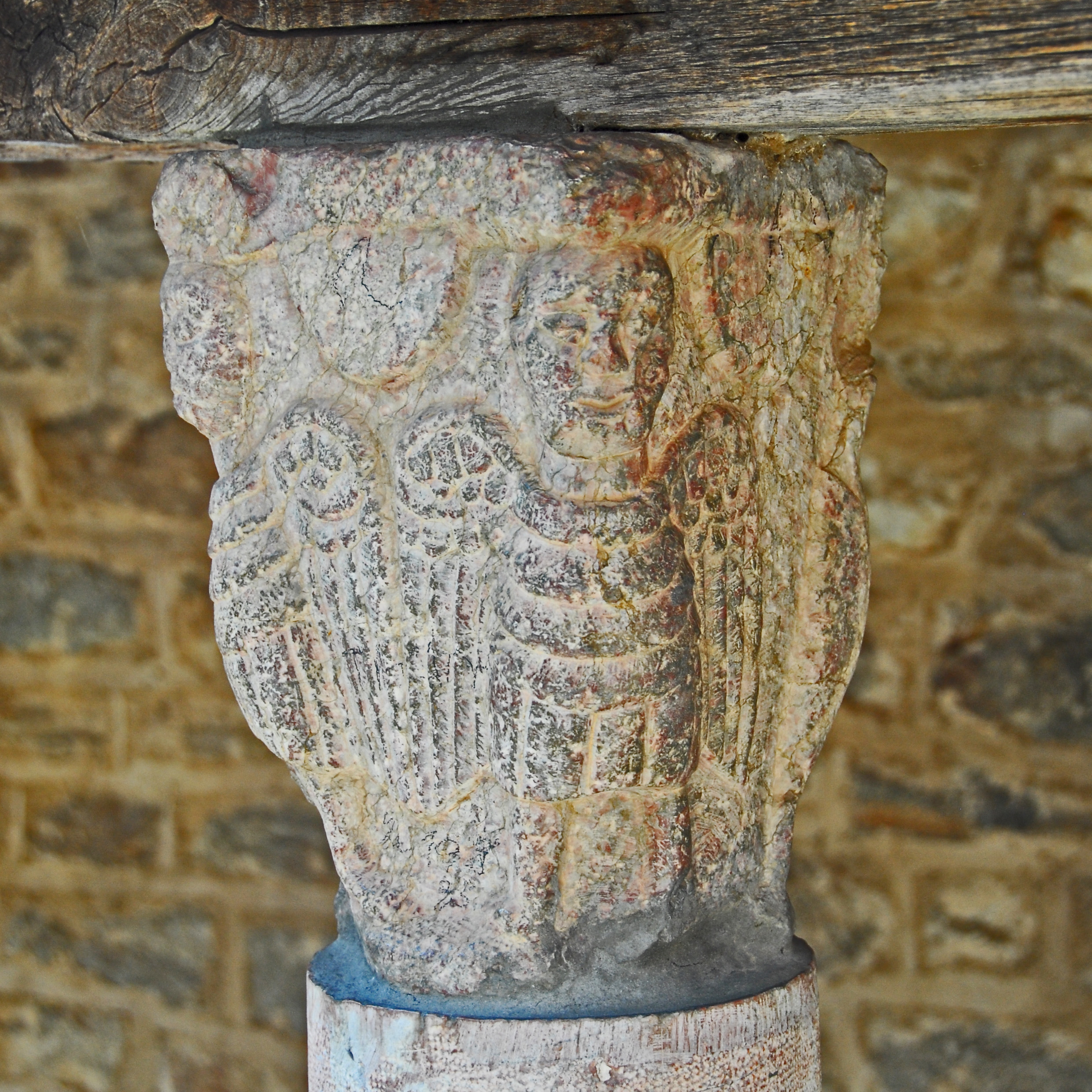
Kreuzgang, Kapitell an Treppenüberdachung, Adler
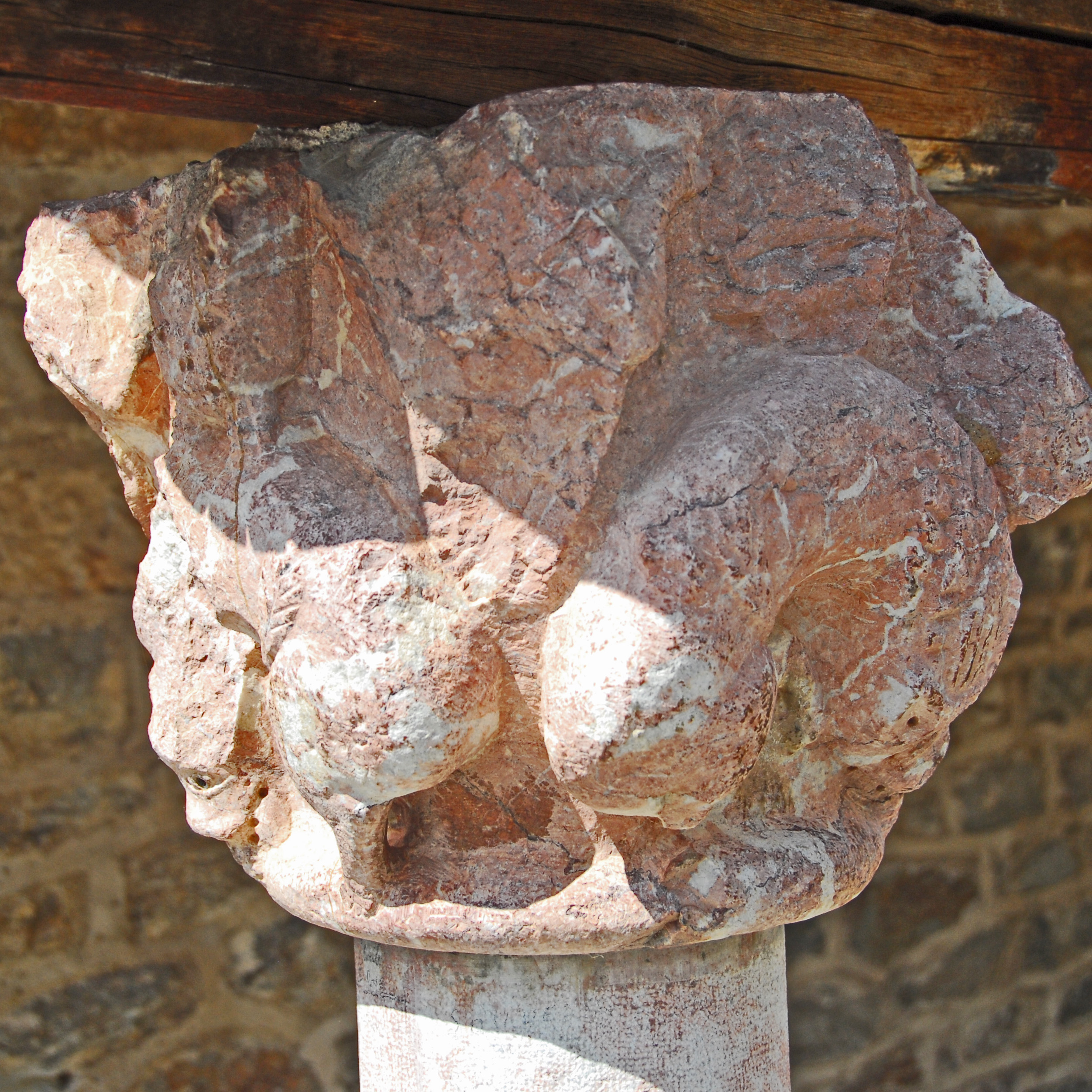
Kreuzgang, Kapitell an Treppenüberdachung